# Musikjahr 1951
Liste der Musikjahre

◄◄ | ◄ | 1947 | 1948 | 1949 | 1950 | Musikjahr 1951 | 1952 | 1953 | 1954 | 1955 | ► | ►►

Weitere Ereignisse · Country-Musik
Dieser Artikel behandelt das Musikjahr 1951.

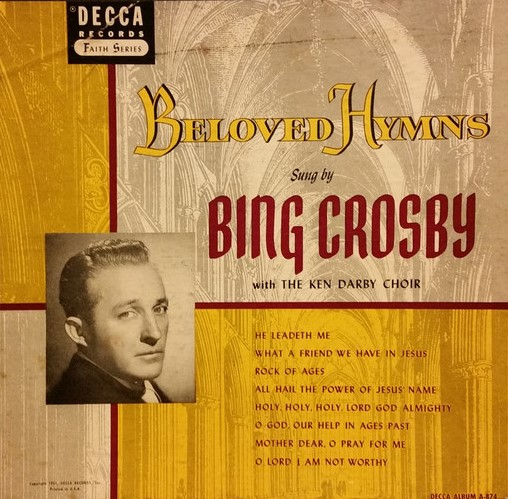
Bing Crosby – Beloved Hymns (1951)

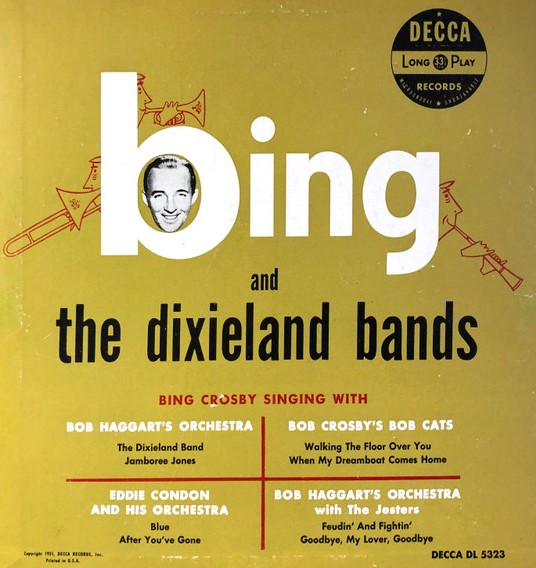
Bing Crosby – Bing and the Dixieland Bands (1951)

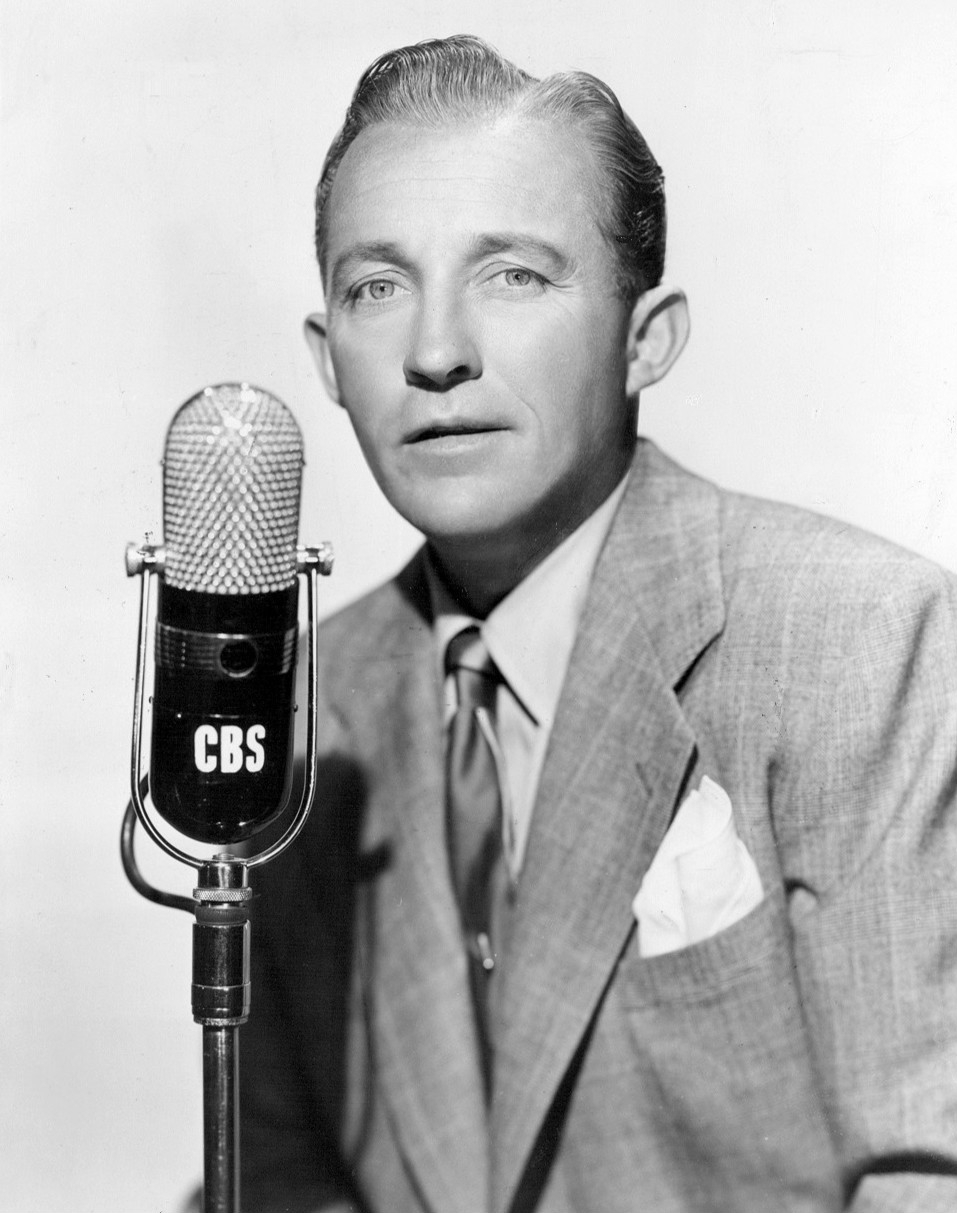
Bing Crosby (1951)

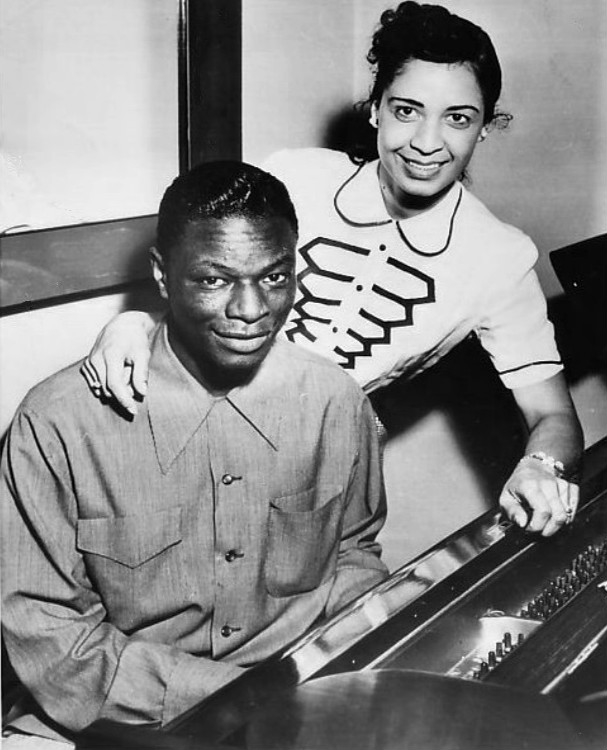
Nat King Cole und seine Frau Maria Cole (1951)

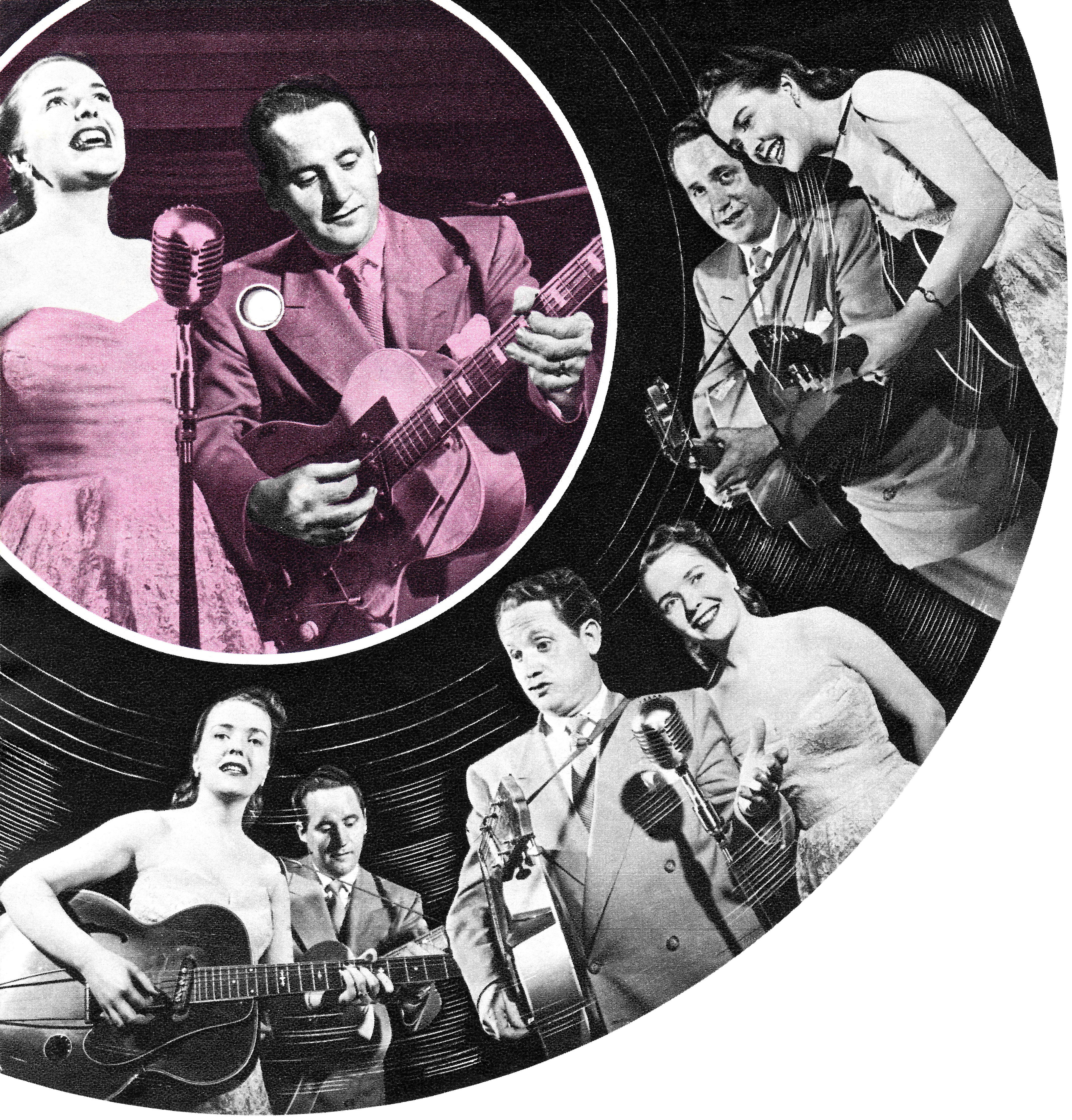
Les Paul und Mary Ford in einer Fotomontage von The American Magazine (1951)

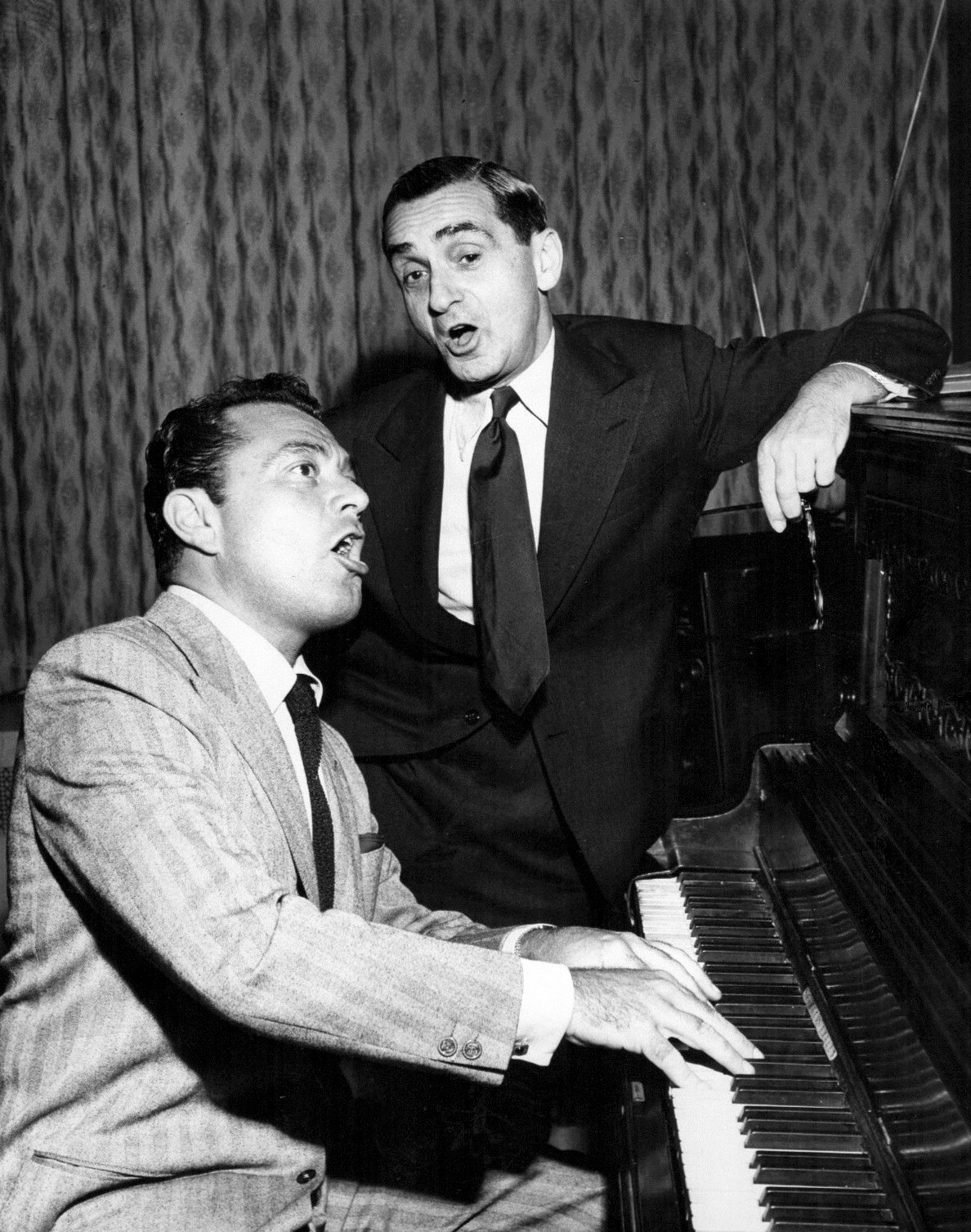
Irving Berlin und Tony Martin in der Fernsehsendung Irving Berlin’s Salute to America (1951)

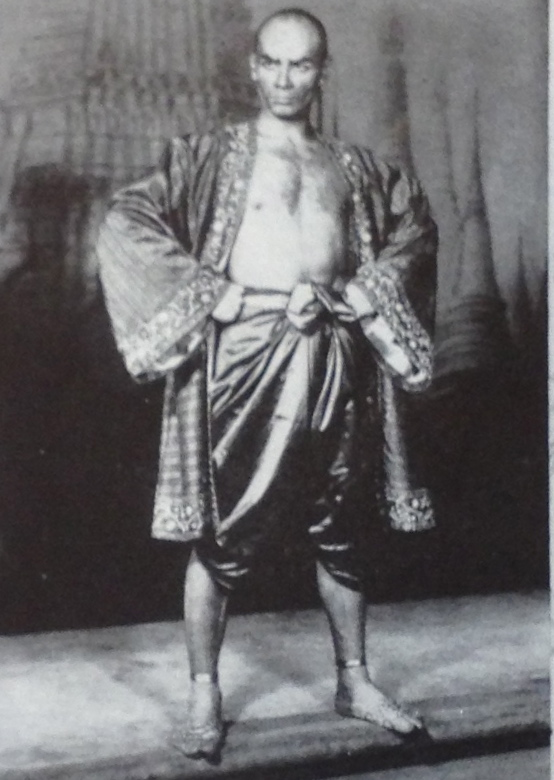
Yul Brynner als König in The King and I (1951)

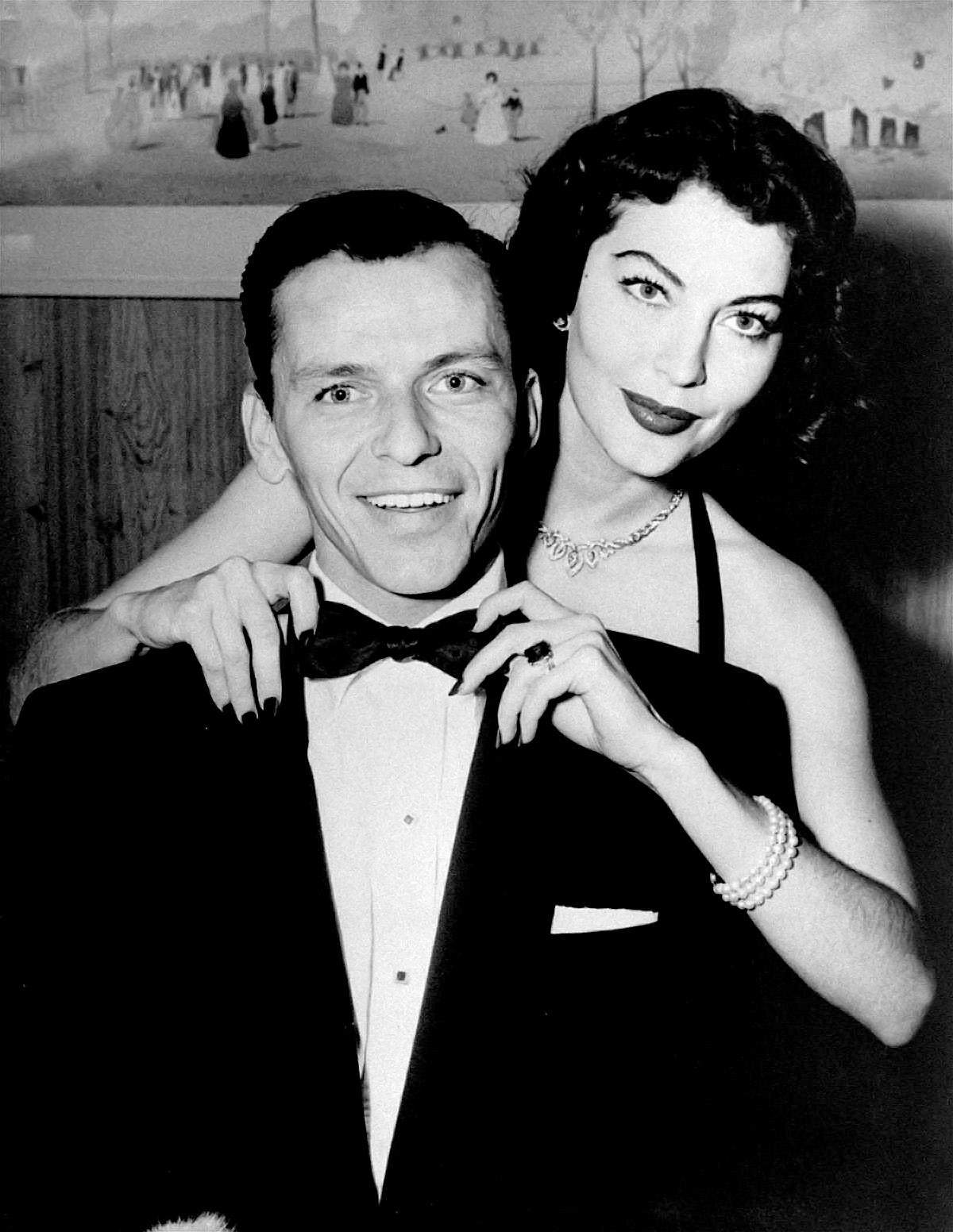
Frank Sinatra und seine zweite Frau Ava Gardner (1951)

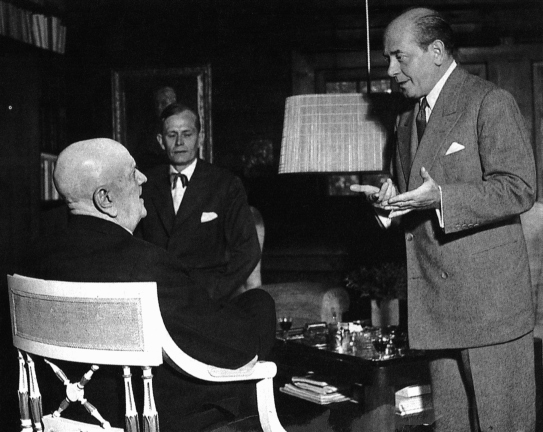
Eugene Ormandy und Jean Sibelius (1951)

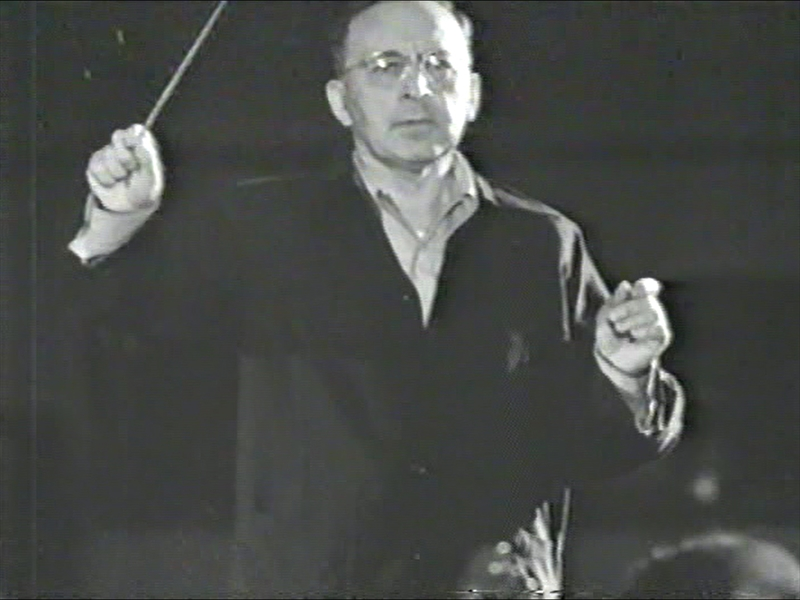
Joseph Rosenstock (1951)

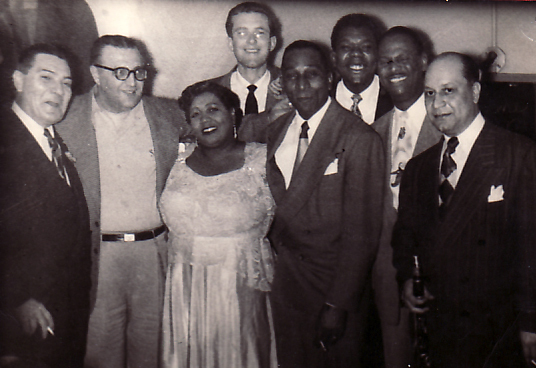
Jack Teagarden, Sandy DeSantis, Velma Middleton, Fraser MacPherson, Cozy Cole, Arvell Shaw, Earl Hines, Barney Bigard, v.l.n.r (1951)

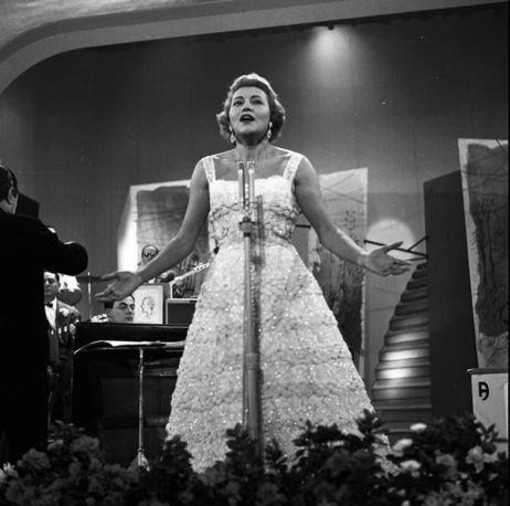
Nilla Pizzi beim Festival di Sanremo (1951)

Rolf Liebermann und Paul Burkhard (1951)

## Ereignisse

### Vereinigte Staaten
- 22. Februar: Die erste vollständige Aufführung von Charles Ives’ Symphony No. 2, die zwischen 1897 und 1902 geschrieben wurde, erfolgt in der Carnegie Hall von den New Yorker Philharmonikern unter der Leitung von Leonard Bernstein.[2]
- 00. Februar: Fritz Busch kehrt nach Deutschland zurück, um in Köln die erste Opernproduktion des damaligen Nordwestdeutschen Rundfunks (NWDR) im neuen Sendesaal zu dirigieren: Giuseppe Verdis Un ballo in maschera. Seiner Berufung an die Wiener Staatsoper kommt sein Tod am 14. September 1951 zuvor.
- 3.–5. März: Jackie Brenston and His Delta Cats (eigentlich Ike Turners Kings of Rhythm) nehmen das Lied Rocket 88 im Sun Studio von Sam Phillips in Memphis auf und veröffentlichen die Platte im April. Das Lied beeinflusst in den folgenden Jahren wesentlich die Entwicklung des Rock ’n’ Roll.[3] Viele Autoren halten das Lied für die erste oder zumindest eine der ersten Rock-’n’-Roll-Aufnahmen.[4]
- 09. März: Charles Münch leitet die Uraufführung der 5. Sinfonie von Arthur Honegger in Boston.
- 29. März: Das Musical The King and I von Richard Rodgers (Musik) und Oscar Hammerstein II (Text) nach dem Roman Anna und der König von Siam von Margaret Landon wird im St. James Theatre in New York uraufgeführt. Der damals unbekannte Yul Brynner spielt in der Originalproduktion den König.
- 04. April: Frankie Laine, neu bei Columbia Records unter Vertrag, ist der bestbezahlte Sänger seiner Zeit. Seine erste Aufnahme beim neuen Label Jezebel/Rose, Rose, I Love You wird zum Megahit.
- 29. Mai: Uraufführung der Oper Veselohra na mostě (im Deutschen: Komödie auf der Brücke) von Bohuslav Martinů in New York City.
- 14. Juni: Bill Haley und His Saddlemen nehmen ihre Version von Rocket 88 auf und kombinieren dabei das Rhythmus- und Blues-Arrangement der Anfang März von Jackie Brentson aufgenommenen Version mit Country-Musik-Elementen. Im November 1951 spielt Haley zusammen mit der Sängerin Loretta Glendenning als Bill and Loretta zusammen mit den Saddlemen weitere R&B-Stücke ein, darunter Pretty Baby von den Griffin Brothers und I'm Crying von Memphis Slim.
- 11. Juli: Der Discjockey und Musikpromoter Alan Freed hat seine erste Rhythm-and-Blues-Radiosendung beim Sender WJW in Cleveland. Freed verwendet in seinen Sendungen für Rhythm-and-Blues den Begriff Rock and Roll, um die Musik einem breiteren weißen Publikum vorzustellen.
- 13. Juli: Arnold Schönberg erliegt einem Herzleiden, nachdem er bereits 1946 einen Herzinfarkt erlitten hatte.
- 09. September: Leonard Bernstein heiratet die aus Chile stammende Schauspielerin Felicia Montealegre.
- 06. November: Uraufführung der Oper Wuthering Heights von Bernard Herrmann auf ein Libretto von Lucille Fletcher nach dem gleichnamigen Roman von Emily Brontë in Portland.
- 12. November: Das Musical Paint Your Wagon mit der Musik von Frederick Loewe und dem Buch und den Gesangstexten von Alan J. Lerner wird am Shubert Theatre in New York City uraufgeführt.
- 00. November: Dinah Shore beginnt ihre erste TV-Serie, The Dinah Shore Show. Sie wird fünfeinhalb Jahre lang laufen.
- 24. Dezember: Uraufführung der Weihnachtsoper Amahl and the Night Visitors von Gian Carlo Menotti in den NBC-Studios in New York City mit einer Live-Übertragung im Fernsehen.
- Victoria de los Ángeles debütiert 1951 nach einer Südamerika-Tournee an der Metropolitan Opera in New York als Marguerite in Gounods Faust.
- Teresa Brewer wechselt das Musiklabel und geht von London Records zur Plattenfirma Coral Records, mit der sie bis 1962 zusammenarbeitet.
- John Cage realisiert 1951 mit Music of Changes, sein erstes, vollständig auf der Basis eines Zufallsverfahrens basierendes Stück.
- Eine fiktive Fassung von Enrico Carusos Leben wird 1951 mit Mario Lanza in der Hauptrolle unter dem Titel Der große Caruso eher kitschig verfilmt. Der Film ist in Italien wegen seines relativ frei erfundenen Inhalts verboten.
- Doris Day heiratet 1951 den Produzenten Martin Melcher, mit dem sie bis zu dessen Tod 1968 verheiratet ist.
- Paul Hindemith komponiert seine Oper und die gleichnamige Sinfonie Die Harmonie der Welt.
- Al Hoffman erhält gemeinsam mit Mack David und Jerry Livingston eine Oscar-Nominierung in der Kategorie „Bester Song“ für das Lied Bibbidi-Bobbidi-Boo aus dem abendfüllenden Zeichentrickfilm Cinderella der Walt-Disney-Studios aus dem Jahr 1950.
- Alan Jay Lerner schreibt 1951 das Drehbuch für den Film Ein Amerikaner in Paris, der mit Musik von George Gershwin versehen wurde.
- Guy Mitchell hat seinen ersten großen Erfolg (etwa 2 Millionen verkaufte Singles) mit My Heart Cries for You, welcher der erste einer Reihe von Hits mit über einer Million verkauften Kopien ist.
- Les Paul, der sich mit Gitarrenkonstruktion (die Gibson Les Paul ist nach ihm benannt) und Aufnahmetechnik befasste, entwickelt ein Nachhallverfahren, das auf seiner am 4. Januar 1951 zuhause eingespielten Aufnahme von How High the Moon erstmals zu hören ist und seitdem zu den üblichen Soundeffekten der Aufnahmetechnik gehört. Er legt bei How High the Moon insgesamt acht identische Tracks mit zeitlicher Verzögerung übereinander, wobei er eine Degeneration der Qualität in Kauf nimmt. Pauls Version kommt am 23. März 1951 in die Hitparade, wo sie 25 Wochen verweilt und neun Wochen auf Platz eins bleibt.
- Auf den Sänger Johnnie Ray wird 1951 der Produzent Mitch Miller von Columbia Records aufmerksam und bietet ihm einen Vertrag auf dem Columbia-Tochterlabel Okeh Records an. Seine erste Single bei Okeh Records heißt Tell The Lady I Said Goodbye, beworben im Billboard-Magazin. Im November 1951 wird die bluesige Single Cry / The Little White Cloud That Cried zu einem doppelten Millionenseller. Die von Mitch Miller produzierte Platte belegt für 11 Wochen den ersten Rang der Pop-Hitparade.
- Frank Sinatra, dessen Ehe mit Nancy Barbato 1951 geschieden wurde, heiratet den Filmstar Ava Gardner.
- Lennie Tristano gründet er in New York eine Jazzschule, die erste ihrer Art, bei der u. a. seine Schüler Billy Bauer, Lee Konitz, Warne Marsh und der Pianist Sal Mosca unterrichten werden.
- Das erste amerikanische Jazzfestival findet im Herbst in Wilkes-Barre statt. Dieses Festival geht dem ersten Newport Jazz Festival voraus.[5]
- Der Tenorsaxophonist Sonny Rollins, ein von Coleman Hawkins beeinflusster Spieler, schließt sich der Gruppe von Miles Davis an.[5] Im Januar 1951 entsteht mit I Know die erste Single unter Rollins’ Namen, und zwar bei Miles Davis’ erster Session für Prestige (Miles Davis and Horns).
- Der US-amerikanische Musikinstrumentenhersteller Fender Musical Instruments verkauft ab 1951 seinen Precision Bass. Der Precision ist bei Markteinführung der erste E-Bass mit massivem Holzkorpus ohne Resonanzkörper (Solidbody), der industriell in Serie gefertigt wird. Die namensgebende Besonderheit („Präzision“) besteht in seiner Ausstattung mit Bünden, die konstruktiv eine präzise Intonation vorgeben. Die Spielweise entspricht insofern der Gitarre im Gegensatz zur freien Intonation des Kontrabasses.

### Europa

#### Belgien
- 9.–26. Mai: Die Queen Elisabeth Competition für Violine findet (zum ersten Mal unter diesem Namen) in Brüssel statt. Leonid Kogan erhält den ersten Preis.

#### Bundesrepublik Deutschland und Westberlin
- 18. Januar: Der Film Die Sünderin mit Hildegard Knef in der Hauptrolle wird zum ersten Mal aufgeführt und löst wegen angeblicher Glorifizierung von Prostitution, Sterbehilfe und Suizid einen Skandal aus. Aufführungsverbote und kirchliche Ablehnung wecken Interesse und sorgen für einen filmischen Publikumserfolg. Die Filmmusik stammt von Theo Mackeben.
- 03. Februar: Winfried Zilligs Oper in sechs Szenen Troilus und Cressida wird in Düsseldorf uraufgeführt.[6]
- 27. März: In Westberlin wird die Ruine der am 22. November 1943 durch einen Bombenangriff schwer beschädigten Krolloper gesprengt.
- 12. Juli: Am Nationaltheater Mannheim wird die Operette Geliebte Manuela von Fred Raymond nach einem Libretto von Just Scheu und Ernst Nebhut uraufgeführt.
- 22. Juni – 10. Juli: In Darmstadt finden die Darmstädter Ferienkurse statt. Hier wird am 2. Juli die Oper Moses und Aron von Arnold Schönberg, wenige Wochen vor Schönbergs Tod, erstmals durch Hermann Scherchen in Teilen der Öffentlichkeit präsentiert.[6]
- 29. Juli – 26. August: Die Bayreuther Festspiele werden zum ersten Mal nach dem Zweiten Weltkrieg veranstaltet, nun unter der Leitung von Wieland Wagner.[7] Als Eröffnungskonzert am 29. Juli wird Ludwig van Beethovens 9. Sinfonie unter der Leitung von Wilhelm Furtwängler gespielt. Richard Wagners Oper Parsifal in der Regie von Wieland Wagner und unter der Leitung von Hans Knappertsbusch ertönt am 30. Juli.[6] Der Opernzyklus Der Ring des Nibelungen in der Inszenierung von Wieland Wagner wird vom 31. Juli – 4. August gegeben, Dirigent ist Hans Knappertsbusch.[6][7] Und am 5. August ist erstmals nach dem Krieg wieder die Oper Die Meistersinger von Nürnberg zu hören. Dirigent ist Herbert von Karajan, der auch den zweiten Zyklus des Ringes leitet. Es ist sein erster Auftritt in Bayreuth.[6][7]
- 31. August: Als erster deutscher Hersteller bringt die Deutsche Grammophon Langspielplatten mit 33⅓ Umdrehungen in der Minute auf den Markt.
- 5.–30. September: In Berlin finden die Berliner Festwochen statt. Eröffnet werden die Festwochen mit einer Aufführung von Ludwig van Beethovens 9. Sinfonie im neu errichteten Schillertheater durch die Berliner Philharmoniker unter der Leitung von Wilhelm Furtwängler. Zu den weiteren musikalischen Veranstaltungen zählen Aufführungen von Gian Carlo Menottis The Consul, Benjamin Brittens Let’s Make an Opera und die deutsche Erstaufführung von Oklahoma!.
- 6.–7. Oktober: Bei den Donaueschinger Musiktagen werden unter anderem Ernst Kreneks Doppelkonzert für Bratsche, Klavier und kleines Orchester, Rolf Liebermanns Klaviersonate, Pierre Boulez’ Polyphonie X für 18 Soloinstrumente, Hermann Reutters Der himmlische Vagant, lyrisches Portrait des F. Villon von Klabund für Alt- und Baritonstimmen und Instrumentalensemble und Marcel Mihalovicis Étude en deux parties für Klavier und Ensemble uraufgeführt und es erfolgen deutsche Erstaufführungen von Werken Oliver Messiaens, Guido Turchis, Tibor Harsányis, Hanns Jelineks und Arthur Honeggers. Am 7. Oktober wird Hans Werner Henzes dreisätzige 3. Sinfonie für großes Orchester vom Südwestfunk-Orchester unter der Leitung von Hans Rosbaud uraufgeführt.[8]
- 13. November: Der Igel als Bräutigam, eine Oper für große und kleine Leute in fünf Bildern von Cesar Bresgen, wird in Nürnberg uraufgeführt. Das Libretto stammt von Ludwig Strecker dem Jüngeren nach Motiven des Märchens Hans mein Igel der Brüder Grimm.
- 24. November: Die feierliche Wiedereröffnung des Staatstheaters Mainz wird durch Serge Lifar mit dem Ballett der Pariser Oper in Anwesenheit von André François-Poncet gestaltet.
- 29. November: Hans Werner Henzes Rundfunkoper Ein Landarzt auf das Libretto des Komponisten (nach der gleichnamigen Erzählung [1917/18] von Franz Kafka) wird uraufgeführt und vom Nordwestdeutschen Rundfunk gesendet.[6]
- 23. Dezember: Die Oper Frankfurt erhält 1951 ihre Spielstätte am Willy-Brandt-Platz, dem früheren Theaterplatz. Zur Eröffnung wird Richard Wagners Oper Die Meistersinger von Nürnberg gegeben.[6]
- 23. Dezember: Das Theater Aachen wird mit einer Meistersinger-Aufführung unter der musikalischen Leitung des langjährigen Bayreuth-Dirigenten Karl Elmendorff neu- bzw. wiedereröffnet. Die folgenden Aufführungen der Meistersinger fanden danach unter der Leitung des 1933 wegen seiner jüdischen Herkunft emigrierten ehemaligen musikalischen Oberleiters Aachens, Paul Pella, statt.
- Hans Werner Henze erhält den Robert-Schumann-Preis der Stadt Düsseldorf.
- Ernst Krenek erhält den Verdienstorden der Bundesrepublik Deutschland.
- Arnold Schönberg erklärt sich 1951 damit einverstanden, dass der nicht mehr komponierte dritte Akt seiner Oper Moses und Aron, von dem nur eine Szene vorliegt, „eventuell ohne Musik, bloß gesprochen aufgeführt wird, falls ich [die] Komposition nicht vollenden kann.“[9]

#### Deutsche Demokratische Republik
- 14. Januar: In Chemnitz wird der Kulturpalast, das erste nach sowjetischem Vorbild errichtete Bauwerk dieser Art in der DDR, von Ministerpräsident Otto Grotewohl feierlich eingeweiht.
- 17. März: Probeaufführung der Oper Die Verurteilung des Lukullus (noch unter dem Namen Das Verhör des Lukullus) von Paul Dessau auf das Libretto von Bertolt Brecht an der Deutschen Oper Berlin unter Leitung von Hermann Scherchen. Nach der Aufführung wird die Musik als „volksfremd und formalistisch“ angegriffen und avanciert (unter Beteiligung der DDR-Staatsführung) zum Mitauslöser und Brennpunkt der ersten großen kunstpolitischen Debatte (sogenannte „Formalismusdebatte“) und der Diskussion über Sozialistischen Realismus in der Kunst der DDR. Nach intensiven Diskussionen mit Brecht, der Veränderung einiger Szenen, besonders des Schlusses, sowie der Änderung des Titels in Die Verurteilung des Lukullus wird die Oper am 12. Oktober 1951 in Berlin öffentlich aufgeführt. Danach wird sie in der DDR bis 1957 nicht mehr gespielt.
- 14. April: Das Rennsteiglied wird im thüringischen Ort Hirschbach erstmals öffentlich gesungen.
- 17. Juni: Der österreichische Dirigent Erich Kleiber, der 1935 unter dem Druck des Hitlerregimes zurücktreten musste und nach Kuba und später nach Argentinien emigriert war, kehrt nach Berlin zurück und dirigiert an der Berliner Staatsoper den Rosenkavalier von Richard Strauss.[6]
- Für die 3. Weltfestspiele der Jugend und Studenten in Ost-Berlin im Sommer 1951 verfassten Bertolt Brecht und Paul Dessau die der FDJ gewidmete Kantate Herrnburger Bericht.

#### Finnland
- Eugene Ormandy besucht Jean Sibelius in seinem Haus Ainola in Järvenpää.

#### Frankreich
- Pierre Boulez beschäftigt sich in der Groupe de Recherches Musicales von Pierre Schaeffer mit der Musique concrète.
- Olivier Messiaen veröffentlicht seine Messe de la Pentecôte (dt.: „Pfingstmesse“), seine erste neue Orgelkomposition nach einer längeren Pause.
- Pierre Schaeffer experimentiert mit Alltagsgeräuschen, die er zunächst auf Schallplatte, ab 1951 auch auf Tonband aufnimmt, verfremdet und zu neuen Klangkompositionen montiert.

#### Italien
- 29.–31. Januar: Im städtischen Kasino in Sanremo findet das erste Sanremo Music Festival statt und wird von Nunzio Filogamo moderiert. Nilla Pizzi gewinnt den Musikwettbewerb mit dem Lied Grazie dei fiori (dt.: Danke für die Blumen).
- 09. Juni: Joseph Haydns Oper L’anima del filosofo, besser bekannt unter dem Titel Orfeo ed Euridice und komponiert 1791–1792, wird beim Maggio Musicale Fiorentino in Florenz uraufgeführt.
- 29. Juli: In der Arena di Verona wird erstmals Manon von Jules Massenet aufgeführt.[6]
- 11. September: The Rake’s Progress, eine Oper von Igor Strawinsky auf ein Libretto von W. H. Auden und Chester Kallman wird in Venedig im Teatro La Fenice[6] uraufgeführt, dirigiert vom Komponisten.
- 07. Oktober: Die Oper La storia di una mamma von Roman Vlad wird in Venedig uraufgeführt.
- 07. Dezember: Eröffnung der Opernsaison an der Mailänder Scala, drei Wochen vor dem traditionellen Termin am 26. Dezember, mit einem Doppelprogramm bestehend aus Giuseppe Verdis I vespri siciliani und Igor Strawinskys The Rake’s Progress.
- Roman Vlad wird offiziell italienischer Staatsbürger.

#### Irland
- 21. Oktober: Eröffnung eines Festivals für Musik und Kunst in Wexford, dem Vorläufer der Wexford Festival Opera.

#### Norwegen
- Frank Meidell Falch wurde zum ersten Direktor des Bergen International Festival (1951–1956) ernannt.[10]
- Die Big Chief Jazz Band wird in Oslo gegründet.[11]

#### Österreich
- 27. Juli – 31. August: In Salzburg finden die 32. Salzburger Festspiele statt.[12] Zur Eröffnung am 27. Juli dirigiert Georg Solti die Salzburger Festspielproduktion des Idomeneo von Wolfgang Amadeus Mozart mit Rudolf Schock in der Hauptrolle.[6] Weitere Festspielproduktionen, die alle von Wilhelm Furtwängler dirigiert werden, sind Mozarts Die Zauberflöte und Giuseppe Verdis Otello. Unter Karl Böhm ist Alban Bergs Wozzeck zu hören, in der Inszenierung von Oscar Fritz Schuh und in Bühnenbildern von Caspar Neher.[6] Das weitere Programm der Festspiele sieht sieben Orchesterkonzerte der Wiener Philharmoniker (zwei unter der Leitung von Wilhelm Furtwängler und je eines von Edwin Fischer, Rafael Kubelík, Eugen Jochum, Karl Böhm und Leopold Stokowski) vor sowie sechs Chorkonzerte, vier Kammermusikkonzerte, drei Solokonzerte und eine Anzahl kleinerer Veranstaltungen.
- 05. September: Der Neuguss der Pummerin, der größten Glocke des Wiener Stephansdoms, die im Zweiten Weltkrieg zerstört worden ist, wird beim zweiten Versuch fertiggestellt.
- Cesar Bresgen komponiert das Oratorium Visiones amantis.
- Wilhelm Kienzl wird zu seinem zehnten Todestag mit einer Gedächtnisbriefmarke der österreichischen Post geehrt.[6]
- Eine konzertante Fassung der Oper Die stumme Serenade von Erich Wolfgang Korngold auf ein Libretto von Victor Clement wird im Radio Wien übertragen.

#### Schweiz
- 31. Dezember: Das schweizerdeutsche Musical Die kleine Niederdorfoper mit Musik von Paul Burkhard und Libretto der Autoren Walter Lesch, Werner Wollenberger und Max Rüeger wird im Schauspielhaus Zürich uraufgeführt. In den ersten Vorstellungen spielen unter anderen Ruedi Walter, Margrit Rainer, Anne-Marie Blanc, Sigfrit Steiner, Heinrich Gretler und Walter Roderer.
- Paul Hindemith lehrt abwechselnd mit Yale ab 1951 an der Universität Zürich, wo ein Lehrstuhl für Musikwissenschaft für ihn eingerichtet wurde.

#### Tschechoslowakei
- 05. März: Das Suk Trio, bestehend aus Josef Suk (Geige), Jiří Hubička (Pianist) und Saša Večtomov (Cellist), gibt sein Debüt im Rudolfinum in Prag.

#### Vereinigtes Königreich
- 01. Januar: Die Sopranistin Joan Cross wird Commander, der Komponist William Walton Knight Bachelor und Dirigent Herbert Bardgett Officer of the British Empire.
- 03. Mai: Eröffnung der Royal Festival Hall in London. Mit der Konzerthalle wurde ein Ersatz für die im Zweiten Weltkrieg zerstörte Queen’s Hall geschaffen. Dem Einweihungskonzert folgt am nächsten Tag ein Konzert unter der Leitung von Sir Malcolm Sargent, an dem König Georg VI. teilnimmt.[13]
- 07. Mai: Michael Tippetts The Heart’s Assurance wird in der Wigmore Hall in London von Benjamin Britten und Peter Pears uraufgeführt.[14][15]
- 26. April: Ralph Vaughan Williams Oper The Pilgrims Progress wird in London uraufgeführt.[6]
- 26. Mai: Das Mundharmonikakonzert von Michael Spivakovsky, das dem bekannten Mundharmonikaspieler Tommy Reilly gewidmet ist, wird von diesem und dem London Radio Concert Orchestra unter Mark Lubbock uraufgeführt.
- 14. Juni: Die Sechs Metamorphosen nach Ovid für Solo-Oboe von Benjamin Britten, das der Oboistin Joy Boughton gewidmet ist, wird von dieser beim Aldeburgh Festival uraufgeführt.
- 2.–14. Juli: Das siebte jährliche Cheltenham Music Festival findet in Cheltenham mit einer Aufführung von Brian Easdales Oper The Sleeping Children, Uraufführungen der ersten Symphonien von Malcolm Arnold, John Gardner und Arnold van Wyk, Franz Reizensteins Serenade für Bläser und Maurice Jacobsons symphonischer Suite sowie Aufführungen von Werken von Humphrey Searle, Robert Masters, Benjamin Frankel und Philip Sainton statt.[16]
- 14.–21. Juli: Das Haslemere Music Festival, mit sechs Konzerten alter Musik, findet in Haslemere statt.[17]
- 26. August: Der Musicalfilm Ein Amerikaner in Paris hat in London Premiere.
- 14. September: Der deutsche Dirigent Fritz Busch, Mitgründer der Glyndebourne Festival Opera stirbt in London.
- 17.–22. September: Das vierte jährliche Swansea Festival of Music and the Arts wird in Swansea mit einer kontroversen Rede von Daniel Jones, einem der führenden Komponisten von Wales, eröffnet. Das Festival ist der letzte Teil des Festival of Britain und besteht aus sieben Programmen, darunter das neue Oratorium St. David des walisischen Komponisten Arwel Hughes und Auftritte von Victoria de los Ángeles, Zino Francescatti, André Navarra, Walter Susskind und Jean Martinon.[18]
- 22. Oktober: Wiedereröffnung des Royal Opera House in London, mit einer Produktion von Giacomo Puccinis Turandot unter der Leitung von Sir John Barbirolli und mit Gertrude Grob-Prandl in der Titelrolle.[19]
- 29. November – 3. Dezember: Das Rundfunk-Sinfonieorchester Hamburg unter der Leitung von Hans Schmidt-Isserstedt spielt im Rahmen einer dreizehn Konzerte umfassenden Tournee durch England und Irland vier Konzerte in London.
- 01. Dezember: Uraufführung der Oper Billy Budd (Oper) von Benjamin Britten auf das Libretto von Edward Morgan Forster und Eric Crozier (nach der Erzählung von Herman Melville) im Royal Opera House in London. Dirigent ist Benjamin Britten.[20]
- Benjamin Frankel komponiert sein Violinkonzert To the memory of the six million op. 24. Es ist dem Gedächtnis der 6 Millionen im Holocaust ermordeten Juden gewidmet. Es wurde bei ihm in Auftrag gegeben für das Festival of Britain 1951 und uraufgeführt durch Max Rostal.
- Berthold Goldschmidt stellt seine Oper Beatrice Cenci fertig.
- Daniel Jones gewinnt mit seinem Symphonic Prologue den Ersten Preis der Royal Philharmonic Society.
- Michael Tippett gibt 1951 seine Stellung am Morley College in London auf, um sich ganz dem Komponieren zu widmen.

## Musikcharts

### Vereinigte Staaten
| Position | Singles                                                                          |
| -------- | -------------------------------------------------------------------------------- |
|          |                                                                                  |
| 1        | Too Young Nat King Cole with Les Baxter & His Orchestra                          |
| 2        | Because of You Tony Bennett with Percy Faith & His Orchestra                     |
| 3        | How High the Moon Les Paul & Mary Ford                                           |
| 4        | Come on-a My House Rosemary Clooney                                              |
| 5        | Be My Love Mario Lanza with Ray Sinatra & Jeff Alexander                         |
| 6        | On Top of Old Smoky The Weavers & Terry Gilkyson wirh Vic Schoen & his Orchestra |
| 7        | Cold, Cold Heart Tony Bennett with Percy Faith & His Orchestra                   |
| 8        | If Perry Como with Mitchell Ayres & His Orchestra                                |
| 9        | The Loveliest Night of the Year Mario Lanza                                      |
| 10       | Tennessee Waltz Patti Page with Jack Rael & His Orchestra                        |

Die längsten Nummer-eins-Singles
Lieder, die die meiste Zeit während eines anderen Jahres auf Platz 1 der Charts verbrachten, werden hier nicht aufgeführt.
1. Patti Page with Jack Rael & His Orchestra – Tennessee Waltz; Les Paul & Mary Ford – How High the Moon (jeweils 9 Wochen)
2. Tony Bennett with Percy Faith & His Orchestra – Because of You (8 Wochen)
3. Perry Como with Mitchell Ayres & His Orchestra – If; Rosemary Clooney – Come on-a My House; Tony Bennett with Percy Faith & His Orchestra – Cold, Cold Heart (jeweils 6 Wochen)

Die längsten Nummer-eins-Alben (33 ⅓)
Alben, die die meiste Zeit während eines anderen Jahres auf Platz 1 der Charts verbrachten, werden hier nicht aufgeführt.
1. Original Motion Picture Soundtrack – Show Boat (18 Wochen)
2. Mary Martin & Ezio Pinza with The Original Broadway Cast – South Pacific (14 Wochen)
3. Mario Lanza – Mario Lanza Sings Selections from The Great Caruso (10 Wochen)

Die längsten Nummer-eins-Alben (45 min−1)
Alben, die die meiste Zeit während eines anderen Jahres auf Platz 1 der Charts verbrachten, werden hier nicht aufgeführt.
1. Original Motion Picture Soundtrack – Show Boat (19 Wochen)
2. Mario Lanza – Mario Lanza Sings Selections from The Great Caruso (9 Wochen)
3. Mario Lanza – The Toast of New Orleans; Yma Sumac – Voice of the Xtabay (jeweils 6 Wochen)

Alle Nummer-eins-Hits und die Hits des Jahres

### Charts in weiteren Ländern
Siehe auch: Nummer-eins-Hits 1951 in  Australien und den Vereinigten Staaten.

## Musikpreisverleihungen und Ehrungen

### Golden Globe Awards
- Bester Hauptdarsteller – Musical/Komödie: Fred Astaire – Drei kleine Worte (Three Little Words)
- Beste Hauptdarstellerin – Musical/Komödie: Judy Holliday – Die ist nicht von gestern (Born Yesterday)
- Beste Filmmusik: Franz Waxman – Boulevard der Dämmerung (Sunset Boulevard)

### Oscarverleihung
- Beste Filmmusik (Drama): Franz Waxman – Boulevard der Dämmerung (Sunset Boulevard)
- Beste Filmmusik (Musikfilm): Adolph Deutsch, Roger Edens – Duell in der Manege (Annie Get Your Gun)
- Bester Filmsong: Mona Lisa aus Captain Carey, U.S.A. – Ray Evans, Jay Livingston
- Bester Ton: Thomas T. Moulton – Alles über Eva (All About Eve)

### Pulitzerpreis
- Pulitzerpreis/Musik: Musik der Oper Giants in the Earth von Douglas S. Moore

### Tony Awards
- Bestes Musical: Frank Loesser (Musik und Liedtexte), Jo Swerling und Abe Burrows (Buch) – Guys and Dolls
- Bester Produzent (Musical): Cy Feuer und Ernest H. Martin – Guys and Dolls
- Bester Hauptdarsteller Musical: Robert Alda – Guys and Dolls
- Beste Hauptdarstellerin Musical: Ethel Merman – Call Me Madam
- Bester Nebendarsteller Musical – Russell Nype – Call Me Madam
- Beste Nebendarstellerin Musical: Isabel Bigley – Guys and Dolls
- Beste Choreographie: Michael Kidd – Guys and Dolls
- Bester Dirigent und Musikdirektor: Lehman Engel – The Consul
- Beste Originalmusik: Irving Berlin – Call Me Madam

### Weitere
- Bach-Preis der Freien und Hansestadt Hamburg: Paul Hindemith
- Deutscher Kritikerpreis – Fachgruppe Musik: Elisabeth Grümmer
- Förderpreis Musik der Landeshauptstadt München: Alfred von Beckerath
- Preis der Stadt Wien für Musik: Johann Nepomuk David

## Musikwettbewerbe
- Concours international de jeunes chefs d’orchestre de Besançon – Preisträger: Reinhard Peters (BR Deutschland)
- Internationaler Orgelimprovisationswettbewerb Haarlem – Preisträger: Louis Toebosch (Niederlande)
- Sanremo-Festival 1951 – 1. Preisträger: Nilla Pizzi mit Grazie dei fiori

## Erstveranstaltungen
Bundesrepublik Deutschland
- Berliner Festspiele in Berlin
- Europäisches Folklore-Festival in Neustadt in Holstein
- Eutiner Festspiele in Eutin
- Internationale Orgelwoche Nürnberg in Nürnberg
- Musikfest ION in Nürnberg

Frankreich
- Concours international de jeunes chefs d’orchestre de Besançon in Besançon

Irland
- Wexford Festival Opera in Wexford

Italien
- Festival della Canzone Italiana in Sanremo

Niederlande
- Internationaler Orgelimprovisationswettbewerb Haarlem in Haarlem
- Wereld Muziek Concours in Kerkrade

Schweiz
- Jazz Festival Zürich in Zürich

## Ersterscheinungen
- Musik und Gesellschaft – Musikzeitschrift der DDR
- Das Musikinstrument – Business-Magazin für Handel, Hersteller und Vertrieb von Musikinstrumenten

## Gründungen
International
- Gesellschaft der Orgelfreunde – internationale Vereinigung, die sich laut Satzung der Pflege, Ausbreitung und Vertiefung der Bemühungen um das Orgelwesen sowie der Mitarbeit am kulturellen Orgelleben widmet
- International Association of Music Libraries, Archives and Documentation Centres – internationale Vereinigung der Bibliotheken mit Musikabteilungen, Musikhochschulbibliotheken, Rundfunk- und Orchesterarchive, Universitätsinstitute, Musikdokumentationsstellen sowie Musikverlage und Musikalienhändler

Bundesrepublik Deutschland
- Deutsche Jazz Föderation – Interessenvertretung von Jazzclubs und anderen Jazz-Veranstaltern
- Deutsche Mozart-Gesellschaft – Verein zur Pflege des Werkes von Wolfgang Amadeus Mozart
- Dortmund Musik – Jugendmusikschule der Stadt Dortmund
- Freunde des Nationaltheaters – gemeinnütziger Verein zur Förderung der Bayerischen Staatsoper, der Bayerischen Theaterakademie August Everding im Prinzregententheater sowie anderer Kultureinrichtungen und -projekte der Stadt München
- Johann-Sebastian-Bach-Institut – federführendes Editionsinstitut in Göttingen für die Neue Bach-Ausgabe
- Mädchenchor Hannover – vokales Ensemble aus Hannover
- Melodie der Welt – unabhängiger Musikverlag mit Sitz in Frankfurt am Main
- Motettenchor Stuttgart – gemischter Chor aus Stuttgart
- Musikverband Untermain – Interessengemeinschaft der Blaskapellen am Untermain
- Polizeiorchester Bayern – sinfonisches Blasorchester der Bayerischen Polizei
- Staatliche Jugendmusikschule Hamburg – musikalische Einrichtung für Kinder und Jugendliche in Hamburg-Rotherbaum
- Studio für Elektronische Musik – Tonstudio des Westdeutschen Rundfunks in Köln
- SWR Big Band – Big Band des Südwestrundfunks, 1951 als „Südfunk-Tanzorchester“ gegründet

Deutsche Demokratische Republik
- Anstalt zur Wahrung der Aufführungs- und Vervielfältigungsrechte auf dem Gebiet der Musik – Musikorganisation der DDR, Pendant zur GEMA
- Leipziger Hornquartett – Blechbläser-Ensemble aus Leipzig
- Leipziger Lehrerorchester – Sinfonieorchester aus Leipzig
- Musikschule Leipzig „Johann Sebastian Bach“ – staatliche Musikschule in Leipzig
- Rundfunk-Jugendchor Wernigerode – gemischter Chor (SSAATTBB) aus Wernigerode
- Staatliche Ballettschule und Schule für Artistik (Berlin) – Bildungseinrichtung in Berlin

Frankreich
- Sud Radio – französischer Hörfunksender

Italien
- I Musici – italienisches Kammerorchester aus Rom
- Orchestra Sinfonica Siciliana – italienisches Sinfonieorchester mit Sitz in der sizilianischen Hauptstadt Palermo

Österreich
- Österreichischer Blasmusikverband – Dachverband über die einzelnen Landesblasmuskverbände in Österreich

Schweiz
- Collegium Musicum Basel – Schweizer Orchester aus Basel

Sowjetunion
- Moskauer Philharmonisches Orchester – Orchester in Moskau

Vereinigte Staaten
- Lennie’s on the Turnpike – Jazzclub in Peabody (Massachusetts) bei Boston

Vereinigtes Königreich
- Philip Jones Brass Ensemble – Blechbläserensemble in England

## Neuveröffentlichungen (Auswahl)

### Lieder und Kompositionen
| Lied                                                                                        | Text                                       | Musik                                                 | Erstinterpret                                                       | Label              | Veröffentlichung | Genre               | Album | Weitere Informationen                                                                      |
| ------------------------------------------------------------------------------------------- | ------------------------------------------ | ----------------------------------------------------- | ------------------------------------------------------------------- | ------------------ | ---------------- | ------------------- | ----- | ------------------------------------------------------------------------------------------ |
| A Kiss To Build A Dream On                                                                  | Oscar Hammerstein II                       | Harry Ruby                                            |                                                                     |                    | 1951             |                     |       |                                                                                            |
| A Very Merry Un-Birthday To You                                                             | Mack David, Al Hoffman & Jerry Livingston  | Mack David, Al Hoffman & Jerry Livingston             |                                                                     |                    | 1951             |                     |       |                                                                                            |
| Alice In Wonderland                                                                         | Bob Hilliard                               | Sammy Fain                                            |                                                                     |                    | 1951             |                     |       |                                                                                            |
| All In The Golden Afternoon                                                                 | Bob Hilliard                               | Sammy Fain                                            |                                                                     |                    | 1951             |                     |       |                                                                                            |
| Allentown Jail                                                                              | Irving Gordon                              | Irving Gordon                                         |                                                                     |                    | 1951             |                     |       |                                                                                            |
| And So To Sleep Again                                                                       | Joe Marsala & Sunny Skylar                 | Joe Marsala & Sunny Skylar                            |                                                                     |                    | 1951             |                     |       |                                                                                            |
| Anywhere I Wander                                                                           | Frank Loesser                              | Frank Loesser                                         |                                                                     |                    | 1951             |                     |       |                                                                                            |
| A-Round The Corner                                                                          |                                            |                                                       |                                                                     |                    | 1951             |                     |       | Traditional arrangiert von Josef Marais                                                    |
| Asia Minor                                                                                  | Roger King Mozian                          | Roger King Mozian                                     |                                                                     |                    | 1951             |                     |       |                                                                                            |
| Au Privave                                                                                  |                                            | Charlie Parker                                        |                                                                     |                    | 1951             |                     |       | Jazzstandard                                                                               |
| A-Sleepin’ At The Foot Of The Bed                                                           | Happy Wilson & Luther Patrick              | Happy Wilson & Luther Patrick                         |                                                                     |                    | 1951             |                     |       |                                                                                            |
| Be My Life’s Companion                                                                      | Bob Hilliard & Milton De Lugg              | Bob Hilliard & Milton De Lugg                         |                                                                     |                    | 1951             |                     |       |                                                                                            |
| Beautiful Brown Eyes                                                                        |                                            |                                                       |                                                                     |                    | 1951             |                     |       | Traditional arrangiert von Arthur Smith & Alton Delmore                                    |
| Because of You                                                                              | Arthur Hammerstein & Dudley Wilkinson      | Arthur Hammerstein & Dudley Wilkinson                 |                                                                     |                    | 1951             |                     |       |                                                                                            |
| Belle, Belle, My Liberty Belle.                                                             | Bob Merrill                                | Bob Merrill                                           |                                                                     |                    | 1951             |                     |       |                                                                                            |
| Bermuda                                                                                     | Cynthia Strother & Eugene R. Strother      | Cynthia Strother & Eugene R. Strother                 |                                                                     |                    | 1951             |                     |       |                                                                                            |
| Blue Velvet                                                                                 | Bernie Wayne & Lee Morris                  | Bernie Wayne & Lee Morris                             |                                                                     |                    | 1951             |                     |       |                                                                                            |
| Blues for Alice                                                                             |                                            | Charlie Parker                                        |                                                                     |                    | 1951             |                     |       | Jazzstandard                                                                               |
| Christopher Columbus                                                                        | Terry Gilkyson                             | Terry Gilkyson                                        |                                                                     |                    | 1951             |                     |       |                                                                                            |
| Come On-A My House                                                                          | Ross Bagdasarian & William Saroyan         | Ross Bagdasarian & William Saroyan                    |                                                                     |                    | 1951             |                     |       |                                                                                            |
| Cry                                                                                         | Churchill Kohlman                          | Churchill Kohlman                                     |                                                                     |                    | 1951             |                     |       |                                                                                            |
| Dance Me Loose                                                                              | Mel Howard                                 | Lee Erwin                                             |                                                                     |                    | 1951             |                     |       |                                                                                            |
| Domino                                                                                      | (Eng) Don Raye (Fr) Jacques Plante         | Louis Ferrari                                         |                                                                     |                    | 1951             |                     |       |                                                                                            |
| Getting To Know You                                                                         | Oscar Hammerstein II                       | Richard Rodgers                                       |                                                                     |                    | 1951             |                     |       |                                                                                            |
| Good Morning Mister Echo                                                                    | Bill Putman & Belinda Putman               | Bill Putman & Belinda Putman                          |                                                                     |                    | 1951             |                     |       |                                                                                            |
| Half As Much                                                                                | Curly Williams                             | Curly Williams                                        |                                                                     |                    | 1951             |                     |       |                                                                                            |
| He Had Refinement                                                                           | Dorothy Fields                             | Arthur Schwartz                                       |                                                                     |                    | 1951             |                     |       |                                                                                            |
| Hello, Young Lovers                                                                         | Oscar Hammerstein II                       | Richard Rodgers                                       |                                                                     |                    | 1951             |                     |       |                                                                                            |
| Hey, Good Lookin’                                                                           | Hank Williams                              | Hank Williams                                         |                                                                     |                    | 1951             |                     |       |                                                                                            |
| How Could You Believe Me When I Said I Love You When You Know I’ve Been A Liar All My Life? | Alan Jay Lerner                            | Burton Lane                                           |                                                                     |                    | 1951             |                     |       |                                                                                            |
| I Can’t Help It (If I’m Still In Love With You)                                             | Hank Williams                              | Hank Williams                                         |                                                                     |                    | 1951             |                     |       |                                                                                            |
| I Get Ideas                                                                                 | Dorcas Cochran                             | Lenny Sanders                                         |                                                                     |                    | 1951             |                     |       |                                                                                            |
| I Have Dreamed                                                                              | Oscar Hammerstein II                       | Richard Rodgers                                       |                                                                     |                    | 1951             |                     |       |                                                                                            |
| I Love Lucy                                                                                 |                                            | Eliot Daniel                                          |                                                                     |                    | 1951             |                     |       |                                                                                            |
| I Love The Sunshine Of Your Smile                                                           | Jack Hoffman                               | Jimmy MacDonald                                       |                                                                     |                    | 1951             |                     |       |                                                                                            |
| I Still See Elisa                                                                           | Alan Jay Lerner                            | Frederick Loewe                                       |                                                                     |                    | 1951             |                     |       | Gesungen von James Barton im Musical Paint Your Wagon. Darsteller im Film: Clint Eastwood. |
| I Talk To The Trees                                                                         | Alan Jay Lerner                            | Frederick Loewe                                       |                                                                     |                    | 1951             |                     |       | Gesungen von Tony Bavaar und Olga San Juan im Musical Paint Your Wagon                     |
| I Whistle A Happy Tune                                                                      | Oscar Hammerstein II                       | Richard Rodgers                                       |                                                                     |                    | 1951             |                     |       |                                                                                            |
| I Wish I Wuz                                                                                | Sid Kuller & Lyn Murray                    | Sid Kuller & Lyn Murray                               |                                                                     |                    | 1951             |                     |       | Gesungen im Film Slaughter Trail                                                           |
| I Won’t Cry Anymore                                                                         | Fred Wise                                  | Al Frisch                                             |                                                                     |                    | 1951             |                     |       |                                                                                            |
| I’m A Fool To Want You                                                                      | Jack Wolf, Joel Herron & Frank Sinatra     | Jack Wolf, Joel Herron & Frank Sinatra                |                                                                     |                    | 1951             |                     |       |                                                                                            |
| I’m Late                                                                                    | Bob Hilliard                               | Sammy Fain                                            |                                                                     |                    | 1951             |                     |       |                                                                                            |
| Im August blüh’n die Rosen                                                                  | Armin Müller                               | Günter Fredrich                                       |                                                                     | Eterna             | 1951             | Volkslied           |       | Lied für die 3. Weltfestspiele in Berlin (Ost)                                             |
| In The Cool, Cool, Cool Of The Evening                                                      | Johnny Mercer                              | Hoagy Carmichael                                      |                                                                     | Decca              | 1951             | Pop, Filmsong       |       | Gesungen von Bing Crosby und Jane Wyman im Film Here Comes the Groom                       |
| It’s All In The Game                                                                        | Carl Sigman                                | Charles Gates Dawes                                   |                                                                     |                    | 1951             |                     |       |                                                                                            |
| It’s Beginning to Look a Lot Like Christmas                                                 | Meredith Willson                           | Meredith Willson                                      | Perry Como & The Fontane Sisters mit Mitchell Ayres & his Orchestra | RCA Victor Records | 1951             | Pop, Weihnachtslied |       |                                                                                            |
| Jezebel                                                                                     | Wayne Shanklin                             | Wayne Shanklin                                        |                                                                     |                    | 1951             |                     |       |                                                                                            |
| Kisses Sweeter Than Wine                                                                    | Paul Campbell                              | Joel Newman                                           |                                                                     |                    | 1951             |                     |       |                                                                                            |
| Mister and Mississippi                                                                      | Irving Gordon                              | Irving Gordon                                         |                                                                     |                    | 1951             |                     |       |                                                                                            |
| Misto Cristofo Columbo                                                                      | Jay Livingston & Ray Evans                 | Jay Livingston & Ray Evans                            |                                                                     |                    | 1951             |                     |       |                                                                                            |
| Mockin’ Bird Hill                                                                           | Vaughn Horton                              | Vaughn Horton                                         |                                                                     |                    | 1951             |                     |       |                                                                                            |
| My Truly, Truly Fair                                                                        | Bob Merrill                                | Bob Merrill                                           |                                                                     |                    | 1951             |                     |       |                                                                                            |
| Night Train                                                                                 |                                            | Jimmy Forrest, Lewis P. Simpkins und Oscar Washington |                                                                     |                    | 1951             |                     |       | Jazzstandard                                                                               |
| No Two People                                                                               | Frank Loesser                              | Frank Loesser                                         |                                                                     |                    | 1951             |                     |       |                                                                                            |
| Oh, wie ist das schön                                                                       | Walter Rothenburg                          | Willibald Quanz                                       | Will Glahé                                                          |                    | 1951             |                     |       | Zuerst unter dem Titel O, wie bist du schön veröffentlicht                                 |
| Pack die Badehose ein                                                                       | Hans Bradtke                               | Gerhard Froboess                                      | Schöneberger Sängerknaben                                           | Electrola          | 1951             | Schlager            |       | Erneut aufgenommen mit Cornelia Froboess, die damit zum Kinderstar avancierte              |
| Sail Away                                                                                   | Noël Coward                                | Noël Coward                                           |                                                                     |                    | 1951             |                     |       |                                                                                            |
| Shall We Dance?                                                                             | Oscar Hammerstein II                       | Richard Rodgers                                       |                                                                     |                    | 1951             |                     |       |                                                                                            |
| Shanghai                                                                                    | Bob Hilliard & Milton De Lugg              | Bob Hilliard & Milton De Lugg                         |                                                                     |                    | 1951             |                     |       |                                                                                            |
| Shrimp Boats                                                                                | Paul Mason Howard & Paul Weston            | Paul Mason Howard & Paul Weston                       |                                                                     |                    | 1951             |                     |       |                                                                                            |
| (It’s No) Sin                                                                               | Chester R. Shull                           | George Hoven                                          |                                                                     |                    | 1951             |                     |       |                                                                                            |
| Slow Poke                                                                                   | Pee Wee King, Redd Stewart & Chilton Price | Pee Wee King, Redd Stewart & Chilton Price            |                                                                     |                    | 1951             |                     |       |                                                                                            |
| So Far, So Good                                                                             | Betty Comden & Adolph Green                | Jule Styne                                            |                                                                     |                    | 1951             |                     |       | aus der Revue Two On The Aisle                                                             |
| Something Wonderful                                                                         | Oscar Hammerstein II                       | Richard Rodgers                                       |                                                                     |                    | 1951             |                     |       |                                                                                            |
| Sound Off                                                                                   | Willie Lee Duckworth, B. Lentz             | Willie Lee Duckworth, B. Lentz                        |                                                                     |                    | 1951             |                     |       |                                                                                            |
| Sparrow In The Tree Top                                                                     | Bob Merrill                                | Bob Merrill                                           |                                                                     |                    | 1951             |                     |       |                                                                                            |
| Straight, No Chaser                                                                         |                                            | Thelonious Monk                                       |                                                                     |                    | 1951             |                     |       | Jazzstandard                                                                               |
| Suzy Snowflake                                                                              | Sid Tepper & Roy C. Bennett                | Sid Tepper & Roy C. Bennett                           |                                                                     |                    | 1951             |                     |       |                                                                                            |
| Sweet Violets                                                                               |                                            |                                                       |                                                                     |                    | 1951             |                     |       | arrangiert von Cy Coben & Charles Grean                                                    |
| Tell Me Why                                                                                 | Al Alberts                                 | Marty Gold                                            |                                                                     |                    | 1951             |                     |       |                                                                                            |
| They Call The Wind Maria                                                                    | Alan Jay Lerner                            | Frederick Loewe                                       |                                                                     |                    | 1951             |                     |       | Gesungen im Musical Paint Your Wagon by Rufus Smith                                        |
| The Blacksmith Blues                                                                        | Jack Holmes                                | Jack Holmes                                           |                                                                     |                    | 1951             |                     |       |                                                                                            |
| The Little White Cloud That Cried                                                           | Johnnie Ray                                | Johnnie Ray                                           |                                                                     |                    | 1951             |                     |       |                                                                                            |
| The March Of The Siamese Children                                                           |                                            | Richard Rodgers                                       |                                                                     |                    | 1951             |                     |       |                                                                                            |
| The Morningside Of The Mountain                                                             | Dick Manning & Larry Stock                 | Dick Manning & Larry Stock                            |                                                                     |                    | 1951             |                     |       |                                                                                            |
| The Thrill Is Gone                                                                          | Rick Darnell & Roy Hawkins                 | Rick Darnell & Roy Hawkins                            |                                                                     |                    | 1951             | Blues               |       |                                                                                            |
| The Typewriter                                                                              |                                            | Leroy Anderson                                        |                                                                     | Decca              | 1951             | Klassische Musik    |       | Orchesterstück                                                                             |
| Thumbelina                                                                                  | Frank Loesser                              | Frank Loesser                                         |                                                                     |                    | 1951             |                     |       |                                                                                            |
| Too Young                                                                                   | Sylvia Dee                                 | Sidney Lippman                                        |                                                                     |                    | 1951             |                     |       |                                                                                            |
| Top Banana                                                                                  | Johnny Mercer                              | Johnny Mercer                                         |                                                                     |                    | 1951             |                     |       | aus dem Musical Top Banana                                                                 |
| Unforgettable                                                                               | Irving Gordon                              | Irving Gordon                                         |                                                                     |                    | 1951             |                     |       |                                                                                            |
| Vanity                                                                                      | Jack Manus & Bernard Bierman               | Guy Wood                                              |                                                                     |                    | 1951             |                     |       |                                                                                            |
| Very Good Advice                                                                            | Bob Hilliard                               | Sammy Fain                                            |                                                                     |                    | 1951             |                     |       |                                                                                            |
| Wand’rin’ Star                                                                              | Alan Jay Lerner                            | Frederick Loewe                                       |                                                                     |                    | 1951             |                     |       | Gesungen von Rufus Smith, Robert Penn und Jared Reed im Musical Paint Your Wagon.          |
| We Kiss In A Shadow                                                                         | Oscar Hammerstein II                       | Richard Rodgers                                       |                                                                     |                    | 1951             |                     |       |                                                                                            |
| When The World Was Young                                                                    | (Eng) Johnny Mercer (Fr) Angela Vannier    | M. Philippe-Gerard                                    |                                                                     |                    | 1951             |                     |       |                                                                                            |
| Wonderful Copenhagen                                                                        | Frank Loesser                              | Frank Loesser                                         |                                                                     |                    | 1951             |                     |       |                                                                                            |
| Would I Love You (Love You, Love You)                                                       | Bob Russell                                | Harold Spina                                          |                                                                     |                    | 1951             |                     |       |                                                                                            |

### Alben

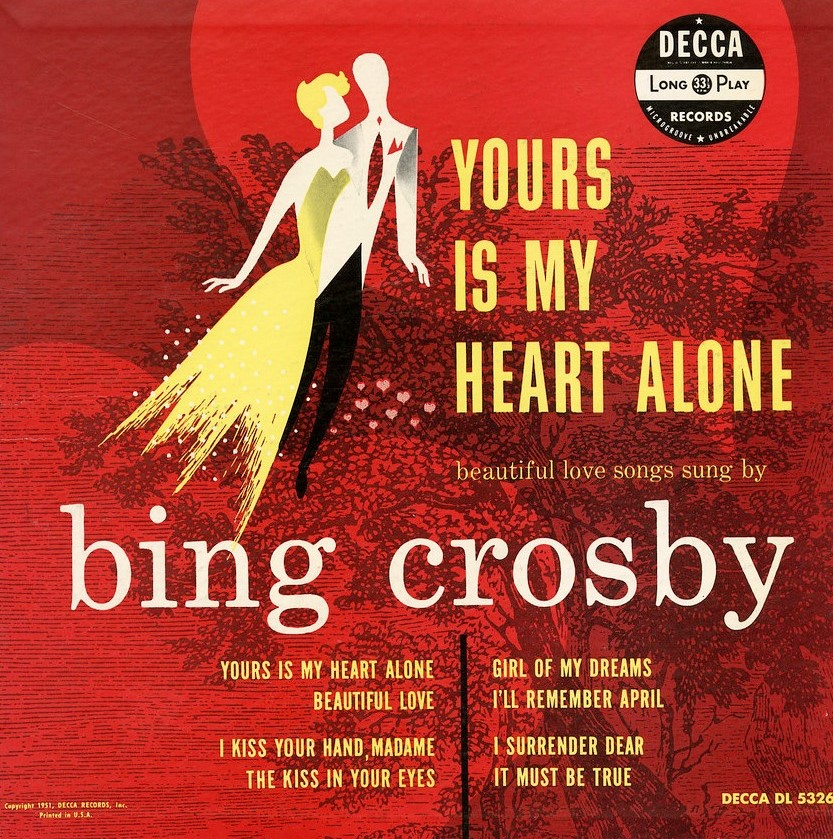
Bing Crosby – Yours Is My Heart Alone (1951)

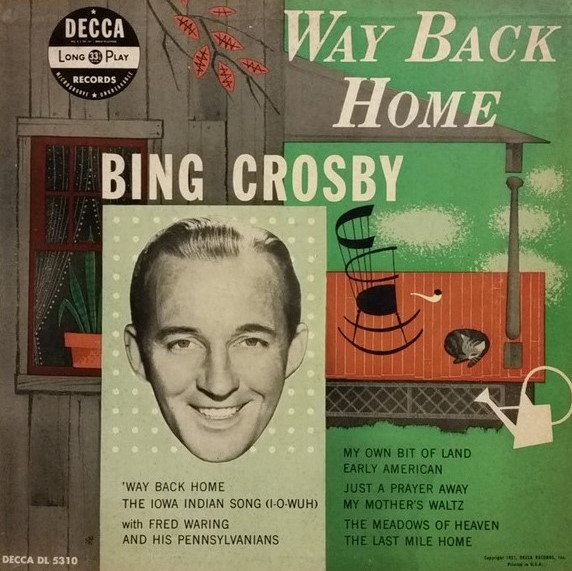
Bing Crosby – Way Back Home (1951)

| Album                        | Interpret                | Label            | Veröffentlichung | Genre | Weitere Informationen |
| ---------------------------- | ------------------------ | ---------------- | ---------------- | ----- | --------------------- |
| Ballin’ the Jack             | Georgia Gibbs            | Coral Records    | 1951             |       |                       |
| Beloved Hymns                | Bing Crosby              | Decca Records    | 1951             |       |                       |
| Bing and the Dixieland Bands | Bing Crosby              | Decca Records    | 1951             |       |                       |
| Bing Sing Victor Herbert     | Bing Crosby              | Decca Records    | 1951             |       |                       |
| Country Style                | Bing Crosby              | Decca Records    | 1951             |       |                       |
| Folk Song Favorites          | Patti Page               | Mercury Records  | 1951             |       |                       |
| Hoop-De-Doo                  | Ames Brothers            | Coral Records    | 1951             |       |                       |
| I’ll See You in My Dreams    | Doris Day                | Columbia Records | 1951             |       |                       |
| Let’s Polka                  | Frank Yankovic Orchestra | Pontiac Records  | 1951             |       |                       |
| Lullaby of Broadway          | Doris Day                | Columbia Records | 1951             |       |                       |
| Mr. Rhythm Sings             | Frankie Laine            | Mercury Records  | 1951             |       |                       |
| On Moonlight Bay             | Doris Day                | Columbia Records | 1951             |       |                       |
| One for My Baby              | Frankie Laine            | Columbia Records | 1951             |       |                       |
| Precious Memories            | Bill Kenny               | Decca Records    | 1951             |       |                       |
| Sentimental Me               | Ames Brothers            | Coral Records    | 1951             |       |                       |
| Sweet Leilani                | Ames Brothers            | Coral Records    | 1951             |       |                       |
| Teresa Brewer Showcase       | Teresa Brewer            | London Records   | 1951             |       |                       |
| The New Sounds               | Miles Davis              | Prestige Records | 1951             |       |                       |
| Way Back Home                | Bing Crosby              | Decca Records    | 1951             |       |                       |
| Wonderful Words              | The Mills Brothers       | Decca Records    | 1951             |       |                       |
| Yours Is My Heart Alone      | Bing Crosby              | Decca Records    | 1951             |       |                       |

## Musiktheater

### Musical (Auswahl)
| Datum Uraufführung / Wiederaufnahme | Musical                   | Komponist       | Buch und Liedtexte                                          | Theater                | Ort           | Weitere Informationen                       |
| ----------------------------------- | ------------------------- | --------------- | ----------------------------------------------------------- | ---------------------- | ------------- | ------------------------------------------- |
| 16. Februar                         | Gay’s The Word            |                 |                                                             | Saville Theatre        | London        | Produktion in London mit 504 Vorstellungen  |
| 08. März                            | Kiss Me, Kate             | Cole Porter     | Buch: Samuel und Bella Spewack sowie Liedtexte: Cole Porter | Coliseum               | London        | Produktion in London mit 501 Vorstellungen  |
| 29. März                            | The King and I            | Richard Rodgers | Oscar Hammerstein II                                        | St. James Theatre      | New York City | Broadway Produktion mit 1.246 Vorstellungen |
| 18. April                           | Make a Wish               | Hugh Martin     |                                                             | Winter Garden Theatre  | New York City | Broadway Produktion mit 102 Vorstellungen   |
| 19. April                           | A Tree Grows in Brooklyn  |                 |                                                             | Alvin Theatre          | New York City | Broadway Produktion mit 267 Vorstellungen   |
| 14. Mai                             | Flahooley                 | Sammy Fain      | E. Y. Harburg                                               | Broadhurst Theatre     | New York City | Broadway Produktion mit 40 Vorstellungen    |
| 21. Juni                            | Seventeen                 |                 |                                                             | Broadhurst Theatre     | New York City | Broadway Produktion mit 182 Vorstellungen   |
| 19. Juli                            | Two On The Aisle          |                 |                                                             | Mark Hellinger Theatre | New York City | Broadway Produktion mit 279 Vorstellungen   |
| 03. Oktober                         | See You Later             | Sandy Wilson    |                                                             | Watergate Theatre      | London        | Produktion in London                        |
| 17. Oktober                         | And So To Bed             | Vivian Ellis    |                                                             | New Theatre            | London        | Produktion in London mit 323 Vorstellungen  |
| 20. Oktober                         | Zip Goes A Million        | George Posford  | Eric Maschwitz                                              | Palace Theatre         | London        | Produktion in London mit 544 Vorstellungen  |
| 01. November                        | Top Banana                |                 |                                                             | Winter Garden Theatre  | New York City | Broadway Produktion mit 350 Vorstellungen   |
| 12. November                        | Paint Your Wagon          | Frederick Loewe | Alan Jay Lerner                                             | Shubert Theatre        | New York City | Broadway Produktion mit 289 Vorstellungen   |
| 31. Dezember                        | Die kleine Niederdorfoper | Paul Burkhard   | Walter Lesch, Werner Wollenberger und Max Rüeger            | Schauspielhaus Zürich  | Zürich        |                                             |
|                                     | Oklahoma!                 |                 |                                                             |                        | Berlin        | erste Produktion in Deutschland             |
|                                     | Penny Plain               |                 |                                                             |                        | London        | Produktion in London                        |
|                                     | South Pacific             | Richard Rodgers | Oscar Hammerstein II                                        |                        | London        | Produktion in London                        |

### Oper und Operette (Auswahl)
| Datum der Uraufführung | Oper / Operette                             | Komponist               | Libretto                                                             | Opernhaus                                                  | Ort           |
| ---------------------- | ------------------------------------------- | ----------------------- | -------------------------------------------------------------------- | ---------------------------------------------------------- | ------------- |
| 03. Februar            | Troilus und Cressida                        | Winfried Zillig         |                                                                      |                                                            | Düsseldorf    |
| 12. März               | Die Verurteilung des Lukullus               | Paul Dessau             | Bertolt Brecht                                                       | Deutsche Staatsoper Berlin                                 | Berlin        |
| 26. April              | The Pilgrim’s Progress                      | Ralph Vaughan Williams  |                                                                      |                                                            | London        |
| 29. Mai                | Veselohra na mostě (Komödie auf der Brücke) | Bohuslav Martinů        |                                                                      |                                                            | New York City |
| 09. Juni               | L’anima del filosofo                        | Joseph Haydn            | Carlo Francesco Badini                                               | Teatro della Pergola                                       | Florenz       |
| 01. Juli               | L’apostrophe                                | Jean Françaix           | Libretto nach Balzac                                                 | Netherlands Opera                                          | Amsterdam     |
| 12. Juli               | Geliebte Manuela                            | Fred Raymond            | Just Scheu und Ernst Nebhut                                          | Nationaltheater Mannheim                                   | Mannheim      |
| 30. Juli               | The Mayor of Casterbridge                   | Peter Tranchell         | Libretto nach dem Roman von Thomas Hardy                             | Arts Theatre                                               | Cambridge     |
| 11. September          | The Rake’s Progress                         | Igor Strawinsky         | W. H. Auden und Chester Kallman                                      | Teatro La Fenice                                           | Venedig       |
| 07. Oktober            | La storia di una mamma                      | Roman Vlad              |                                                                      |                                                            | Venedig       |
| 06. November           | Wuthering Heights                           | Bernard Herrmann        | Lucille Fletcher nach dem Roman von Emily Brontë                     |                                                            | Portland      |
| 10. November           | Die stumme Serenade                         | Erich Wolfgang Korngold | Victor Clement                                                       | Stadttheater Dortmund                                      | Dortmund      |
| 13. November           | Der Igel als Bräutigam                      | Cesar Bresgen           | Ludwig Andersen und Cesar Bresgen                                    |                                                            | Nürnberg      |
| 16. November           | Eastward in Eden                            | Jan Meyerowitz          | Libretto von Dorothy Gardner nach ihrem eigenen Schauspiel           | Wayne State University Theatre                             | Detroit       |
| 29. November           | Ein Landarzt (Urfassung)                    | Hans Werner Henze       | Hans Werner Henze (nach der gleichnamigen Erzählung von Franz Kafka) | Nordwestdeutscher Rundfunk                                 | Hamburg       |
| 01. Dezember           | Billy Budd                                  | Benjamin Britten        | E. M. Forster und Eric Crozier                                       | Covent Garden Opera                                        | London        |
| 24. Dezember           | Amahl and the Night Visitors                | Gian-Carlo Menotti      | Gian-Carlo Menotti                                                   | NBC-Fernsehübertragung, live aus dem Radio City Studio H-8 | New York City |
| 00. Dezember           | Incognita                                   | Egon Wellesz            | Libretto nach dem Roman von William Congreve                         |                                                            | Oxford        |
|                        | Benedick and Beatrice                       | Imogen Holst            |                                                                      |                                                            |               |
|                        | Giants in the Earth                         | Douglas Moore           | Arnold Sundgaard nach Ole Edvart Rølvaag                             |                                                            |               |
|                        | John Socman                                 | George Lloyd            |                                                                      |                                                            |               |
|                        | Le Rire de Nils Halerius                    | Marcel Landowski        |                                                                      |                                                            |               |

## Klassische Musik

### Premieren (Auswahl)
| Datum der Uraufführung | Komponist                         | Komposition                                                         | Ort                                             |
| ---------------------- | --------------------------------- | ------------------------------------------------------------------- | ----------------------------------------------- |
| 14. Januar             | Bohuslav Martinů                  | Konzert für 2 Violinen und Orchester (Nr. 2) H 329                  | Dallas                                          |
| 22. Februar            | Charles Ives                      | 2. Sinfonie                                                         | New York City, Carnegie Hall                    |
| 23. Februar            | Jacques Ibert                     | Symphonie concertante für Oboe und Orchester                        | Basel                                           |
| 02. März               | Charles Koechlin                  | Prélude sur le nom de Fauré für Streicher                           | London, French Institute                        |
| 03. März               | Herbert Murrill                   | Konzert für Cello und Orchester                                     | London, Royal Albert Hall                       |
| 10. März               | Allan Pettersson                  | Konzert für Violine und Streichquartett (= 1. Violinkonzert)        | Stockholm                                       |
| 30. März               | Walter Piston                     | 4. Sinfonie                                                         | Minneapolis                                     |
| 00. März               | Alan Hovhaness                    | Saint Vartan Symphony (9. Sinfonie, op. 180)                        | New York City, Carnegie Hall                    |
| 21. April              | Karl Amadeus Hartmann             | Symphonie concertante (5. Sinfonie) für Orchester                   | Stuttgart                                       |
| 21. April              | Sergei Sergejewitsch Prokofjew    | Klaviersonate Nr. 9 C-Dur, op. 103                                  | Moskau                                          |
| 02. Mai                | Ulysses Kay                       | Sinfonia in E                                                       | Rochester                                       |
| 08. Mai                | Ulysses Kay                       | Short Suite for concert band                                        | Waco, Baylor University                         |
| 10. Mai                | John Cage                         | Imaginary Landscape No. 4                                           | New York City                                   |
| 10. Mai                | Reinhold Moritzewitsch Glière     | Hornkonzert B-Dur op. 91                                            | Leningrad                                       |
| 17. Mai                | Arnold Cooke                      | Violinsonate Nr. 2                                                  | London                                          |
| 07. Juni               | Henri Dutilleux                   | 1. Sinfonie                                                         | Paris                                           |
| 14. Juni               | Benjamin Britten                  | Sechs Metamorphosen nach Ovid für Oboe Solo, op. 49                 | Aldeburgh, Aldeburgh Festival                   |
| 16. Juni               | Robert Gerhard                    | Klavierkonzert                                                      | Aldeburgh, Aldeburgh Festival                   |
| 17. Juni               | Guillaume Landré                  | 3. Sinfonie                                                         | Amsterdam                                       |
| 17. Juni               | Alan Rawsthorne                   | 2. Klavierkonzert                                                   | London, Festival of Britain                     |
| 19. Juni               | André Jolivet                     | Klavierkonzert                                                      | Straßburg                                       |
| 20. Juni               | Duke Ellington                    | Harlem                                                              | New York City, Lewisohn Stadium                 |
| 22. Juni               | Howard Ferguson                   | Concerto für Klavier and string orchestra op. 12                    | Belfast                                         |
| 25. Juni               | Karl-Birger Blomdahl              | 3. Sinfonie, Facetter                                               | Frankfurt, ISCM Festival                        |
| 30. Juni               | Edmund Rubbra                     | Festival Te Deum                                                    | London, Royal Festival Hall                     |
| 00. Juni               | Norman Fulton                     | Sinfonia pastorale                                                  | Bournemouth                                     |
| 00. Juni               | Imogen Holst                      | Six Songs for women’s voices and harp                               | Aldeburgh, Aldeburgh Festival                   |
| 00. Juni               | Arthur Oldham                     | The Commandment of Love, Liederzyklus                               | Aldeburgh, Aldeburgh Festival                   |
| 02. Juli               | Arnold Schönberg                  | Das Goldene Kalb und der Altar Arons aus Moses und Aron             | Darmstadt, Darmstädter Ferienkurse              |
| 03. Juli               | Arnold van Wyk                    | 1. Sinfonie in a-Moll                                               | Cheltenham, Cheltenham Festival                 |
| 04. Juli               | Maurice Jacobson                  | Symphonische Suite für Streicher                                    | Cheltenham, Cheltenham Festival                 |
| 05. Juli               | John Gardner                      | 1. Sinfonie, op. 2                                                  | Cheltenham, Cheltenham Festival                 |
| 06. Juli               | Malcolm Arnold                    | 1. Sinfonie in d-Moll                                               | Cheltenham, Cheltenham Festival                 |
| 06. Juli               | Bernard Stevens                   | Sinfonietta für Streichorchester op. 10                             | Cheltenham, Cheltenham Festival                 |
| 08. Juli               | Philip Sainton                    | Serenade Fantastique für Oboe und Streicher                         | Cheltenham, Cheltenham Festival                 |
| 26. Juli               | Peter Racine Fricker              | 2. Sinfonie                                                         | Liverpool                                       |
| 00. Juli               | Franz Reizenstein                 | Serenade for Blasinstrumente                                        | Cheltenham, Cheltenham Festival                 |
| 00. Juli               | Edmund Rubbra                     | Streichquartett [Nr. 1?]                                            | Cheltenham, Cheltenham Festival                 |
| 05. August             | Gordon Jacob                      | Flötenkonzert                                                       | London                                          |
| 24. August             | Karlheinz Stockhausen             | Sonatine (Nr. 1⁄8) für Violine und Klavier                          | Köln                                            |
| 26. August             | Karel Jirak                       | 5. Sinfonie                                                         | Edinburgh, Edinburgh Festival                   |
| 06. Oktober            | Pierre Boulez                     | Polyphonie X                                                        | Donaueschingen, Donaueschinger Musiktage        |
| 07. Oktober            | Lukas Foss                        | 2. Klavierkonzert                                                   | Venedig, Biennale                               |
| 19. Oktober            | Arthur Victor Berger              | Duo für Violine und Klavier                                         | New York City, Town Hall                        |
| 05. November           | Frank Wigglesworth                | Summer Scenes für Flöte, Oboe und Streicher                         | New York City, Town Hall                        |
| 08. November           | Joaquín Rodrigo                   | Sonatas de Castilla                                                 | Madrid                                          |
| 12. November           | Wissarion Jakowlewitsch Schebalin | Sinfonietta über russische Volkslieder A-Dur op. 43                 | Moskau                                          |
| 17. November           | Ifukube Akira                     | Drumming of Japan' (Jakomoko Janko)                                 | Tokio                                           |
| 17. November           | Heitor Villa-Lobos                | Fantasia für Sopran Saxophon, drei Hörner und Streicher             | Rio de Janeiro, Auditório do Palácio de Cultura |
| 02. Dezember           | Witold Lutosławski                | Tryptyk śląski („Schlesisches Triptychon“) für Sopran und Orchester | Warschau                                        |
| 10. Dezember           | Vittorio Giannini                 | A Canticle of Christmas für Bariton, Chor und Orchester             | Charlotte                                       |
| 11. Dezember           | Bryan Dority                      | How Sweet I Roamed, für Sopran und Klavier                          | New York City, Carnegie Hall                    |
| 14. Dezember           | Louise Talma                      | The Leaden Echo and the Golden Echo                                 | New York City, Juilliard Concert Hall           |

### Kompositionen (Auswahl)
- Jean Absil
  - Contes für Trompete und Piano, op. 76
  - Les météores, Ballett für Orchester op. 77
- Murray Adaskin – Ballet Symphony für Orchester
- Yasushi Akutagawa
  - Ballade für Violine und Piano
  - Kappa Ballett für Orchester
  - Shitsuraku-en (Paradise Lost) Ballett für Orchester
- Hugo Alfvén – Sängen till Folkare für Bariton und Klavier oder Männerchor und Klavier oder Männerchor ohne Begleitung
- Hendrik Andriessen
  - Aubade für Blechbläserquartett
  - Choral Nr. 4 für Orgel (revidierte Fassung)
  - Liederen (3), für Chor
  - Sonate für unbegleitetes Cello
  - Suite für Blechbläserquartett
  - Bläserquintett
- Jurriaan Andriessen – Flötenkonzert
- István Anhalt
  - Arc en ciel Ballett für zwei Klaviere
  - Funeral Music für zehn Instrumente
  - Klaviersonate
  - Psalm 19: A Benediction für Bariton und Klavier
  - Songs of Love für Chor (SSA)
- George Antheil
  - Accordion Dance für Orchester
  - Fragments from Shelley für Chor und Klavier
  - Nocturne in Skyrockets für Orchester
  - Sonate für Flöte und Klavier
  - Sonate für Trompete und Klavier
- Denis ApIvor
  - The Goodman of Paris Ballett für Orchester, op. 18
  - A Mirror for Witches Ballett für Orchester, op. 19
  - Suite Concertante für Klavier und kleines Orchester, op. 18a
- Boris Alexandrowitsch Arapow – Russische Suite für Orchester
- Violet Archer – Fantasy in the Form of a Passacaglia für Blechblasinstrumente
- José Ardévol – Symphonic Variations für Cello und Orchester
- Malcolm Arnold
  - Oboe Sonatina, op. 28
  - Clarinet Sonatina, op. 29
  - Machines, symphonic study, op. 30
  - A Sussex Overture, op. 31
  - Concerto für Klavier Four-Hands and String Orchestra, op. 32
  - English Dances für Orchester, op. 33
- Alexander Arutjunjan – Concertino für Klavier und Orchester
- Georges Auric – Ballett Chemin de lumière
- Milton Babbitt
  - Du für Sopran und Klavier
  - The Widow’s Lament in Springtime für Sopran und Klavier
- Gracyna Baczewicz – Streichquartett Nr. 4
- Jesús Bal y Gay – Concerto Grosso
- Luciano Berio
  - Deus meus für Gesang und drei Instrumente
  - Due liriche di Garcia Lorca für Bass und Orchester
  - Due pezzi für Violine und Klavier
  - Opus no. Zoo für Rezitator und Bläserquintett
  - Sonatina für Bläserquartett [zurückgezogen]
- Pierre Boulez – Polyphonie X
- Martin Boykan – Duo für Violine und Klavier
- Benjamin Britten – Six Metamorphoses after Ovid für Oboe und Klavier
- Earle Brown – Three Pieces für Klavier
- John Cage
  - Imaginary Landscape No. 4
  - Music of Changes
- Elliott Carter – Streichquartett Nr. 1
- Carlos Chávez – Happy Birthday, für einen A-cappella-Chor
- Henry Cowell
  - Clown dance music für Klavier
  - Duet for Sidney with Love from Henry für Violine und Cello
  - Her Smile Is as Sweet as a Rose für unbegleiteten Gesang
  - Scherzo für Sopran- und Altblockflöten
  - Signature of Light für Gesang und Klavier
  - Tenth Anniversary für Klavier
- George Crumb
  - Pieces (3) für Klavier
  - Prelude and Toccata für Klavier
- Dimitrie Cuclin – 13. Sinfonie
- Luigi Dallapiccola – Tartiniana
- David Diamond
  - The Midnight Meditation Liederzyklus für Gesang und Klavier
  - Mizmor L’David, Gottesdienst für Tenor, Chor und Orgel
  - Klaviertrio
  - 4. Streichquartett
- Henri Dutilleux – Symphonie Nr. 1
- George Enescu – Streichquartett Nr. 2, op. 22
- Morton Feldman
  - Extensions I, für Violine und Klavier
  - Intersection, für Tonband
  - Intersection I für Orchester
  - Marginal Intersection für Orchester
  - Projection II, für fünf Instrumente
  - Projection III, für zwei Klaviere
  - Projection IV, für Violine und Klavier
  - Projection V, für neun Instrumente
  - Songs (4), für Sopran, Cello und Klavier
  - Structures für Streichquartett
- Howard Ferguson – Concerto für Klavier and string orchestra, op. 12
- Gerald Finzi
  - God Is Gone Up, aus 3 Anthems, op. 27
  - All This Night, op. 33
  - Muses and Graces, op. 34
  - Let Us Now Praise Famous Men, op. 35
- Lukas Foss – Klavierkonzert Nr. 2
- Benjamin Frankel – To the memory of the six million, op. 24
- Roberto Gerhard
  - Sardana No. 3 für Bläser und Schlagzeug
  - Klavierkonzert
- Reinhold Glière – Hornkonzert B-Dur op. 91
- Karel Goeyvaerts
  - Sonate für zwei Klaviere
  - Nummer 2 für dreizehn Instrumente
- Dean Goffin – Symphony of Thanksgiving
- Bengt Hambraeus
  - Cantata pro defunctis für Bariton und Orgel
  - Concerto for organ and harpsichord (überarbeitete Version)
  - Liturgia pro organo
- Howard Hanson – Fantasy-Variations on a Theme of Youth für Klavier und Streicher
- Roy Harris
  - Cumberland Concerto für Orchester
  - Red Cross Hymn for choir and band
- Paul Hindemith – Die Harmonie der Welt
- Vagn Holmboe – Sinfonia boreale (8. Sinfonie)
- Alan Hovhaness
  - Concerto No. 1 („Arevakal“) für Orchester, op. 88
  - Concerto No. 2 für Violine und Streicher, op. 89, No. 1
  - Fantasy on an Ossetin Tune für Klavier, op. 85
  - Four Motets, für SATB Chor, op. 87
  - From the End of the Earth für SATB Chor und Orgel (oder Klavier), op. 187
  - Gamelan and Jhala für Glockenspiel, op. 106
  - Hanna für 2 Klarinetten und 2 Klaviere, op. 101
  - Hymn to a Celestial Musician für Klavier, op. 111, No. 2
  - Jhala für Klavier, op. 103
  - Make Haste, Motette für SATB Chor, op. 86
  - Khaldis Konzert für 4 Trompeten, Klavier und Schlagzeug, op. 91
  - Khirgiz Suite für Violine und Klavier, op. 73, No. 1
  - Lullaby (a.k.a. Slumber Song) für Klavier, op. 52, No. 2
  - Sing Aloud für SATB Chor, op. 68
  - Suite für Violine, Klavier und Schlagzeug, op. 99
  - Talin Konzert für Bratsche und Streicher, op. 93, No. 1
  - Toccata and Fugue on a Kabardin Tune für Klavier, op. 6, No. 2
  - Upon Enchanted Ground für Flöte, Cello, Harfe und Tam-Tam, op. 90, No. 1
- Akira Ifukube – Drumming of Japan
- Gordon Jacob – Konzert für Flöte und Streicher
- André Jolivet – Klavierkonzert
- Wojciech Kilar –
  - Sonatina für Flöte und Klavier
  - Three preludes für Klavier
  - Variations on a Theme by Paganini für Klavier
- Gail Kubik – Symphony Concertante
- György Ligeti – Concert românesc
- Douglas Lilburn – 2. Sinfonie
- Witold Lutosławski
  - Jesień
  - Polskich pieśni ludowych na tematy żołnierskie (10) für Männerchor
  - Recitative and Arioso für Violine und Klavier
  - Silesian Triptych
- Gian Francesco Malipiero – Sinfonia dello Zodiaco
- Frank Martin – Violinkonzert
- Bohuslav Martinů
  - Klaviertrio Nr. 3
  - Serenade für 2 Klarinetten, Violine, Viola und Violoncello
- Peter Mennin – 2. Streichquartett
- Darius Milhaud
  - Le candélabre à sept branches, op. 315
  - Concertino d’automne für zwei Klaviere und acht Instrumente, op. 309
  - Concertino d’été für Bratsche und Kammerorchester, op. 311
  - Les miracles de la foi, Kantate für Tenor, Chor und Orchester, op. 314
- José Pablo Moncayo – Muros verdes für Klavier
- Xavier Montsalvatge
  - Cuarteto indiano
  - Poema Concertante für Violine und Orchester
- Luigi Nono
  - Composizione no. 1 für Orchester
  - Polifonica – monodia – ritmica, für Flöte, Klarinette, Bassklarinette, Saxophon, Horn, Klavier und Schlagzeug
- Vincent Persichetti – 4. Sinfonie
- Allan Pettersson – Sieben Sonaten für zwei Violinen
- Walter Piston – Streichquartett Nr. 4
- Henri Pousseur
  - Missa brevis für vier gemischte Stimmen
  - Sept Versets des Psaumes de la Pénitence für vier Solostimmen oder gemischten Chor
- Sergei Sergejewitsch Prokofjew – Sinfonisches Konzert e-Moll für Violoncello und Orchester, op. 125
- Peter Racine Fricker – 2. Sinfonie
- Joaquín Rodrigo – Sonatas de Castilla
- Guy Ropartz – Streichquartett Nr. 6
- Ned Rorem
  - Cycle of Holy Songs (Psalm 134, 142, 148, 150) für Gesang und Klavier
  - From an Unknown Past Liederzyklus für Gesang und Klavier
  - Love in a Life für Gesang und Klavier
  - The Nightingale für Gesang und Klavier
  - Seven Choruses für Chor a cappella
  - To a Young Girl für Gesang und Klavier
- Edmund Rubbra – Streichquartett Nr. 2, op. 73
- Hermann Schroeder – Ave Maria zart Chor-Präludium für Orgel
- Mátyás Seiber – Concertino für Klarinette und Ensemble
- Roger Sessions – Streichquartett Nr. 2
- Dmitri Dmitrijewitsch Schostakowitsch – 24 Präludien und Fugen, op. 87
- Reginald Smith Brindle – Concertino für Gitarre und Kammerorchester
- Karlheinz Stockhausen – Kreuzspiel
- Virgil Thomson
  - Chromatic Double Harmonies: Portrait of Sylvia Marlowe in Nine Etudes für Klavier
  - De profundis (Psalm 30), SATB Chor (revidierte Version)
  - For a Happy Occasion (Happy Birthday for Mrs. Zimbalist) für Klavier
- Eduard Tubin – Sonate für Altsaxophon Solo
- David Van Vactor – Violinkonzert
- Villa-Lobos, Heitor
  - Gitarrenkonzert
  - Quinteto (em forma de chôros), Fassung für konventionelles Bläserquintett mit Horn statt Englischhorn
  - Rudá (Dio d’amore), symphonische Dichtung und Ballett
  - Streichquartett Nr. 13
  - 9. Sinfonie
- Frank Wigglesworth – Summer Scenes für Flöte, Oboe und Streicher[52]

## Film

### Filmmusik (Auswahl)
| Originaltitel             | deutscher Titel                             | Besetzung                                                                       | Regie                 | Komponist         |
| ------------------------- | ------------------------------------------- | ------------------------------------------------------------------------------- | --------------------- | ----------------- |
| Blackmailed               | Erpressung                                  | in den Hauptrollen Mai Zetterling, Dirk Bogarde, Fay Compton und Robert Flemyng | Marc Allégret         | John Wooldridge   |
| Die Sünderin              | Die Sünderin                                | in den Hauptrollen Hildegard Knef, Gustav Fröhlich und Änne Bruck               | Willi Forst           | Theo Mackeben     |
| Hotel Sahara              | Hotel Sahara                                | in den Hauptrollen Yvonne De Carlo, Peter Ustinov und Albert Lieven             | Ken Annakin           | Benjamin Frankel  |
| Laughter in Paradise      | Wer zuletzt lacht                           | in den Hauptrollen Alastair Sim, Fay Compton, George Cole und Guy Middleton     | Mario Zampi           | Stanley Black     |
| No Highway in the Sky     | Die Reise ins Ungewisse                     | in den Hauptrollen James Stewart, Marlene Dietrich und Glynis Johns             | Henry Koster          | Malcolm Arnold    |
| Scrooge                   | Charles Dickens – Eine Weihnachtsgeschichte | in der Hauptrolle Alastair Sim, Jack Warner und Kathleen Harrison               | Brian Desmond Hurst   | Richard Addinsell |
| The Man in the White Suit | Der Mann im weißen Anzug                    | in den Hauptrollen Alec Guinness, Joan Greenwood und Cecil Parker               | Alexander Mackendrick | Benjamin Frankel  |
| Tom Brown’s Schooldays    | Tom Browns Schulzeit                        | in den Hauptrollen John Howard Davies, Robert Newton und James Hayter           | Gordon Parry          | Richard Addinsell |

### Musikfilme (Auswahl)
| Originaltitel           | deutscher Titel                 | Besetzung                                                                                         | Regie                                              |
| ----------------------- | ------------------------------- | ------------------------------------------------------------------------------------------------- | -------------------------------------------------- |
| Alice In Wonderland     | Alice im Wunderland             | in den Hauptrollen Kathryn Beaumont, Ed Wynn und Richard Haydn                                    | Clyde Geronimi, Wilfred Jackson und Hamilton Luske |
| An American In Paris    | Ein Amerikaner in Paris         | in den Hauptrollen Gene Kelly, Leslie Caron, Oscar Levant, Georges Guétary und Nina Foch          | Vincente Minnelli                                  |
| Call Me Mister          |                                 | in den Hauptrollen Betty Grable und Dan Dailey                                                    | Lloyd Bacon                                        |
| Excuse My Dust          | Gib Gas, Joe!                   | in den Hauptrollen Red Skelton, Monica Lewis, Sally Forrest, Macdonald Carey und William Demarest | Roy Rowland                                        |
| Happy Go Lovely         | Glücklich und verliebt          | in den Hauptrollen David Niven, Vera-Ellen und Cesar Romero                                       | H. Bruce Humberstone                               |
| Here Comes the Groom    | Hochzeitsparade                 | in den Hauptrollen Bing Crosby und Jane Wyman                                                     | Frank Capra                                        |
| Lullaby Of Broadway     | Das Wiegenlied vom Broadway     | in den Hauptrollen Doris Day und Gene Nelson                                                      | David Butler                                       |
| Mr. Imperium            |                                 | in den Hauptrollen Lana Turner und Ezio Pinza                                                     | Don Hartman                                        |
| On Moonlight Bay        | Romanze mit Hindernissen        | in den Hauptrollen Doris Day und Gordon MacRae                                                    | Roy Del Ruth                                       |
| On the Riviera          | An der Riviera                  | in den Hauptrollen Danny Kaye, Gene Tierney und Corinne Calvet                                    | Walter Lang                                        |
| Purple Heart Diary      |                                 | in den Hauptrollen Frances Langford, Judd Holdren, Ben Lessy und Tony Romano                      | Richard Quine                                      |
| Rich, Young and Pretty  | Hübsch, jung und verliebt       | in den Hauptrollen Jane Powell, Danielle Darrieux, Wendell Corey, Vic Damone und Una Merkel       | Norman Taurog                                      |
| Royal Wedding           | Königliche Hochzeit             | in den Hauptrollen Fred Astaire und Jane Powell                                                   | Stanley Donen                                      |
| Show Boat               | Mississippi-Melodie             | in den Hauptrollen Kathryn Grayson, Ava Gardner und Howard Keel                                   | George Sidney                                      |
| The Great Caruso        | Der große Caruso                | in den Hauptrollen Mario Lanza und Ann Blyth                                                      | Richard Thorpe                                     |
| The Lemon Drop Kid      |                                 | in den Hauptrollen Bob Hope und Marilyn Maxwell                                                   | Sidney Lanfield und Frank Tashlin                  |
| The Medium              | Das Medium                      | in den Hauptrollen Marie Powers, Leo Coleman und Belva Kibler                                     | Gian-Carlo Menotti                                 |
| The Tales of Hoffmann   | Hoffmanns Erzählungen           | in den Hauptrollen Robert Rounseville, Moira Shearer und Ludmilla Tchérina                        | Michael Powell und Emeric Pressburger              |
| The Strip               | Tödliches Pflaster Sunset Strip | in den Hauptrollen Mickey Rooney. Mit Louis Armstrong                                             | Leslie Kardos                                      |
| Two Tickets to Broadway | Drei Frauen erobern New York    | in den Hauptrollen Janet Leigh, Tony Martin, Gloria DeHaven, Ann Miller and Bob Crosby            | James V. Kern                                      |

## Geboren

### Januar
- 01. Januar: René van Barneveld, niederländischer Sänger und Gitarrist
- 01. Januar: Ashwin Batish, indischer Sitar- und Tabla-Spieler
- 01. Januar: Shūichi Murakami, japanischer Jazzmusiker († 2021)
- 04. Januar: Ronald Corp, britischer Priester, Komponist und Dirigent
- 04. Januar: Håkan Rydin, schwedischer Jazzpianist
- 06. Januar: Kim Wilson, US-amerikanischer Bluesrocksänger und -mundharmonikaspieler (The Fabulous Thunderbirds)
- 08. Januar: Paul Dresher, US-amerikanischer Komponist
- 09. Januar: Idris Ackamoor, US-amerikanischer Multiinstrumentalist

Crystal Gayle; * 9. Januar

- 09. Januar: Crystal Gayle, US-amerikanische Sängerin
- 12. Januar: Ernst Bier, deutscher Jazz-Schlagzeuger
- 12. Januar: Earl Howard, US-amerikanischer Saxophonist und Komponist
- 14. Januar: Mark Egan, US-amerikanischer Jazz-Bassist
- 14. Januar: Tove Karoline Knutsen, norwegische Musikerin und Politikerin
- 14. Januar: Martin Walde, sorbischer Kulturwissenschaftler
- 15. Januar: Biff Byford, britischer Metal-Sänger (Saxon)
- 15. Januar: Peter Collins, britischer Musikproduzent († 2024)
- 18. Januar: Steve Grossman, US-amerikanischer Jazzsaxophonist († 2020)
- 19. Januar: Dewey Bunnell, US-amerikanischer Musiker (America)
- 19. Januar: Martha Davis, US-amerikanische Sängerin (The Motels)
- 19. Januar: Michel Kozlovsky, kanadischer Pianist, Dirigent und Musikpädagoge
- 20. Januar: Iván Fischer, ungarischer Dirigent
- 20. Januar: Ian Hill, britischer Musiker, Mitbegründer und Bassist (Judas Priest)
- 23. Januar: Ángela Carrasco, dominikanische Sängerin
- 23. Januar: Nick Woodland, britischer Rock-’n’-Roll- und Blues-Gitarrist
- 26. Januar: David Briggs, australischer Gitarrist und Produzent
- 26. Januar: Jerry Gerber, US-amerikanischer Komponist, Arrangeur und Musikproduzent
- 26. Januar: Roy Goodman, britischer Violinist und Dirigent der historischen Aufführungspraxis
- 26. Januar: Andy Hummel, US-amerikanischer Singer-Songwriter und Bassist († 2010)
- 27. Januar: Brian Downey, irischer Schlagzeuger (Thin Lizzy)
- 27. Januar: Nancy Galbraith, US-amerikanische Komponistin, Organistin und Musikpädagogin
- 27. Januar: Seth Justman, US-amerikanischer Musiker (The J. Geils Band)

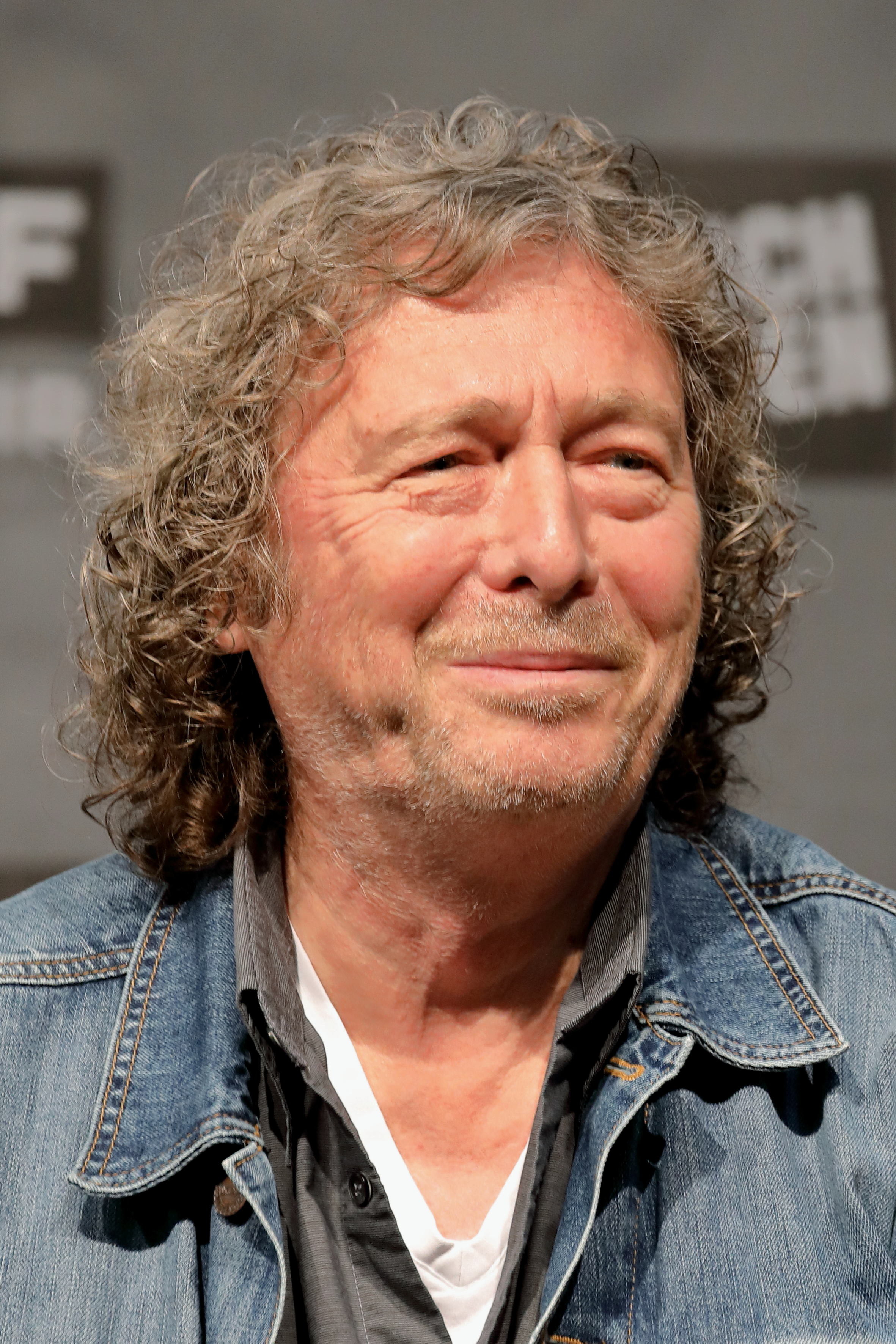
Peter Cornelius; * 29. Januar

- 29. Januar: Peter Cornelius, österreichischer Sänger

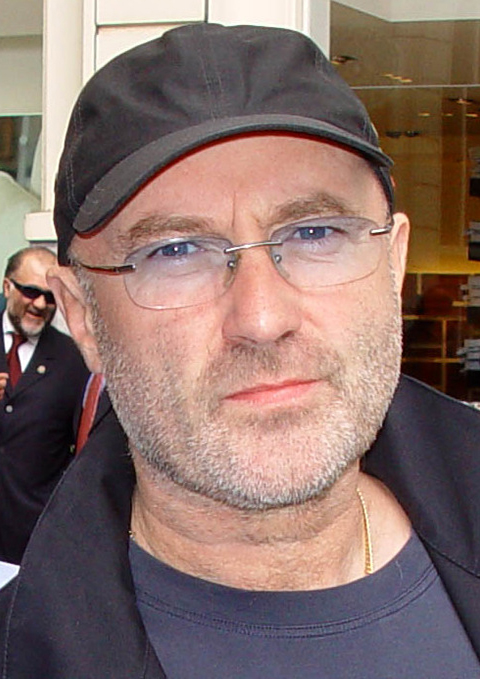
Phil Collins; * 30. Januar

- 30. Januar: Phil Collins, britischer Rockmusiker, Komponist und Schauspieler (Genesis)
- 30. Januar: Ralph Lalama, US-amerikanischer Tenorsaxophonist, Komponist des Modern Jazz und Hochschullehrer
- 30. Januar: Mara Zampieri, italienische Opern- und Konzertsängerin (Sopran)
- 31. Januar: Dave Benton, estnischer Popsänger
- 31. Januar: Holger Hantke, deutscher Musiker, Komponist und Musiklehrer
- 31. Januar: Phil Manzanera, britischer Musiker (Roxy Music)

### Februar
- 02. Februar: Alphonso Johnson, US-amerikanischer Jazzbassist
- 03. Februar: Thomas Hertel, deutscher Komponist († 2024)
- 04. Februar: Phil Ehart, US-amerikanischer Schlagzeuger (Kansas)
- 04. Februar: Curtis Rayam, US-amerikanischer Tenor[6]
- 07. Februar: Andy Chapin, US-amerikanischer Keyboardspieler (The Association) († 1985)

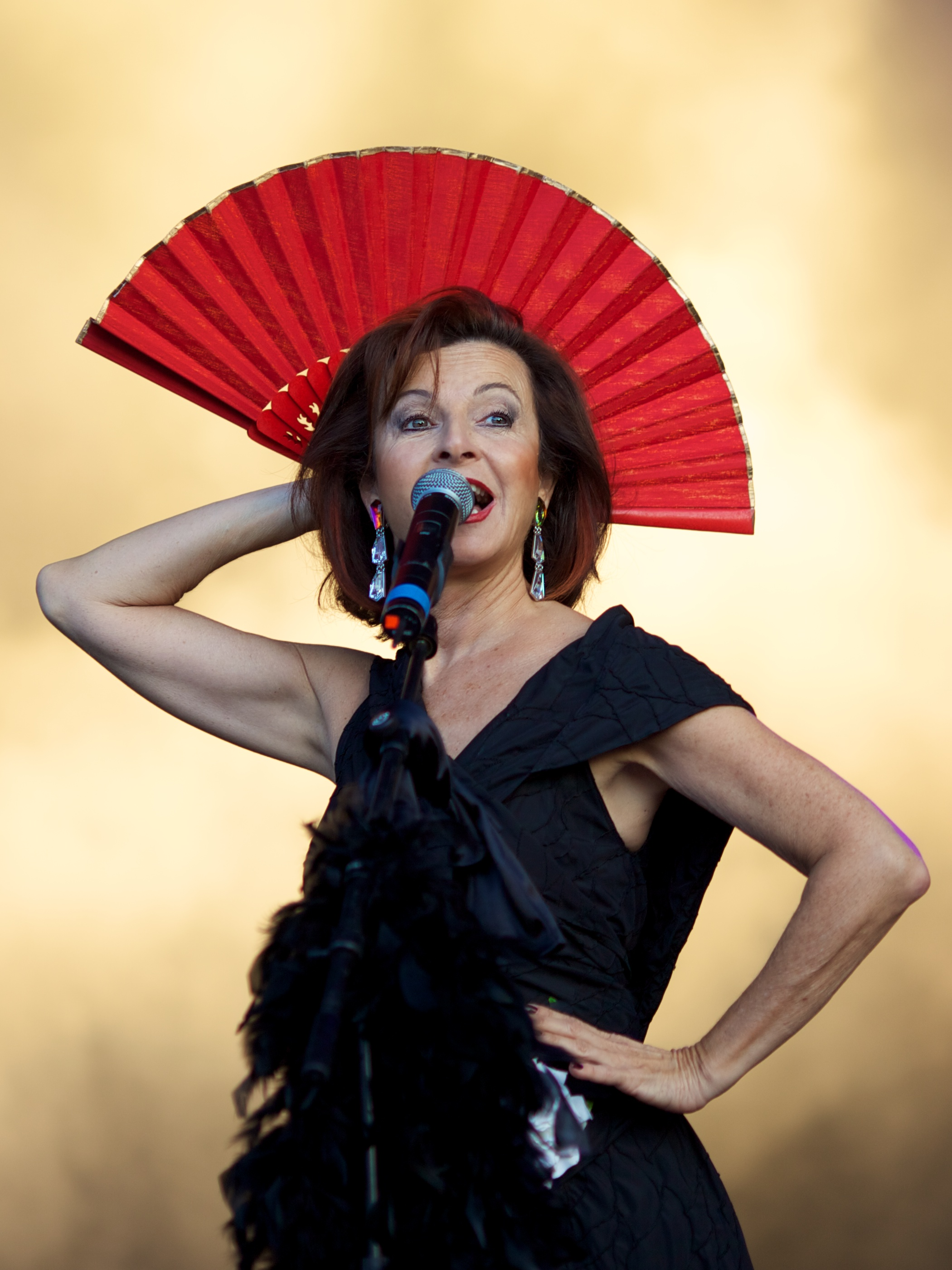
Mayte Mateos; * 7. Februar

- 07. Februar: Mayte Mateos, spanische Sängerin
- 11. Februar: Vojtěch Saudek, tschechischer Komponist († 2003)
- 12. Februar: Gil Moore, kanadischer Musiker (Triumph)
- 14. Februar: Michael Doucet, US-amerikanischer Fiddlespieler und Singer-Songwriter
- 14. Februar: Daniel Miller, britischer Musikproduzent

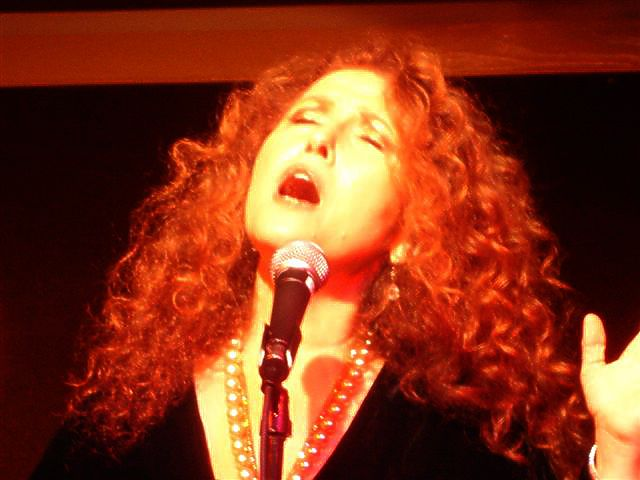
Melissa Manchester; * 15. Februar

- 15. Februar: Melissa Manchester, US-amerikanische Singer-Songwriterin
- 20. Februar: Randy California, US-amerikanischer Gitarrist († 1997)
- 20. Februar: Anthony Davis, US-amerikanischer Komponist und Jazzpianist
- 20. Februar: Günter Jankowiak, deutscher Schauspieler, Musiker, Autor und Regisseur
- 21. Februar: Herb Robertson, US-amerikanischer Jazztrompeter († 2024)
- 21. Februar: Warren Vache, US-amerikanischer Jazz-Trompeter und Kornettist
- 21. Februar: Vince Welnick, US-amerikanischer Keyboarder († 2006)
- 22. Februar: Ellen Greene, US-amerikanische Sängerin und Schauspielerin
- 23. Februar: Johannes Geffert, deutscher Organist und Kirchenmusiker
- 23. Februar: Bertico Sosa, dominikanischer Komponist, Arrangeur und Pianist († 2005)
- 24. Februar: Tony Holiday, deutscher Schlagersänger und Texter († 1990)
- 24. Februar: Monique Melsen, luxemburgische Sängerin und Kabarettistin
- 24. Februar: Gabriele Schnaut, deutsche Opernsängerin (Sopran) († 2023)
- 25. Februar: Naum Grubert, lettischer Pianist und Musikpädagoge
- 25. Februar: Lars Jansson, schwedischer Jazz-Pianist
- 25. Februar: Esther Morales-Cañadas, spanische Cembalistin und Musikwissenschaftlerin
- 26. Februar: Hansjörg Stalder, Schweizer Organist, Pianist, Pädagoge und Komponist († 2012)

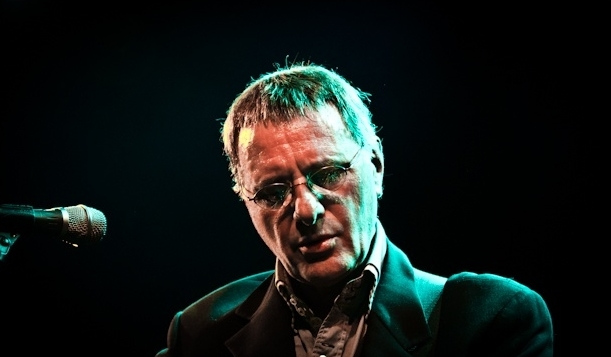
Steve Harley; * 27. Februar

- 27. Februar: Steve Harley, britischer Musiker (Cockney Rebel) († 2024)
- 28. Februar: Roseanna Vitro, US-amerikanische Jazz-Sängerin

### März
- 01. März: Scott Ross, US-amerikanischer Cembalist († 1989)
- 01. März: Elliott Sharp, US-amerikanischer Multiinstrumentalist und Komponist
- 02. März: Erwin Hilbert, deutscher Maler, Buchautor und Liedermacher
- 03. März: Lindsay Cooper, britische Fagott- und Saxophonspielerin und Komponistin († 2013)
- 04. März: Rose Laurens, französische Popsängerin († 2018)

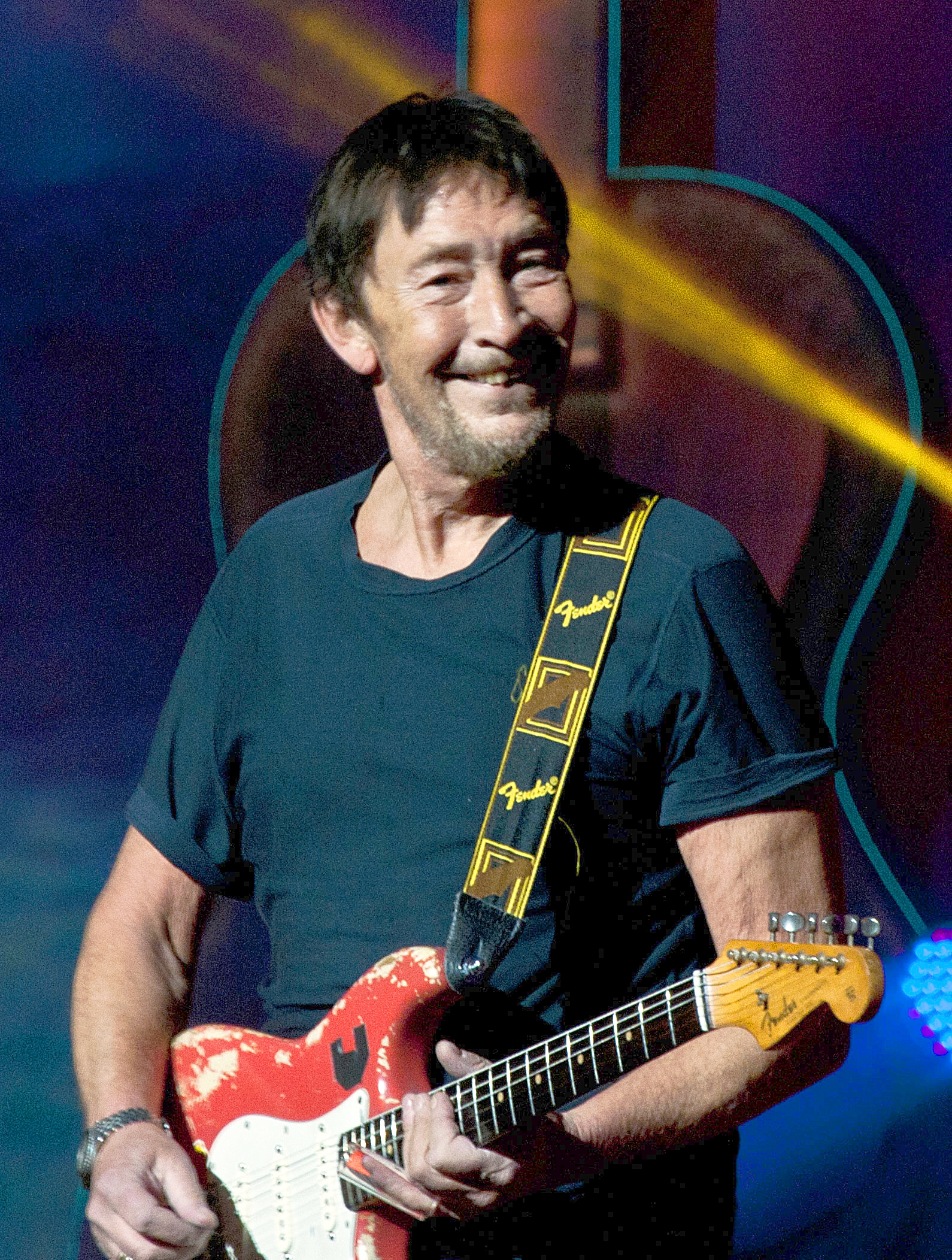
Chris Rea; * 4. März

- 04. März: Chris Rea, britischer Sänger, Musiker, Komponist und Gitarrist
- 05. März: Willis Alan Ramsey, US-amerikanischer Singer-Songwriter und Gitarrist
- 06. März: Jiří Schelinger, tschechischer Rocksänger und Komponist († 1981)
- 06. März: Walter Cooper Trout, US-amerikanischer Komponist, Gitarrist und Sänger
- 07. März: Rocco Prestia, US-amerikanischer Musiker († 2020)
- 08. März: James Williams, US-amerikanischer Jazzpianist, -komponist und -arrangeur, Musikdozent und -produzent († 2004)
- 09. März: Zakir Hussain, indischer Tabla-Spieler und Komponist († 2024)
- 10. März: Brad Fiedel, US-amerikanischer Filmkomponist
- 13. März: Izhar Cohen, israelischer Sänger
- 13. März: Geoff Eales, britischer Jazzpianist und Komponist
- 13. März: Michael Jefry Stevens, US-amerikanischer Jazzmusiker (Piano, Komposition)
- 14. März: Gottfried Ackermann, deutscher Violinist
- 17. März: Scott Gorham, US-amerikanischer Rockgitarrist (Thin Lizzy)

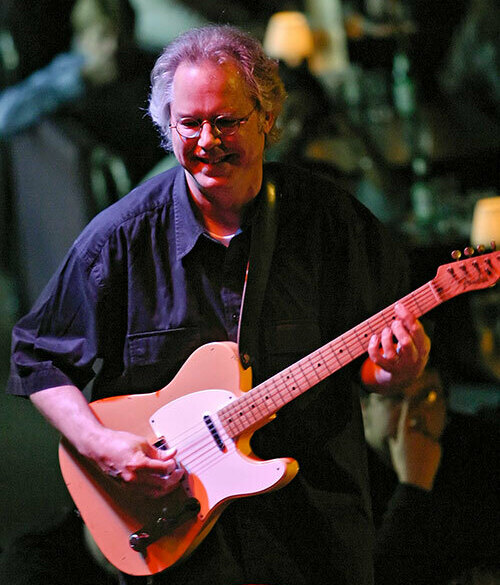
Bill Frisell; * 18. März

- 18. März: Bill Frisell, US-amerikanischer Jazzgitarrist
- 18. März: Kit McClure, US-amerikanische Jazzmusikerin
- 20. März: Jimmie Vaughan, US-amerikanischer Bluesrockgitarrist und -sänger (The Fabulous Thunderbirds)
- 21. März: Nigel Dick, britischer Musikvideoproduzent, Schriftsteller und Musiker
- 21. März: Fred Sturm, US-amerikanischer Komponist und Arrangeur († 2014)
- 21. März: Russell Thompkins Jr., US-amerikanischer Sänger (The Stylistics)
- 23. März: Phil Keaggy, US-amerikanischer Gitarrist, Sänger und Komponist
- 23. März: María Felicia Pérez, kubanische Chorleiterin und Musikpädagogin
- 24. März: Gregory B. Johnson, US-amerikanischer Musiker (Cameo)
- 26. März: Klaus Hoffmann, deutscher Sänger, Schauspieler und Liedermacher
- 27. März: Sanja Ilić, jugoslawischer bzw. serbischer Komponist und Keyboarder († 2021)
- 28. März: Karen Kain, kanadische Balletttänzerin

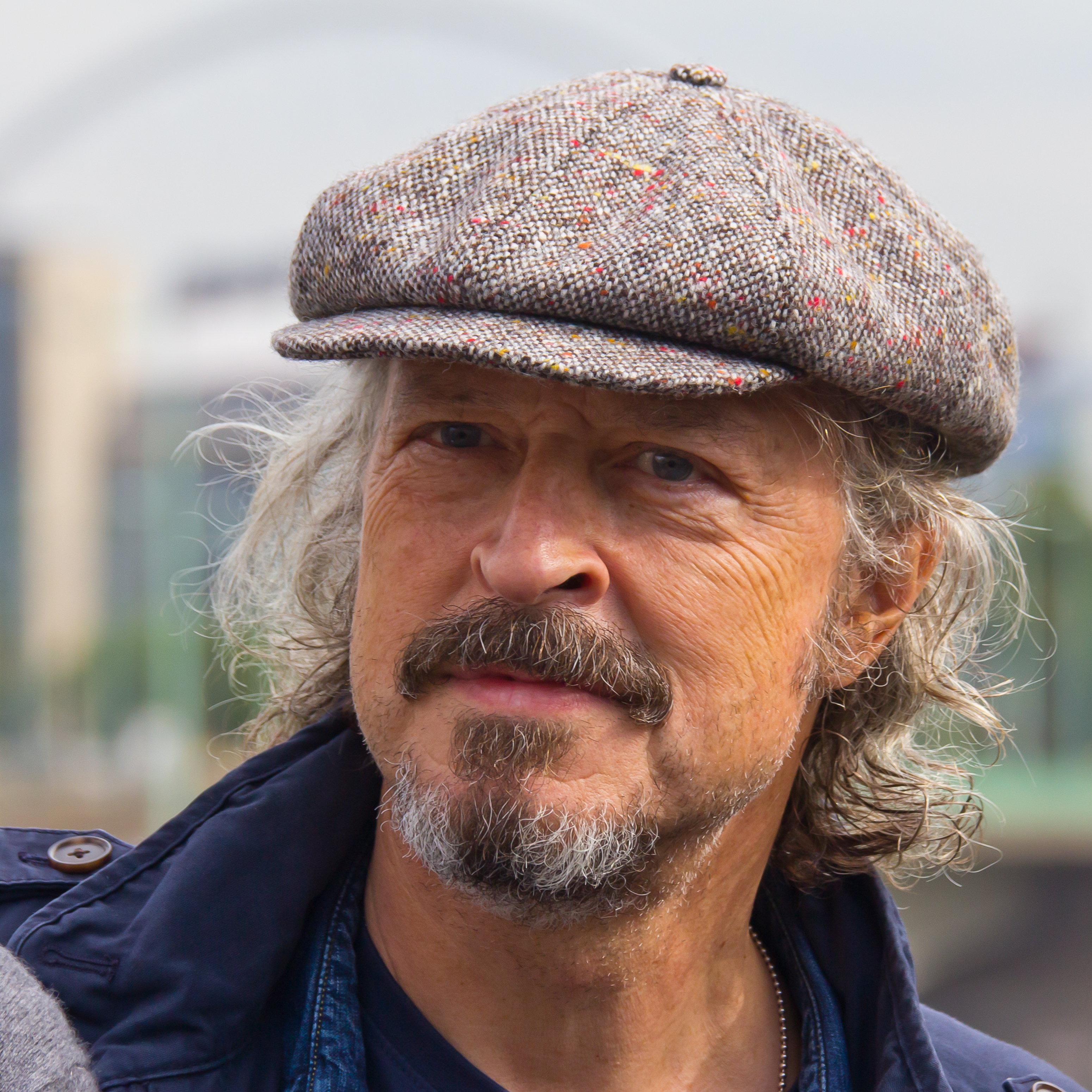
Wolfgang Niedecken; * 30. März

- 30. März: Wolfgang Niedecken, deutscher Sänger, Mitbegründer und Frontmann der Kölsch-Rock-Band BAP
- 31. März: Kim Min-ki, südkoreanischer Sänger, Songwriter und Theaterregisseur († 2024)
- 31. März: Bodvar Moe, norwegischer Komponist und Bassist
- 31. März: Henry Spinetti, britischer Schlagzeuger und Session-Musiker

### April
- 03. April: Mel Schacher, US-amerikanischer Bassist (Question Mark & the Mysterians, Grand Funk Railroad)
- 03. April: Mitch Woods, US-amerikanischer Sänger und Pianist

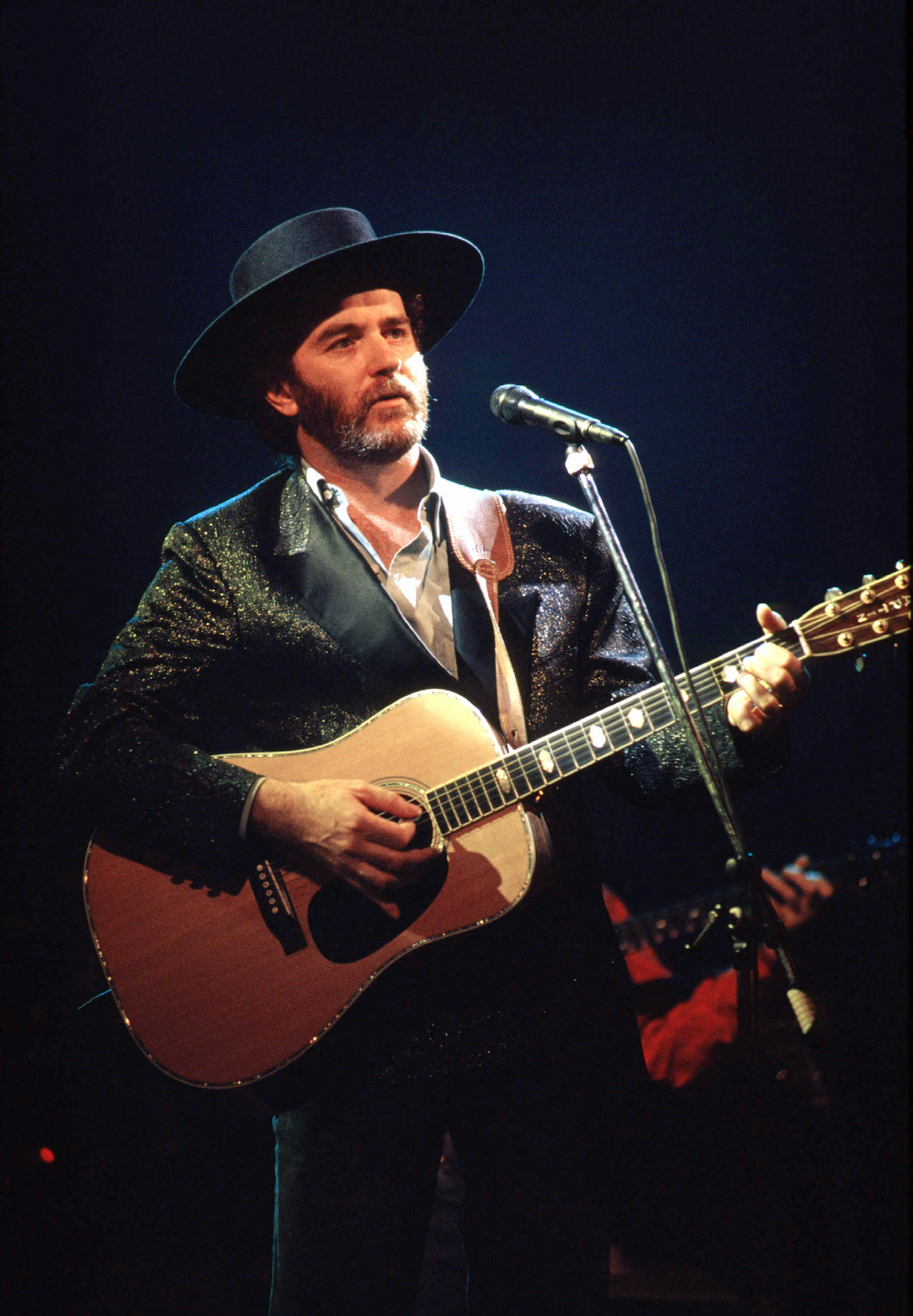
Francesco De Gregori; * 4. April

- 04. April: Francesco De Gregori, italienischer Cantautore (Liedermacher)
- 04. April: Louis Potgieter, südafrikanischer Tänzer (Dschinghis Khan) († 1994)
- 05. April: Alfred Šramek, österreichischer Opernsänger († 2016)
- 06. April: Pascal Rogé, französischer Pianist
- 07. April: Bob Berg, US-amerikanischer Jazzmusiker († 2002)

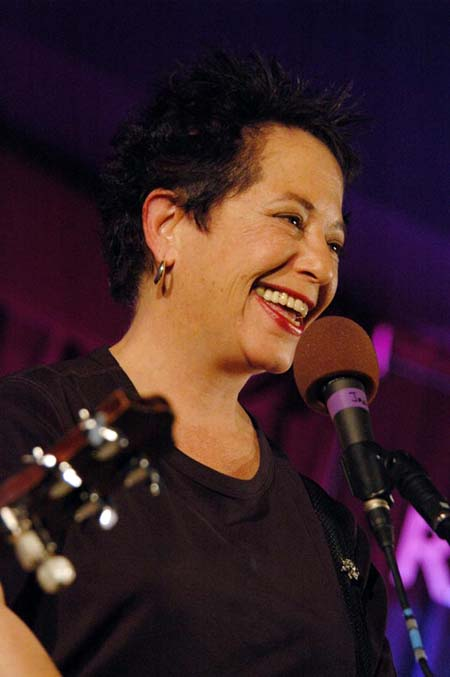
Janis Ian; * 7. April

- 07. April: Janis Ian, US-amerikanische Sängerin und Songschreiberin
- 08. April: Joan Sebastian, mexikanischer Singer-Songwriter († 2015)
- 09. April: Andrzej Krzanowski, polnischer Komponist und Akkordeonist († 1990)
- 09. April: Hugh Ragin, US-amerikanischer Trompeter (Trompete, Piccolo-Trompete, Flügelhorn) des Creative Jazz
- 10. April: Steve Lodder, britischer Jazzkeyboarder
- 11. April: Paul Fox, britischer Sänger und Gitarrist (The Ruts) († 2007)
- 12. April: Alex Briley, US-amerikanischer Sänger (Village People)
- 13. April: Peabo Bryson, US-amerikanischer Sänger
- 13. April: Max Weinberg, US-amerikanischer Musiker (Late Night with Conan O’Brien)
- 14. April: Pjotr Nikolajewitsch Mamonow, russischer Rockmusiker und Schauspieler († 2021)
- 14. April: Julian Lloyd Webber, britischer Cellist und Komponist
- 15. April: Bill MacCormick, britischer Sänger und Bassist
- 15. April: Michael Fahres, deutscher Komponist
- 16. April: Björgvin Helgi Halldórsson, isländischer Popsänger
- 17. April: Jack Bruno, britischer Schlagzeuger
- 19. April: Alain Lalonde, kanadischer Komponist
- 19. April: Hermann Naehring, deutscher Percussionist, Arrangeur und Komponist
- 20. April: Luther Vandross, US-amerikanischer Rhythm-and-Blues-Sänger († 2005)
- 21. April: Jean Piché, kanadischer Komponist, Multimediakünstler und Musikpädagoge
- 21. April: Luis Rocco, argentinischer Flötist
- 22. April: Paul Carrack, britischer Songschreiber, Sänger, Keyboarder und Gitarrist
- 23. April: Hendrik Schaper, deutscher Rockmusiker und Keyboardspieler
- 26. April: Billy Newton-Davis, kanadischer Singer-Songwriter

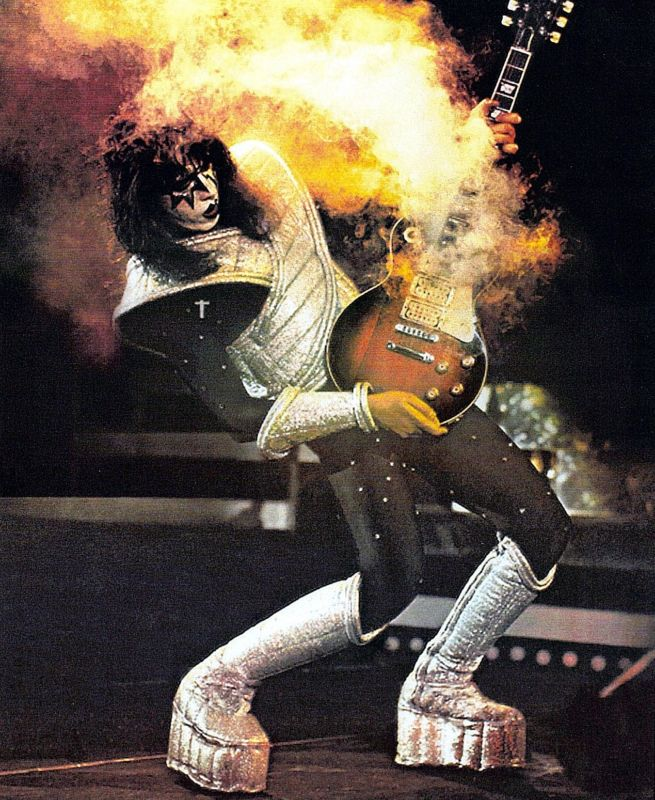
Ace Frehley; * 27. April

- 27. April: Ace Frehley, US-amerikanischer Rockmusiker (Kiss)
- 27. April: Rolf Rettberg, deutscher Autor, Buch- und Liedtexter
- 28. April: Silvi Vrait, estnische Pop- und Jazz-Sängerin († 2013)
- 29. April: Vinicius Cantuária, brasilianischer Musiker
- 30. April: Alexander Zonjic, kanadischer Flötist

### Mai
- 02. Mai: John Glascock, britischer Musiker († 1979)
- 02. Mai: Ondřej Soukup, tschechischer Musiker und Komponist
- 03. Mai: Krister Andersson, schwedischer Saxophonist und Komponist
- 03. Mai: Christopher Cross, US-amerikanischer Sänger und Songschreiber (Michael McDonald Band, Alan Parsons Project)
- 03. Mai: Massimo Ranieri, italienischer Sänger und Schauspieler

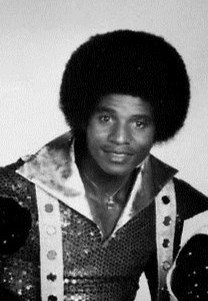
Jackie Jackson; * 4. Mai

- 04. Mai: Jackie Jackson, US-amerikanischer Sänger und Musiker (The Jackson Five)
- 04. Mai: Mick Mars, US-amerikanischer Gitarrist (Mötley Crüe)

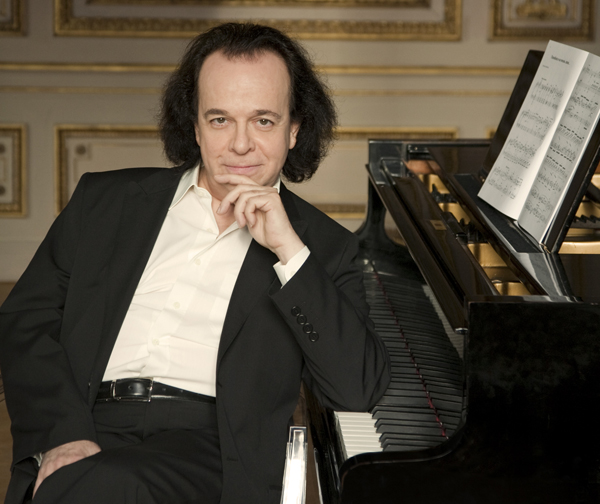
Cyprien Katsaris; * 5. Mai

- 05. Mai: Cyprien Katsaris, französischer Pianist und Komponist zypriotischer Abstammung
- 06. Mai: Gerhard Gruber, österreichischer Pianist
- 07. Mai: Bernie Marsden, britischer Gitarrist († 2023)
- 07. Mai: Ragnar Sør Olsen, norwegischer Sänger und Songschreiber
- 08. Mai: Philip Bailey, US-amerikanischer Funk-, Soul- und R&B-Künstler (Earth, Wind & Fire)
- 08. Mai: Judi Silvano, US-amerikanische Jazzsängerin, Komponistin und Tänzerin
- 10. Mai: John Magnar Bernes, norwegischer Musiker
- 10. Mai: John Burke, kanadischer Komponist und Musikpädagoge († 2020)
- 14. Mai: Jay Beckenstein, US-amerikanischer Jazzmusiker
- 16. Mai: Jonathan Richman, US-amerikanischer Sänger und Songwriter
- 19. Mai: Joey Ramone, US-amerikanischer Sänger (Ramones) († 2001)
- 23. Mai: Judy Rodman, US-amerikanischer Countrymusiker
- 26. Mai: Stuart Tosh, britischer Schlagzeuger
- 30. Mai: Zdravko Čolić, jugoslawischer bzw. serbischer Sänger und Produzent
- 30. Mai: René Staar, österreichischer Komponist, Dirigent und Geiger
- 31. Mai: Jimmy Nalls, US-amerikanischer Sänger und Gitarrist (Sea Level) († 2017)

### Juni
- 03. Juni: Deniece Williams, US-amerikanische R&B- und Gospel-Sängerin
- 06. Juni: Gabriele Auenmüller, deutsche Opernsängerin und Souffleuse († 2015)
- 06. Juni: Dwight Twilley, US-amerikanischer Singer-Songwriter und Produzent († 2023)
- 07. Juni: Rainer Ptacek, deutsch-amerikanischer Gitarrist und Liedermacher († 1997)
- 08. Juni: Andreas Neubronner, deutscher Tonmeister
- 08. Juni: Tony Rice, US-amerikanischer Country-Musiker († 2020)

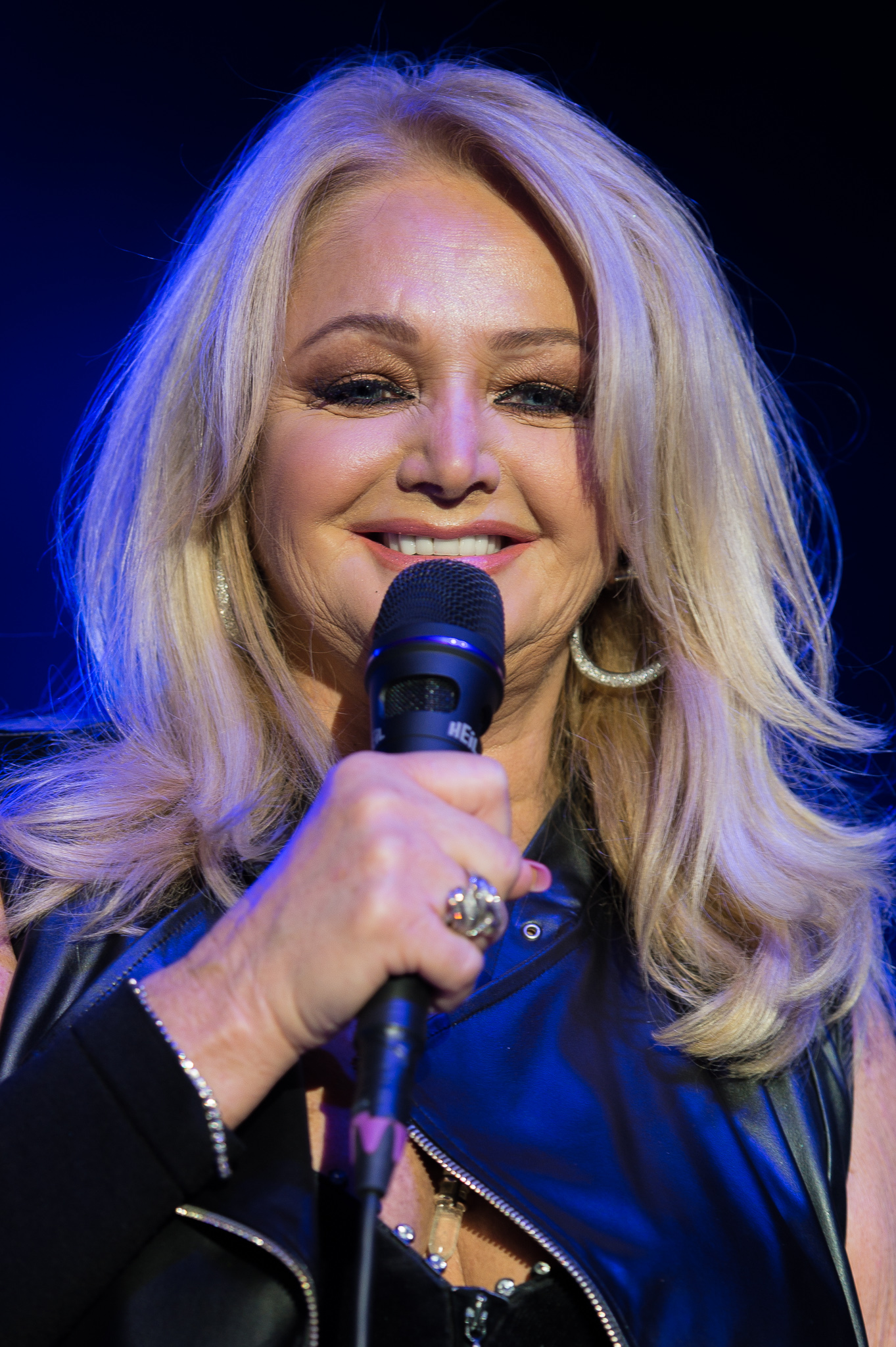
Bonnie Tyler; * 8. Juni

- 08. Juni: Bonnie Tyler, walisische Sängerin
- 09. Juni: George C. Baker, US-amerikanischer Organist, Komponist, Musikpädagoge und Dermatologe
- 09. Juni: Geir Bøhren, norwegischer Musiker
- 09. Juni: James Newton Howard, US-amerikanischer Komponist
- 09. Juni: Marjorie Merryman, US-amerikanische Komponistin und Musikpädagogin
- 09. Juni: Benny Neyman, niederländischer Sänger († 2008)
- 10. Juni: Alan Bangs, britischer Musikjournalist
- 10. Juni: Tom Fowler, US-amerikanischer Bassist der Fusionmusik († 2024)
- 10. Juni: Trini Trimpop, deutscher Rockmusiker und Filmemacher
- 12. Juni: Bun E. Carlos, US-amerikanischer Schlagzeuger (Cheap Trick)
- 12. Juni: Brad Delp, US-amerikanischer Musiker (Boston) († 2007)
- 13. Juni: Mariana Paunova, kanadische Sängerin und Pianistin († 2002)
- 15. Juni: Mark Hennen, US-amerikanischer Jazzpianist (auch Keyboard, E-Piano)
- 15. Juni: Steve Walsh, US-amerikanischer Sänger und Keyboarder (Kansas)
- 17. Juni: Wolfgang Budday, deutscher Musiktheoretiker
- 19. Juni: Patty Larkin, US-amerikanischer Singer-Songwriter, Gitarrist und Produzent
- 19. Juni: Karen Young, kanadische Sängerin und Songwriterin
- 20. Juni: Peter Gordon, US-amerikanischer Komponist und Musiker
- 20. Juni: Philip Sawyers, britischer Komponist
- 21. Juni: Nils Lofgren, US-amerikanischer Rockmusiker
- 24. Juni: Willy Bakken, norwegischer Musiker († 2010)[58]
- 26. Juni: Tony Currenti, australischer Schlagzeuger (AC/DC)
- 28. Juni: Rudolf Lutz, schweizerischer Organist, Dirigent, Musikpädagoge, Improvisator und Komponist

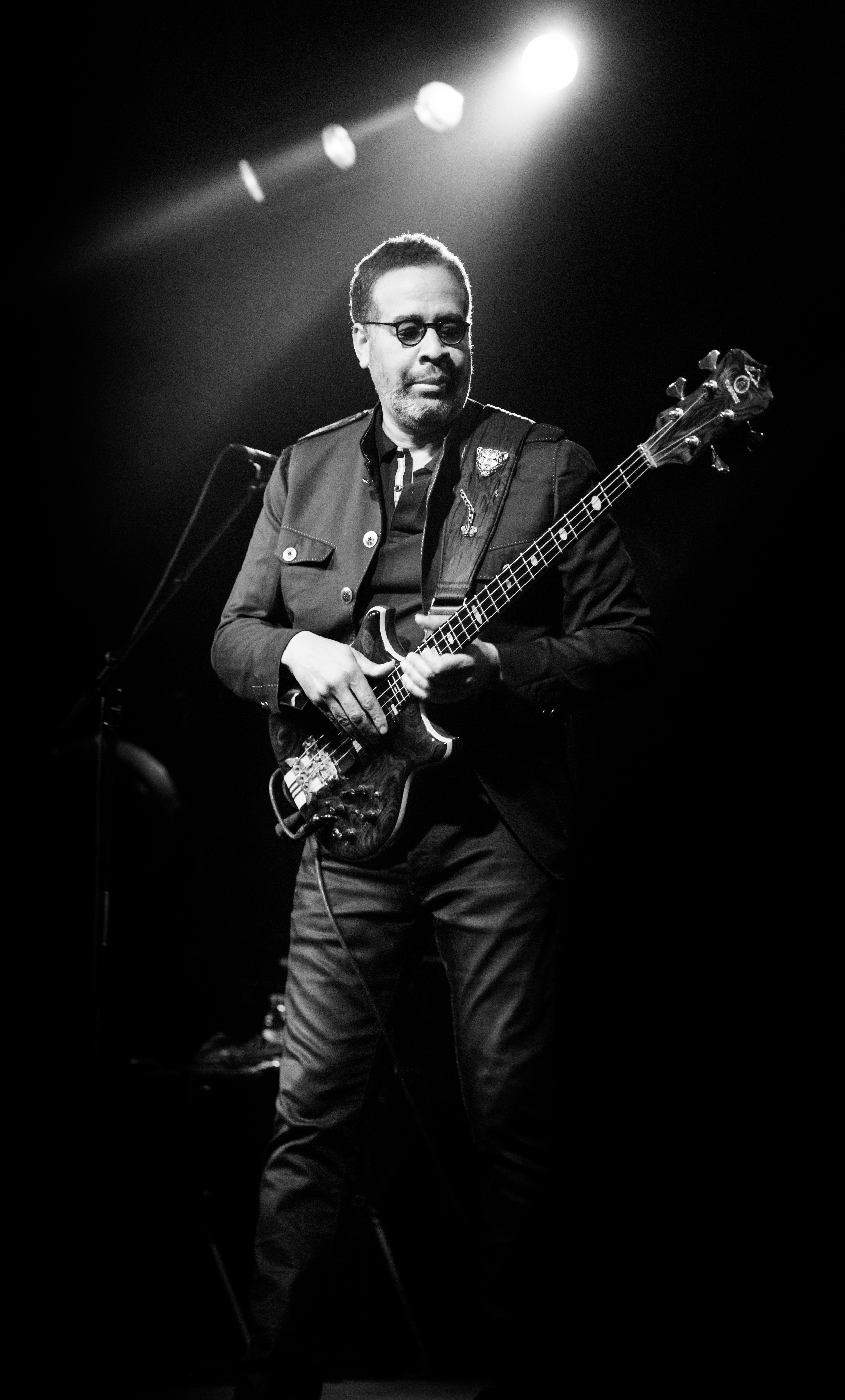
Stanley Clarke; * 30. Juni

- 30. Juni: Stanley Clarke, US-amerikanischer Bassist (Return to Forever)
- 30. Juni: André Hazes, niederländischer Sänger († 2004)
- 30. Juni: Steve Waller, britischer Musiker († 2000)

### Juli
- 01. Juli: Gaby Rückert, deutsche Balladensängerin
- 01. Juli: Fred Schneider, US-amerikanischer Musiker (The B-52s)
- 02. Juli: Fabio Frizzi, italienischer Komponist
- 05. Juli: Alan Belkin, kanadischer Komponist, Organist und Musikpädagoge

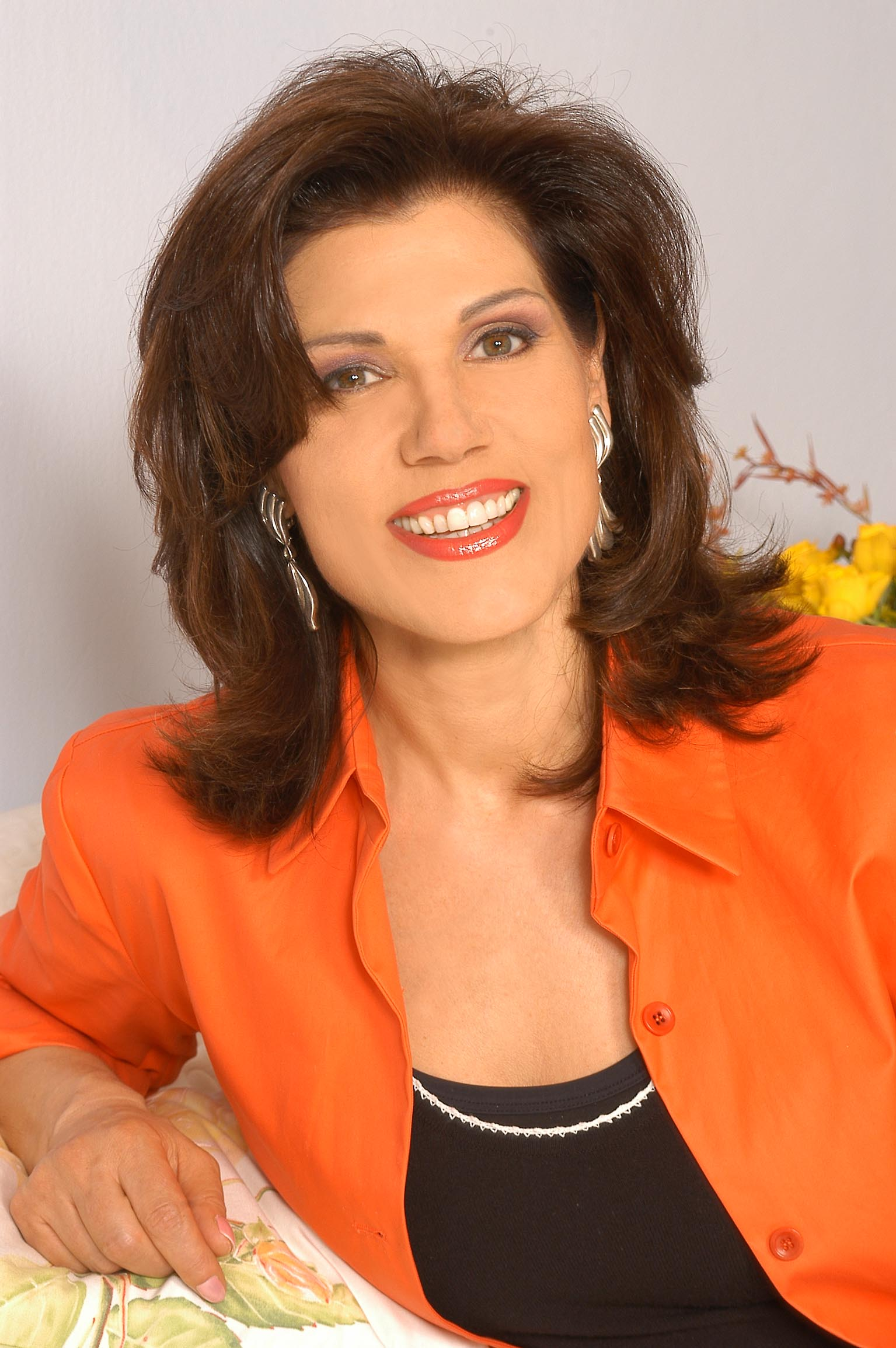
Maja Brunner; * 6. Juli

- 06. Juli: Maja Brunner, Schweizer Sängerin
- 06. Juli: Adrian Iorgulescu, rumänischer Komponist und Politiker
- 07. Juli: Blondie Chaplin, südafrikanischer Gitarrist und Sänger
- 07. Juli: Sue Evans, US-amerikanische Jazzschlagzeugerin und Perkussionistin
- 07. Juli: Michael Henderson, US-amerikanischer Bassist und Sänger († 2022)
- 07. Juli: Bradford Tracey, deutscher Pianist und Cembalist († 1987)
- 09. Juli: Eugeniusz Knapik, polnischer Komponist, Pianist und Musikpädagoge
- 12. Juli: Udo Dahmen, deutscher Schlagzeuger, künstlerischer Direktor der Popakademie Baden-Württemberg und Dozent
- 12. Juli: Sylvia Sass, ungarische Sopranistin
- 15. Juli: Gregory Isaacs, jamaikanischer Reggae-Sänger († 2010)
- 16. Juli: Bobby Previte, US-amerikanischer Jazzmusiker
- 20. Juli: Henri Roger, französischer Musiker und Komponist
- 21. Juli: Pino Minafra, italienischer Jazzmusiker
- 22. Juli: Richard Bennett, US-amerikanischer Gastmusiker, Studiogitarrist und Musikproduzent (The Notorious Cherry Bombs)
- 25. Juli: Verdine White, US-amerikanischer Bassist

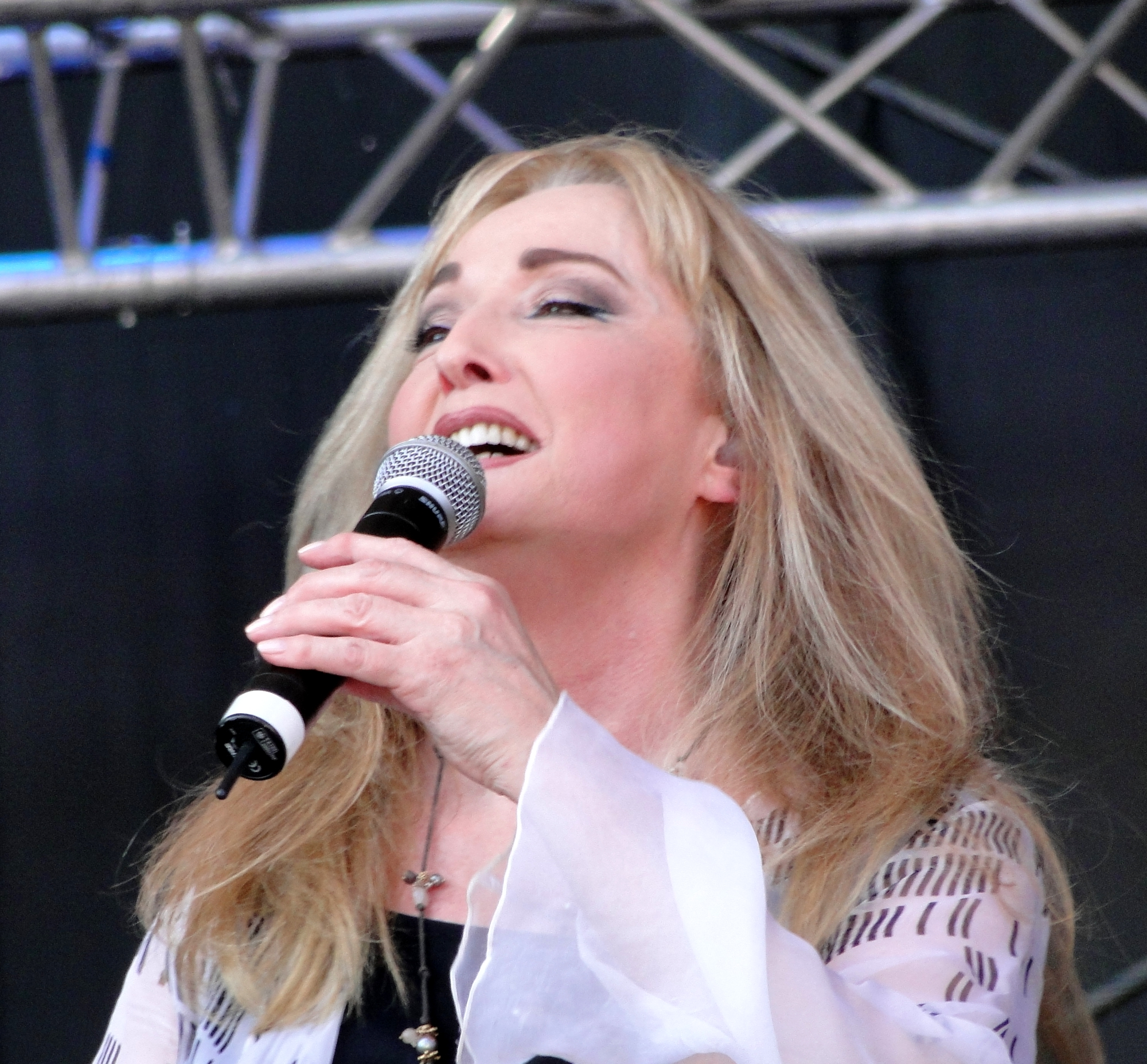
Veronika Fischer; * 28. Juli

- 28. Juli: Veronika Fischer, deutsche Sängerin
- 28. Juli: T. M. Stevens, US-amerikanischer Bassist († 2024)
- 29. Juli: Jan de Haan, niederländischer Komponist und Musiker
- 29. Juli: Charles Loos, belgischer Jazzpianist und Komponist
- 31. Juli: Carlo Karges, deutscher Musiker († 2002)
- 31. Juli: Howard Levy, US-amerikanischer Mundharmonikaspieler

### August
- 01. August: Tommy Bolin, US-amerikanischer Gitarrist (Deep Purple) († 1976)
- 02. August: Andrew Gold, US-amerikanischer Musiker, Sänger und Komponist († 2011)
- 02. August: Steve Hillage, britischer Musiker und Produzent
- 02. August: Joe Lynn Turner, US-amerikanischer Sänger (Rainbow und Deep Purple)

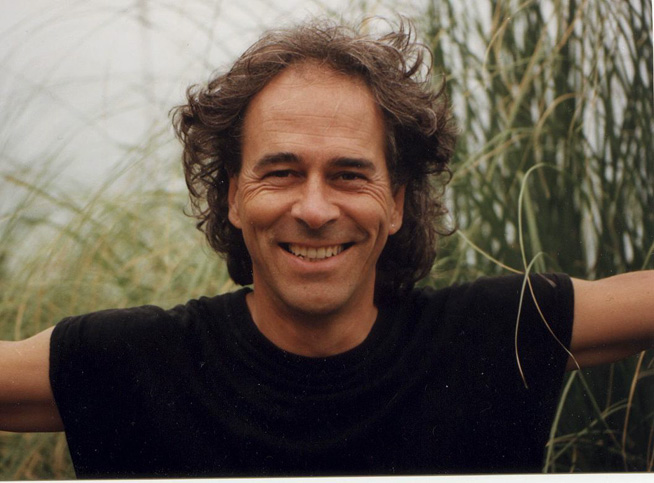
Roland Zoss; * 2. August

- 02. August: Roland Zoss, Schweizer Songpoet und Schriftsteller
- 04. August: Lois V. Vierk, US-amerikanischer Komponist
- 07. August: Pete Way, britischer Bassist, Rockmusiker († 2020)
- 08. August: Les Binks, britischer Schlagzeuger († 2025)
- 13. August: Dan Fogelberg, US-amerikanischer Singer-Songwriter († 2007)
- 15. August: Bobby Caldwell, US-amerikanischer Sänger, Songwriter und Multiinstrumentalist († 2023)
- 15. August: António Pinho Vargas, portugiesischer Jazz- und Klassik-Musiker
- 19. August: Roland Batik, österreichischer Pianist und Komponist

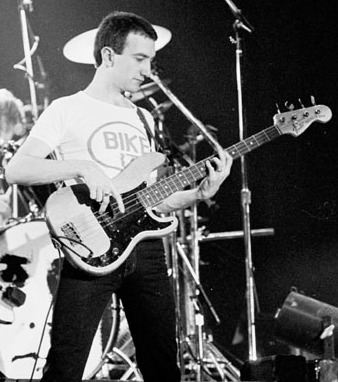
John Deacon; * 19. August

- 19. August: John Deacon, britischer Bassist und Komponist (Queen)

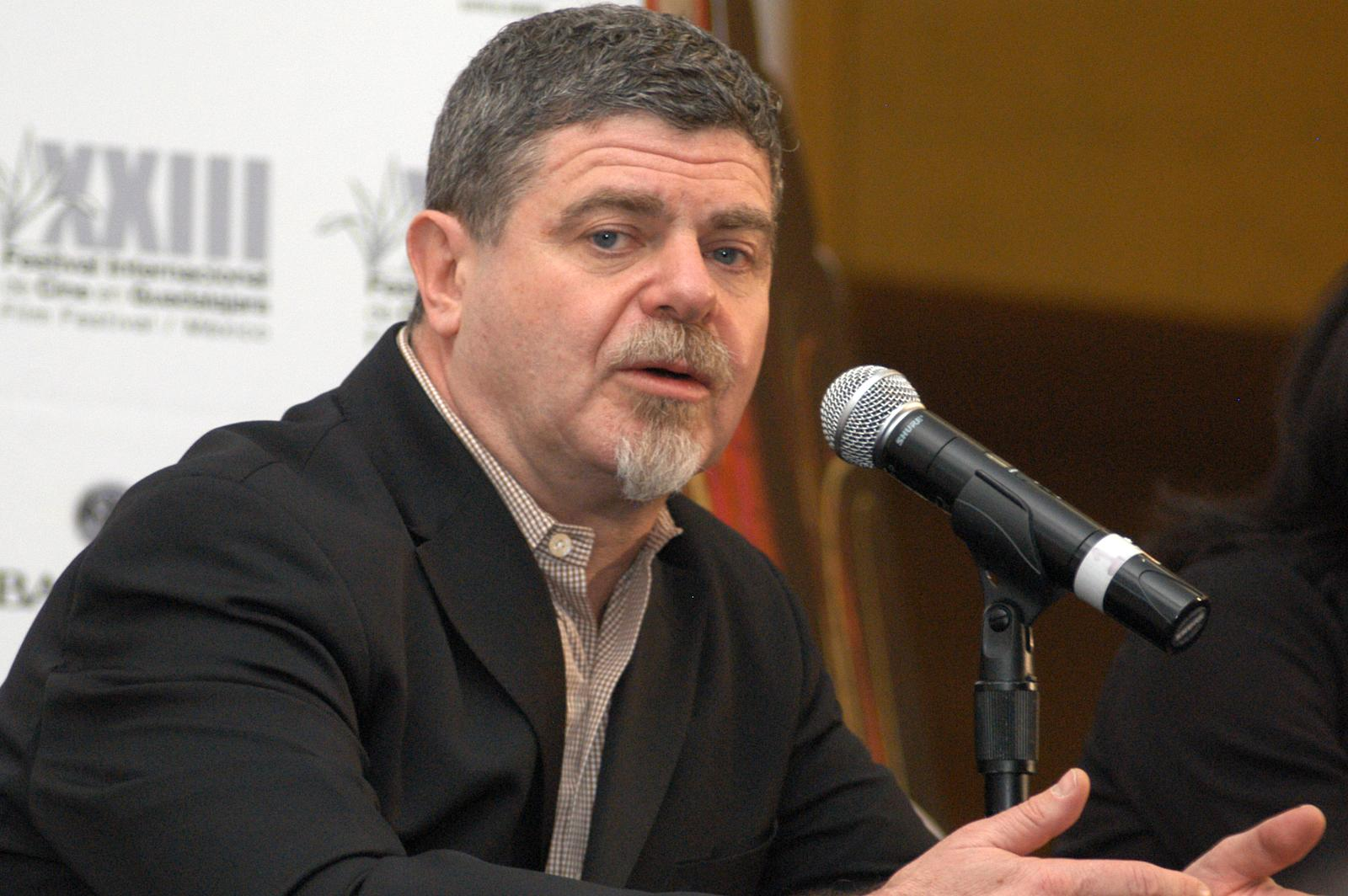
Gustavo Santaolalla; * 19. August

- 19. August: Gustavo Santaolalla, argentinischer Musiker und Musikproduzent
- 20. August: Kalle Pohl, deutscher Musiker und Komiker
- 21. August: Glenn Hughes, britischer Rockmusiker
- 22. August: Edwin Birdsong, US-amerikanischer Organist und Keyboarder
- 23. August: Jimi Jamison, US-amerikanischer Rock-Sänger (Survivor)
- 23. August: Mark Hudson, US-amerikanischer Musiker (The Hudson Brothers)
- 24. August: Danny Joe Brown, US-amerikanischer Sänger (Molly Hatchet) († 2005)
- 24. August: George Brunner, US-amerikanischer Komponist, Musiker und Musikproduzent

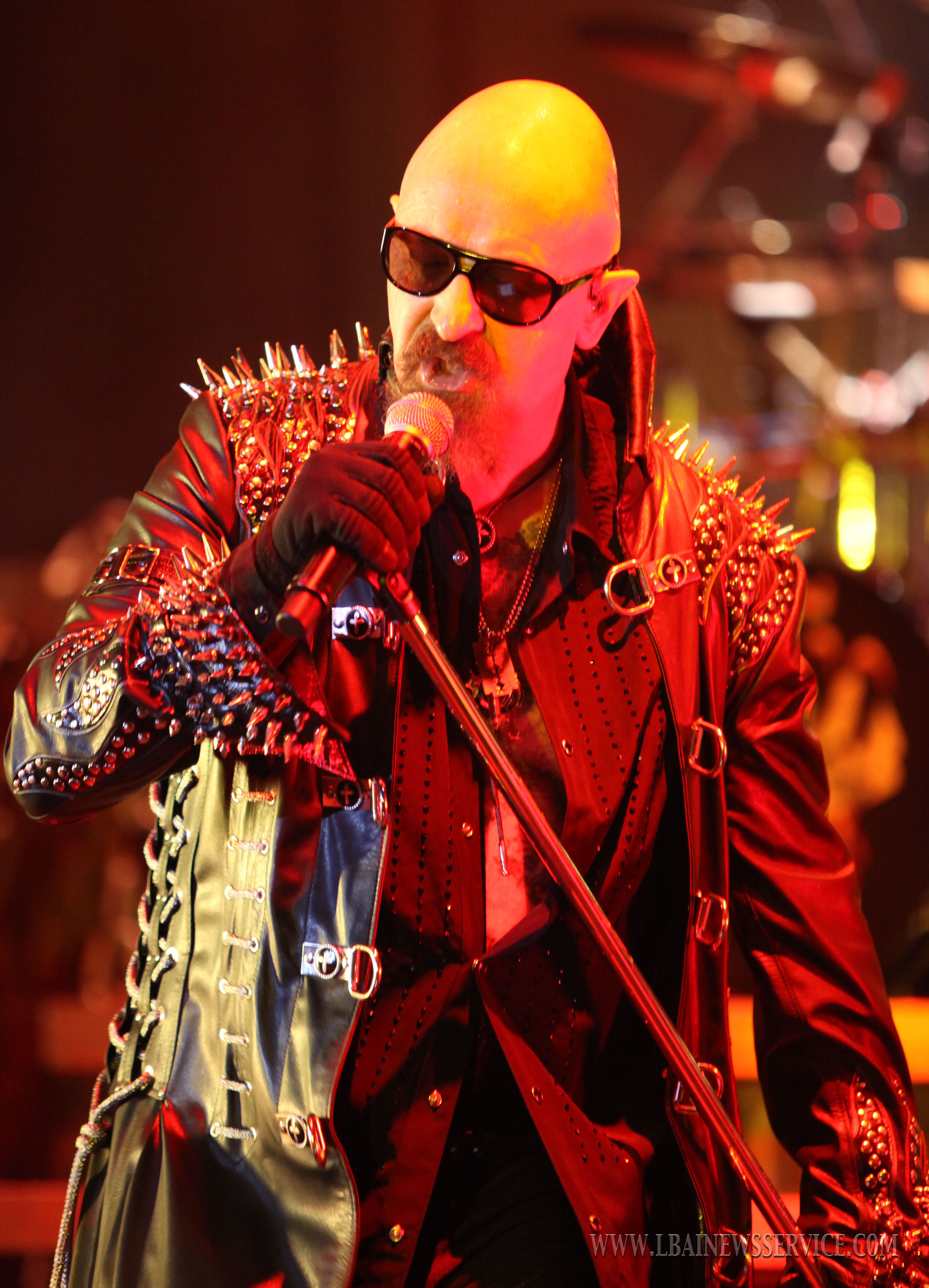
Rob Halford; * 25. August

- 25. August: Rob Halford, britischer Hard-Rockmusiker (Judas Priest)
- 28. August: Rafał Augustyn, polnischer Komponist, Musik- und Literaturkritiker
- 28. August: Qigang Chen, französischer Komponist chinesischer Herkunft
- 28. August: Wayne Osmond, US-amerikanischer Sänger (The Osmonds)
- 31. August: Eduard Douša, tschechischer Komponist
- 31. August: Friedemann, deutscher Musiker und Musikproduzent

### September
- 02. September: Mik Kaminski, britischer Violinist (Electric Light Orchestra)
- 03. September: Todd Cochran, US-amerikanischer Jazz- und Fusion-Pianist und Keyboarder
- 04. September: Martin Chambers, britischer Schlagzeuger (The Pretenders)
- 06. September: Huib Emmer, niederländischer Komponist; Gitarrist und Interpret elektronischer Musik
- 06. September: Šaban Šaulić, jugoslawischer bzw. serbischer Volksmusik-Sänger († 2019)

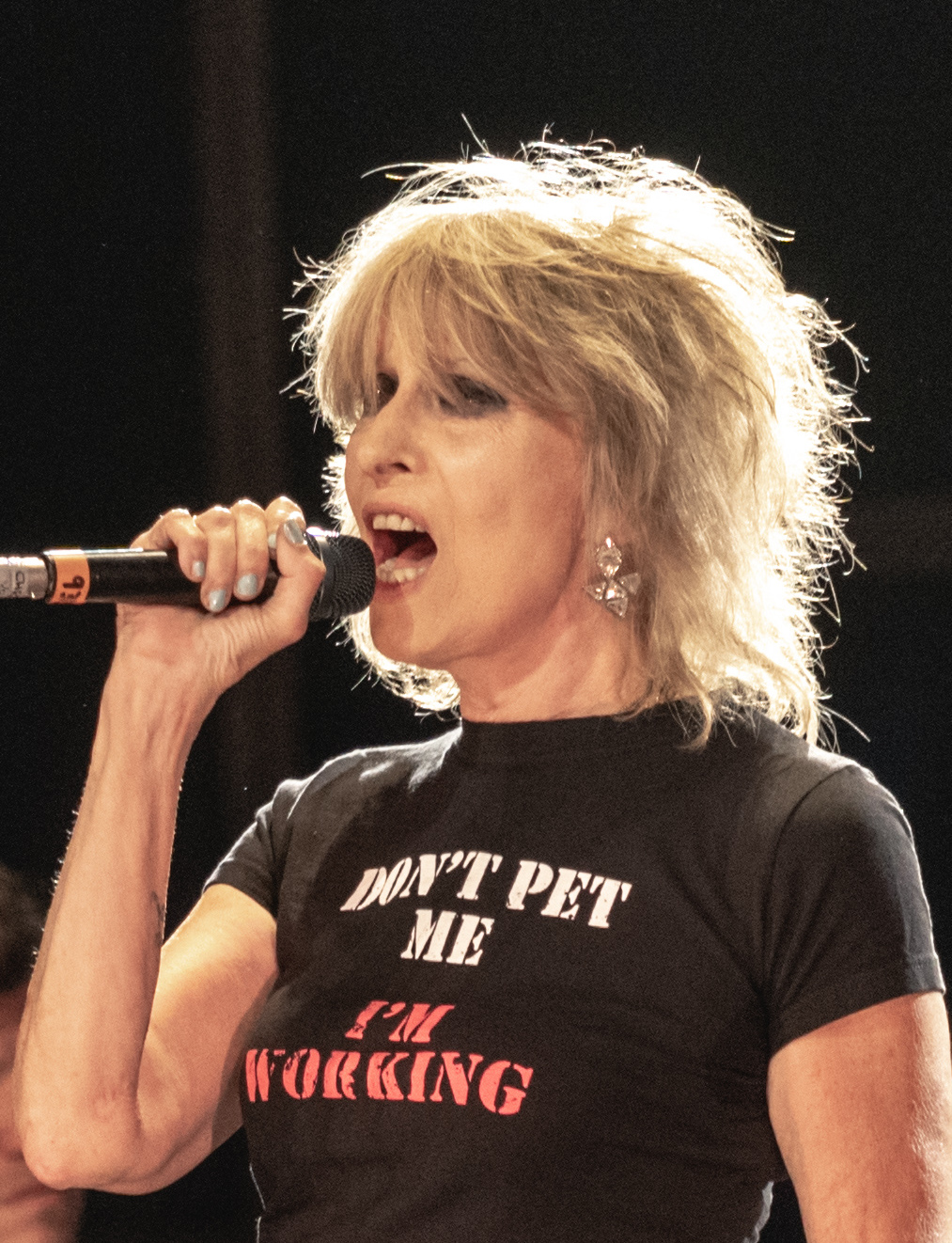
Chrissie Hynde; * 7. September

- 07. September: Chrissie Hynde, US-amerikanische Rockgitarristin und -sängerin (The Pretenders)
- 07. September: Mark Isham, US-amerikanischer Komponist für Filmmusik
- 09. September: Hubert Buchberger, deutscher Violinist und Dirigent († 2025)
- 12. September: Olga Breeskin, mexikanische Violinistin, Tänzerin und Schauspielerin
- 12. September: Joëlle Léandre, französischer Kontrabassist
- 14. September: Wolodymyr Melnykow, ukrainischer Schriftsteller, Dichter und Komponist
- 14. September: Doina Rotaru, rumänische Komponistin
- 15. September: Carla White, US-amerikanische Jazzsängerin († 2007)
- 17. September: Theryl DeClouet, US-amerikanischer Sänger (Galactic) († 2018)[59]
- 18. September: Steve Slagle, US-amerikanischer Jazzsaxophonist
- 18. September: Dee Dee Ramone, deutschamerikanischer Bassist (Ramones) († 2002)
- 19. September: Daniel Lanois, kanadischer Musiker und Musikproduzent
- 22. September: David Coverdale, britischer Hardrock-Sänger (Deep Purple, Whitesnake)
- 22. September: Wolfgang Petry, deutschsprachiger Musiker
- 23. September: Annette Otterstedt, deutsche Musikwissenschaftlerin und Gambistin († 2020)
- 23. September: Steven Springer, US-amerikanischer Gitarrist (Trinidad Tripoli Steel Band) († 2012)
- 24. September: Matthias Sannemüller, deutscher Bratschist
- 25. September: Jardena Arasi, israelische Sängerin
- 25. September: Peter Dvorský, slowakischer Opernsänger (Tenor)
- 25. September: Manfred Praeker, deutscher Bassist und Musikproduzent († 2012)
- 26. September: Stuart Tosh, britischer Schlagzeuger
- 28. September: Jim Diamond, schottischer Popsänger und Songwriter († 2015)

### Oktober
- 02. Oktober: Romina Power, italienisch-amerikanische Sängerin und Schauspielerin

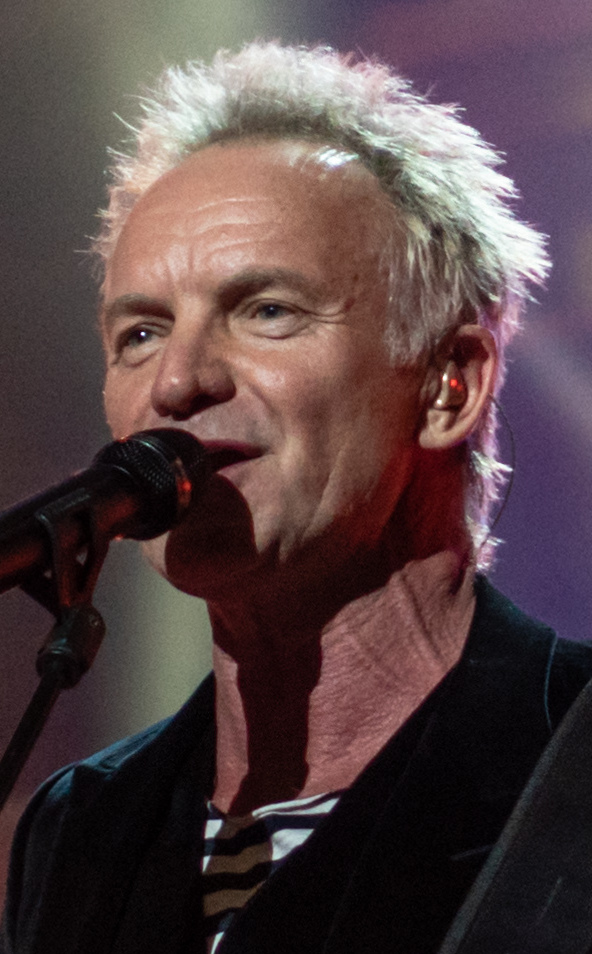
Sting; * 2. Oktober

- 02. Oktober: Sting, britischer Musiker, Komponist und Schauspieler (The Police)
- 03. Oktober: Keb’ Mo’, US-amerikanischer Blues-Sänger, Gitarrist und Songschreiber
- 05. Oktober: Bob Geldof, irischer Musiker (The Boomtown Rats)
- 06. Oktober: Kevin Cronin, US-amerikanischer Sänger und Songwriter (REO Speedwagon)
- 07. Oktober: John Mellencamp, US-amerikanischer Rock- und Folksänger
- 11. Oktober: Jean-Jacques Goldman, französischer Komponist und Interpret
- 12. Oktober: Peter Goldsworthy, australischer Schriftsteller, Librettist und Mediziner
- 15. Oktober: Anne-Karine Strøm, norwegische Sängerin
- 17. Oktober: Roger Pontare, schwedischer Sänger
- 20. Oktober: Al Greenwood, US-amerikanischer Keyboarder (Foreigner)
- 23. Oktober: Charly García, argentinischer Musiker
- 23. Oktober: Geiss Haejm, deutscher Liedermacher und Schriftsteller († 2023)
- 23. Oktober: Mauricio Pergelier, chilenischer Organist
- 24. Oktober: Chris von Rohr, Schweizer Rock-Musiker
- 25. Oktober: Kenneth Jean, US-amerikanischer Dirigent
- 26. Oktober: Bootsy Collins, US-amerikanischer Bassist
- 26. Oktober: Maggie Roche, US-amerikanischer Musiker (The Roches) († 2017)
- 27. Oktober: K. K. Downing, britischer Gitarrist (Judas Priest)
- 30. Oktober: Poncho Sanchez, US-amerikanischer Latin-Jazz-Musiker, Salsa-Sänger, Orchesterleiter und Congaspieler

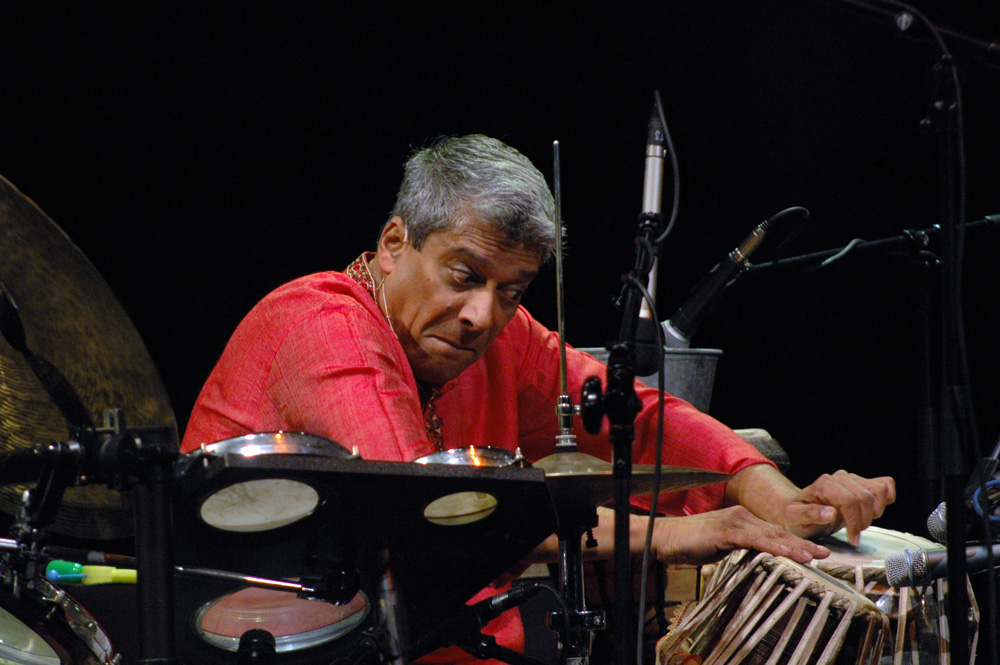
Trilok Gurtu; * 30. Oktober

- 30. Oktober: Trilok Gurtu, indischer Percussionist, Sänger und Komponist

### November
- 01. November: Ronald Bell, US-amerikanischer Sänger, Songwriter und Komponist (Kool & the Gang) († 2020)
- 04. November: David Arner, US-amerikanischer Jazzpianist, Komponist und Hochschullehrer
- 04. November: Cosey Fanni Tutti, britische Musikerin und Künstlerin
- 05. November: Jerwand Jerkanjan, armenisch-sowjetischer Komponist
- 06. November: Lutz Künzel, deutscher Musiker, Komponist, Textdichter und Arrangeur († 2024)
- 08. November: Anne-Marie B., französische Sängerin und Schauspielerin
- 09. November: Gerry Brown, US-amerikanischer Jazzschlagzeuger
- 09. November: Sandie Jones, irische Schlagersängerin († 2019)
- 13. November: Bill Gibson, US-amerikanischer Schlagzeuger (Huey Lewis and the News)
- 14. November: Stephen Bishop, US-amerikanischer Singer-Songwriter, Schauspieler und Gitarrist
- 14. November: Alec John Such, US-amerikanischer Bassist (Bon Jovi) († 2022)
- 15. November: Beverly D’Angelo, US-amerikanische Schauspielerin und Sängerin
- 15. November: Eroc, deutscher Musiker und Musikproduzent
- 15. November: Gerd Gudding, norwegischer Musiker († 2015)[60]
- 15. November: Joe Puerta, US-amerikanischer Sänger und Bassist (Ambrosia)
- 15. November: Paul Seitz, US-amerikanischer Komponist und Musikpädagoge
- 15. November: José Vélez, spanischer Sänger
- 16. November: Denis Gougeon, kanadischer Komponist
- 17. November: Lisle Ellis, kanadischer Jazzbassist
- 17. November: Lorenzo Ferrero, italienischer zeitgenössischer Komponist, Librettist, Autor und Buch-Editor
- 17. November: Lucía Huergo, kubanische Komponistin, Musikproduzentin, Arrangeurin und Multiinstrumentalistin († 2015)
- 18. November: Heinrich Schiff, österreichischer Cellist und Dirigent († 2016)
- 18. November: Klaus-Peter Schweizer, deutscher Musiker und Schlagersänger
- 19. November: Renato Micallef, maltesischer Sänger

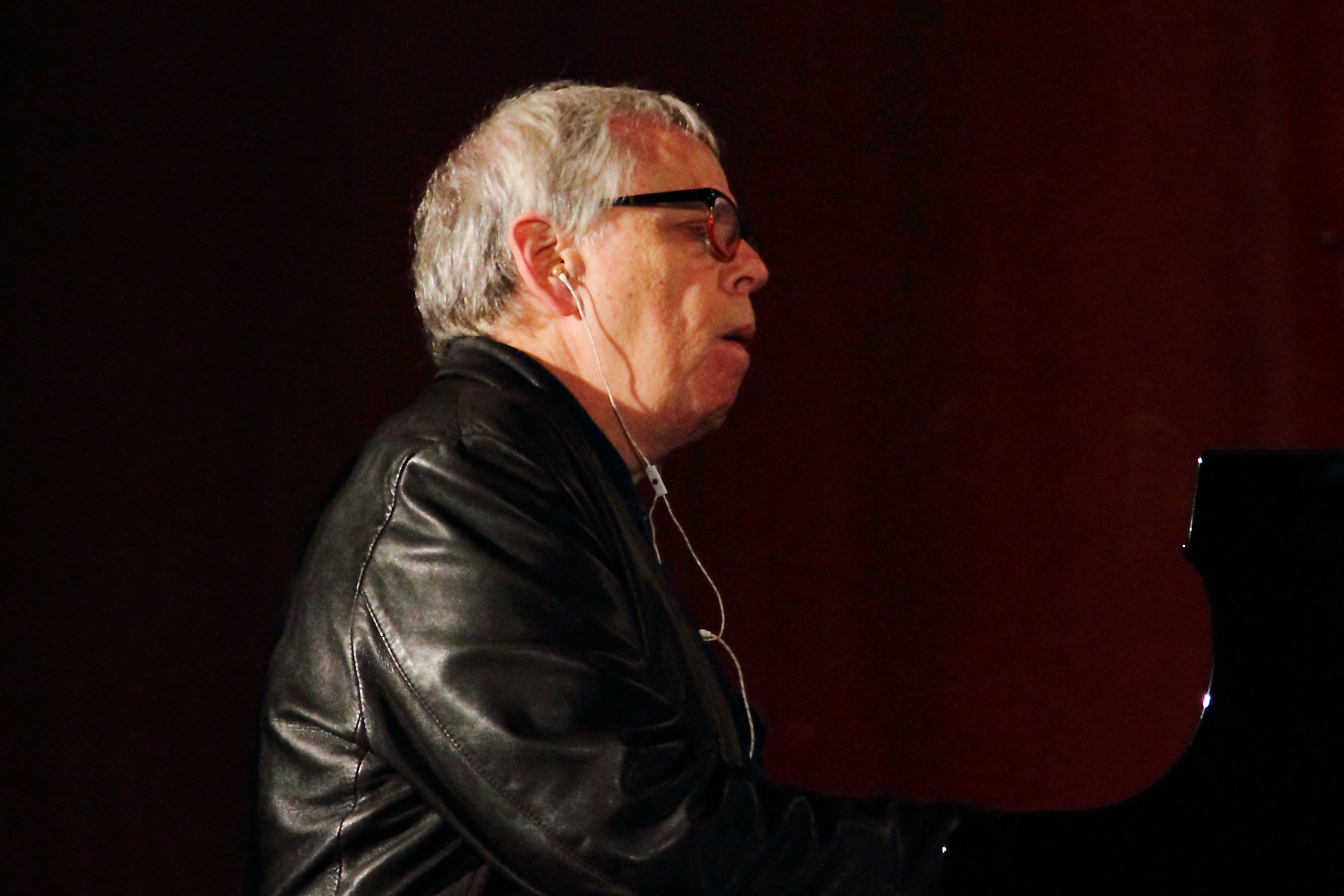
Kenny Werner; * 19. November

- 19. November: Kenny Werner, US-amerikanischer Jazzpianist

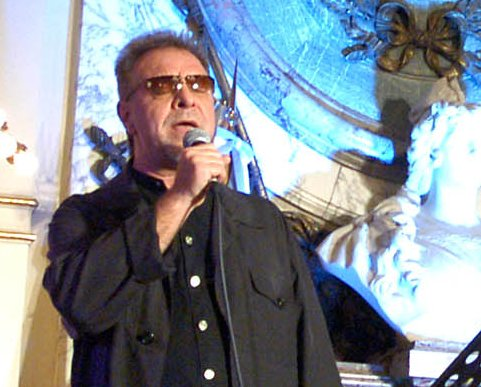
León Gieco; * 20. November

- 20. November: León Gieco, argentinischer Popstar
- 22. November: Cecilia García, dominikanische Sängerin, Schauspielerin und Fernsehproduzentin

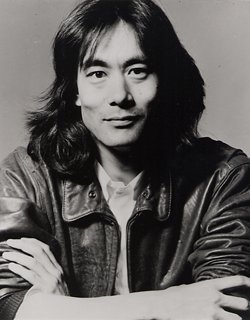
Kent Nagano; * 22. November

- 22. November: Kent Nagano, US-amerikanischer Dirigent
- 26. November: Terje Nilsen, norwegischer Sänger und Songwriter
- 28. November: Dennis Irwin, US-amerikanischer Jazz-Bassist († 2008)
- 28. November: Diedre Murray, US-amerikanische Cellistin und Komponistin
- 28. November: Peter Malick, US-amerikanischer Gitarrist und Produzent
- 29. November: Barry Goudreau, US-amerikanischer Gitarrist (Boston)

### Dezember

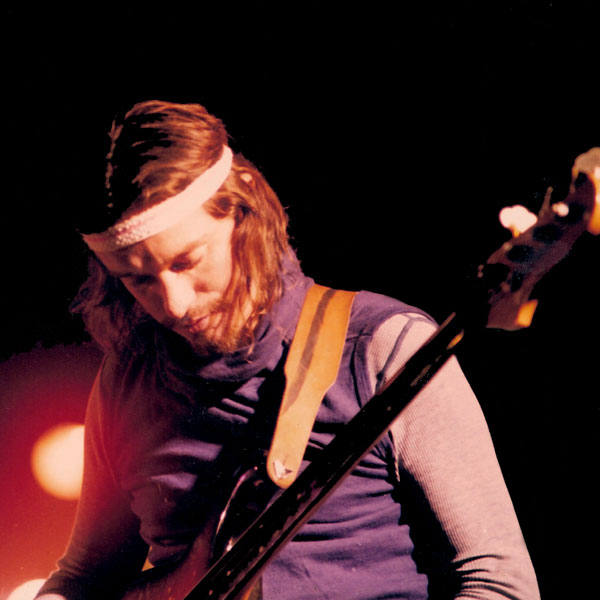
Jaco Pastorius; * 1. Dezember

- 01. Dezember: Jaco Pastorius, US-amerikanischer Jazzmusiker und Komponist († 1987)
- 01. Dezember: Fausto Rey, dominikanischer Sänger

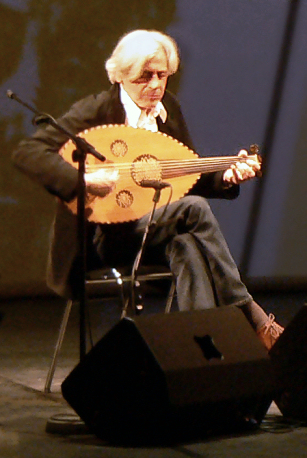
Roman Bunka; * 2. Dezember

- 02. Dezember: Roman Bunka, deutscher Oud-Spieler, Gitarrist und Komponist († 2022)
- 03. Dezember: Barry Finnerty, US-amerikanischer Fusionmusiker (Gitarre, Keyboards)

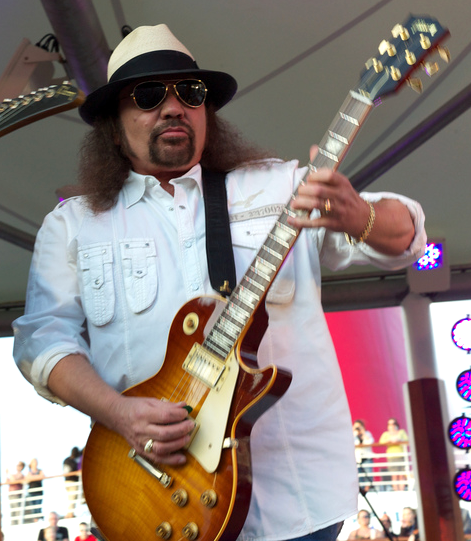
Gary Rossington; * 4. Dezember

- 04. Dezember: Gary Rossington, US-amerikanischer Musiker (Lynyrd Skynyrd, Rossington-Collins Band) († 2023)
- 08. Dezember: Jan Eggum, norwegischer Sänger und Songwriter
- 09. Dezember: Pedro Estevan, spanischer Perkussionist
- 09. Dezember: Angelika Milster, deutsche Sängerin und Schauspielerin
- 10. Dezember: Ellen Nikolaysen, norwegische Sängerin und Schauspielerin
- 10. Dezember: Johnny Rodriguez, US-amerikanischer Country-Sänger († 2025)
- 11. Dezember: Spike Edney, britischer Musiker
- 12. Dezember: Erik Hillestad, norwegischer Produzent

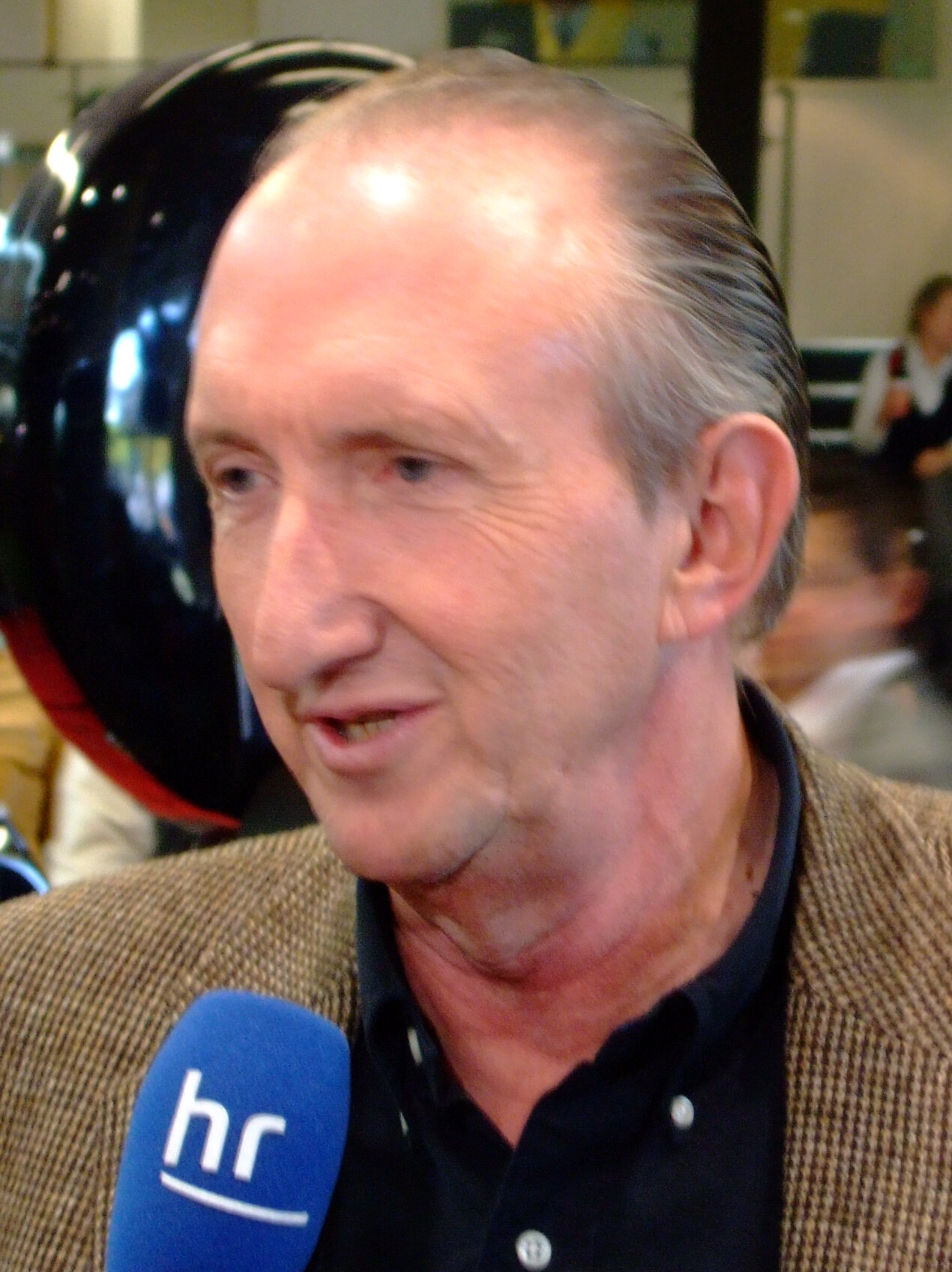
Mike Krüger; * 14. Dezember

- 14. Dezember: Mike Krüger, deutscher Kabarettist und Sänger
- 14. Dezember: Nükhet Ruacan, türkischer Sänger († 2007)
- 16. Dezember: Robben Ford, US-amerikanischer Bluesgitarrist und Sänger
- 16. Dezember: Mark Heard, US-amerikanischer Singer-Songwriter († 1992)
- 20. Dezember: Brynjulf Blix, norwegischer Jazzpianist
- 21. Dezember: Alex Blake, US-amerikanischer Jazzmusiker (Bass)
- 21. Dezember: Nick Gilder, britisch-kanadischer Rocksänger
- 22. Dezember: Adam Wodnicki, polnischer Pianist und Musikpädagoge
- 23. Dezember: Anthony Phillips, britischer Musiker
- 24. Dezember: Beppo Pohlmann, deutscher Liedermacher, Texter und Komponist
- 25. Dezember: Barbara Dever, US-amerikanische Mezzosopranistin
- 26. Dezember: Brooks Kerr, US-amerikanischer Jazzpianist († 2018)

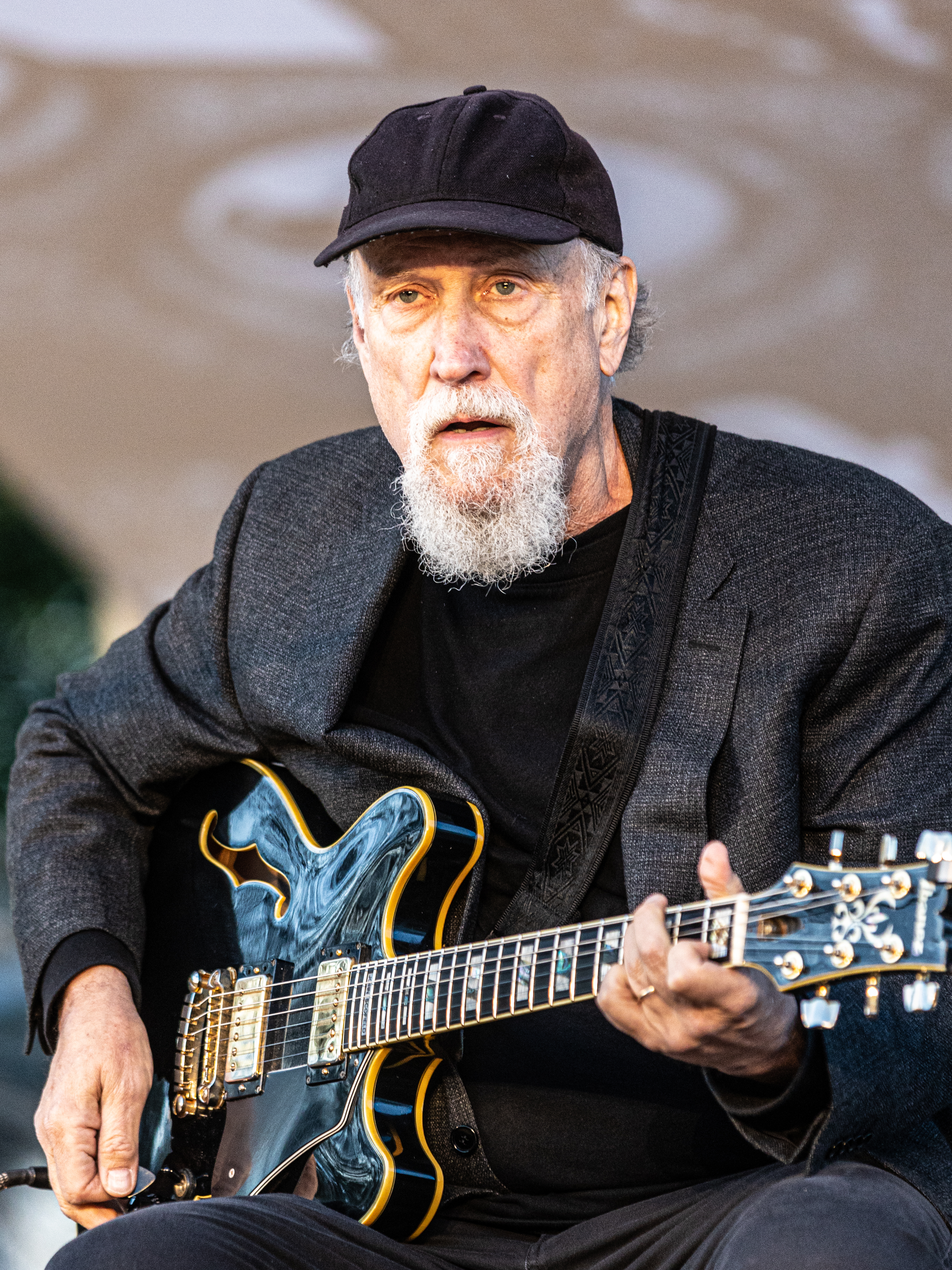
John Scofield; * 26. Dezember

- 26. Dezember: John Scofield, US-amerikanischer Jazz-Gitarrist und Komponist
- 27. Dezember: William Tritt, kanadischer Pianist († 1992)
- 28. Dezember: Sajid Khan, indischer Schauspieler und Sänger († 2023)
- 28. Dezember: Rebecca Parris, US-amerikanische Jazz-Sängerin († 2018)
- 29. Dezember: Yvonne Elliman, US-amerikanische Sängerin und Schauspielerin
- 29. Dezember: Philip Sparke, britischer Komponist
- 31. Dezember: Thomas William „Tom“ Hamilton, US-amerikanischer Musiker (Aerosmith)
- 31. Dezember: Jimmy Haslip, US-amerikanischer Jazzbassist
- 31. Dezember: Vasilis Rakopoulos, griechischer Gitarrist, Trompeter und Musikpädagoge

### Genaues Geburtsdatum unbekannt
- Brigitte Antes, deutsche Librettistin
- Pablo Ardouin, chilenischer Folkmusiker und Liedermacher
- Donald Crockett, US-amerikanischer Komponist, Dirigent und Musikpädagoge
- Humberto Gatica, US-amerikanischer Plattenproduzent, Tontechniker und Arrangeur
- Mahmoud Ghania, marokkanischer Gnawa-Musiker (Gesang, Gimbri) († 2015)
- Daniel Gutwein, US-amerikanischer Komponist, Jazzsaxophonist, Shakuhashispieler und Musikpädagoge
- Albert C. Humphrey, US-amerikanischer Bluesmusiker
- Bernd Köhler, deutscher Musiker, Grafiker und Polit-Aktivist
- Tom Kubis, US-amerikanischer Saxophonist, Flötist und Pianist
- Manfred Kusno, deutscher Musiker, Keyboarder und Gitarrist
- Frank La Rocca, US-amerikanischer Komponist
- Amy Leverenz, US-amerikanische Sängerin
- Gerald Levinson, US-amerikanischer Komponist
- Jon Rose, australischer Jazz- und Improvisationsmusiker
- Hans Schneider, deutscher Jazz- und Improvisationsmusiker († 2024)
- Kai Sichtermann, deutscher Musiker
- Toyoji Tomita, US-amerikanischer Posaunist und Gartenbauer († 2008)
- Ransom Wilson, US-amerikanischer Flötist und Dirigent
- John Bruce Yeh, US-amerikanischer Klarinettist und Musikpädagoge

### Geboren um 1951
- Eva Sršen, jugoslawische Sängerin

## Gestorben

### Januar
- 03. Januar: Ferdinand Barlow, französisch-elsässischer Komponist (* 1881)
- 04. Januar: Evlyn Howard-Jones, britischer Pianist, Dirigent und Musikpädagoge (* 1877)
- 08. Januar: Gustav Zeitzschel, deutscher Opernsänger (* 1868)
- 10. Januar: Stanisław Golachowski, polnischer Musikwissenschaftler und -pädagoge (* 1907)
- 10. Januar: Athos Palma, argentinischer Komponist und Musikpädagoge (* 1891)
- 12. Januar: Ferdinand Saffe, deutscher Komponist, Musikforscher, Pädagoge und Organist (* 1867)
- 20. Januar: Alexander Chuhaldin, kanadischer Geiger, Dirigent, Komponist und Musikpädagoge (* 1892)
- 21. Januar: R. Q. Dickerson, US-amerikanischer Jazz-Musiker (* 1898)
- 23. Januar: Ludwig Boslet, deutscher Organist und Komponist (* 1860)
- 23. Januar: Martin Grabert, deutscher Komponist und Organist (* 1868)
- 25. Januar: Mara Feldern-Förster, deutsche Schauspielerin und Sängerin (* 1866)

### Februar

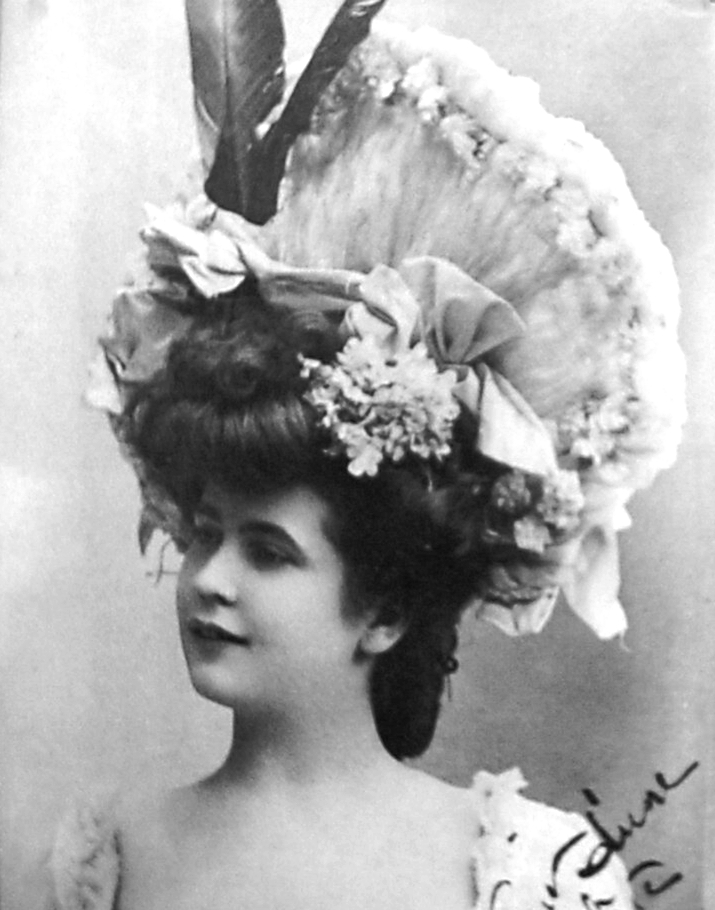
Marguerite Boulc’h; † 3. Februar

- 03. Februar: Marguerite Boulc’h, französische Chansonsängerin, auch Fréhel genannt (* 1891)
- 04. Februar: Cecil Gant, US-amerikanischer Bluessänger und Pianist (* 1913)
- 05. Februar: Enrique Mejía Arredondo, dominikanischer Komponist und Dirigent (* 1901)
- 07. Februar: Shirley Clay, US-amerikanischer Jazzmusiker (* 1902)

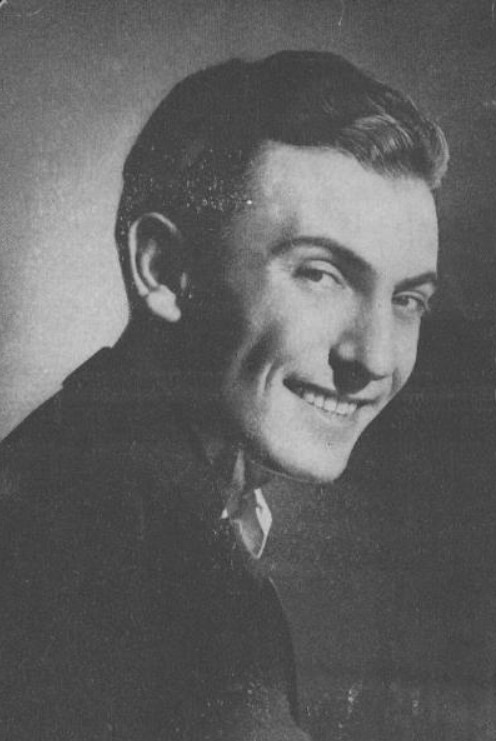
Eddie Duchin; † 9. Februar

- 09. Februar: Eddy Duchin, US-amerikanischer Bandleader und Pianist (* 1910)
- 09. Februar: Ernest Hutcheson, australischer Pianist, Musikpädagoge und Komponist (* 1871)
- 10. Februar: Joseph Bovet, Schweizer Komponist und Priester (* 1879)
- 12. Februar: Marc de Ranse, französischer Komponist, Organist, Dirigent und Musikpädagoge (* 1881)

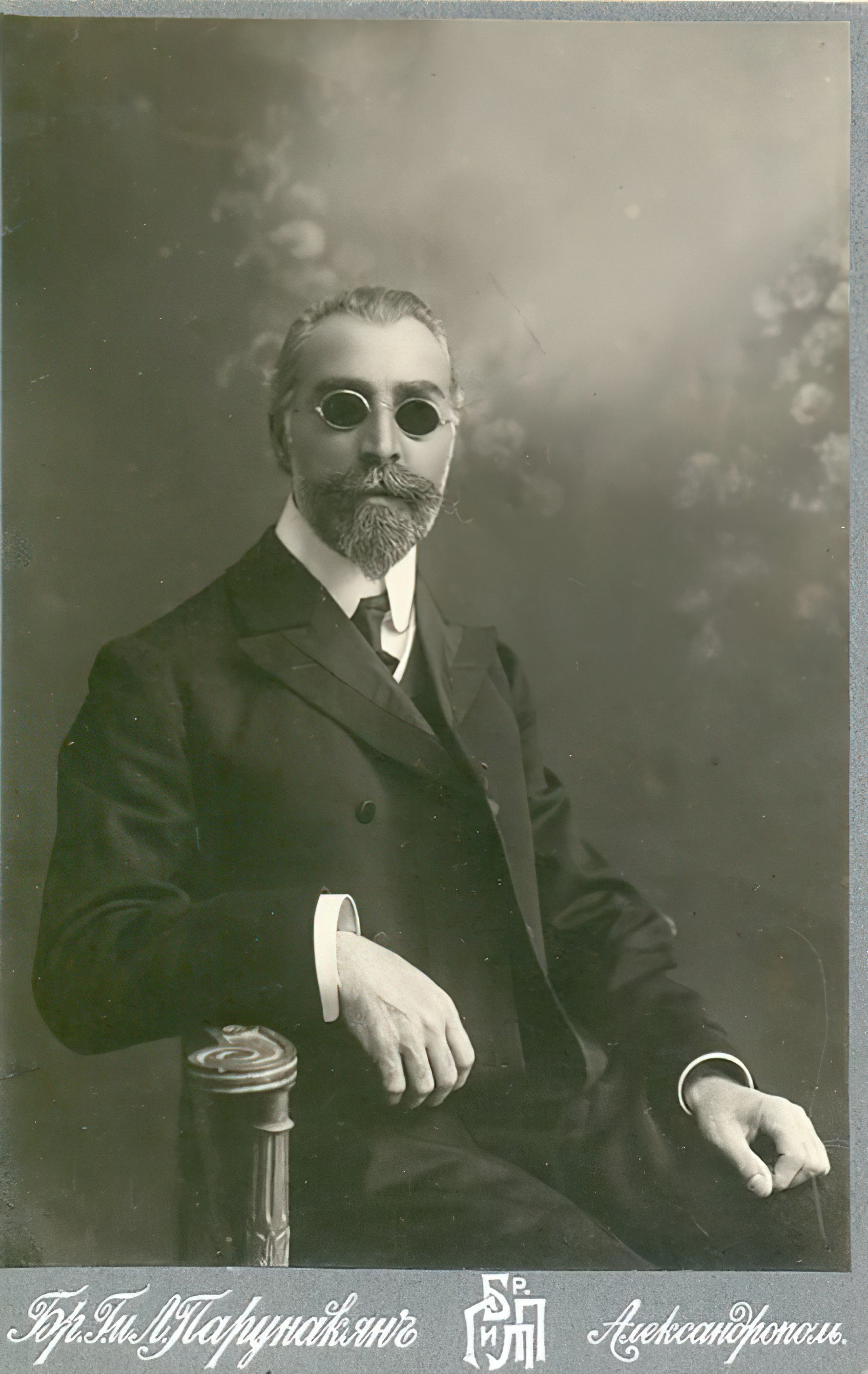
Nikogaios Tigranjan; 17. Februar

- 17. Februar: Nikogaios Tigranjan, sowjetischer Komponist, Musikpädagoge und Folklorist (* 1856)
- 18. Februar: Gustav Cords, deutscher Komponist (* 1870)
- 19. Februar: Franz Kämmerer, deutscher Orgelbauer (* 1868)
- 20. Februar: Howard Brockway, US-amerikanischer Komponist (* 1870)
- 21. Februar: Lilian Ellis, dänische Tänzerin und Schauspielerin (* 1907)
- 25. Februar: Alfred Grünwald, österreichischer Operettenlibrettist (* 1884)
- 28. Februar: Giannina Russ, italienische Sopranistin (* 1873)

### März
- 05. März: Leo Singer, österreichischer Schausteller (* 1877)
- 06. März: Ivor Novello, britischer Schauspieler, Bühnenautor und Musical-Komponist (* 1893)
- 12. März: Harold Bauer, US-amerikanischer Pianist und Musikpädagoge (* 1873)
- 13. März: Oskar C. Posa, österreichischer Komponist und Kapellmeister (* 1873)
- 14. März: Adolf Emge, deutscher Pädagoge, Musiker, Komponist und Dirigent (* 1874)
- 20. März: Kathleen Lockhart Manning, US-amerikanische Komponistin (* 1890)
- 22. März: Willem Mengelberg, niederländischer Dirigent (* 1871)
- 25. März: Wilhelm Altmann, deutscher Musikhistoriker und Bibliothekar (* 1862)

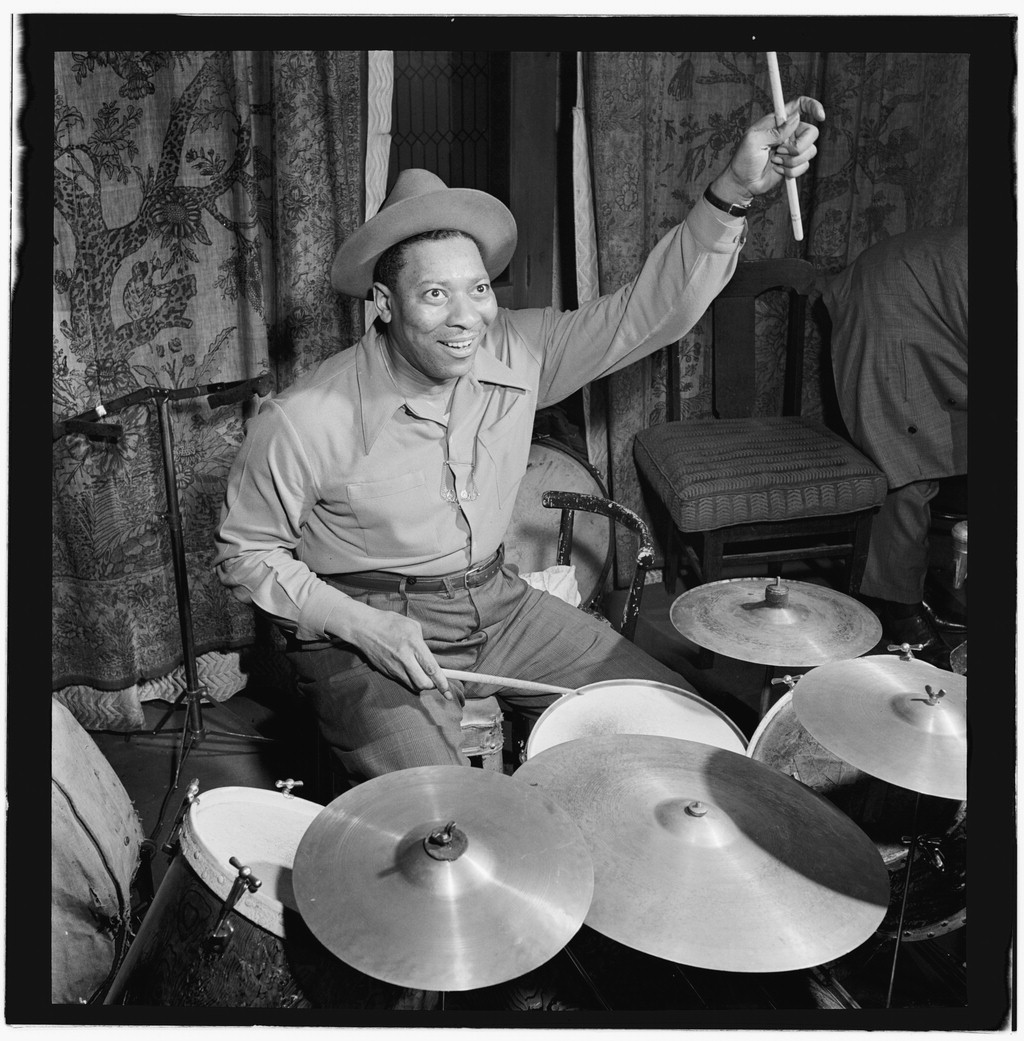
Sid Catlett; † 25. März

- 25. März: Sid Catlett, US-amerikanischer Jazz-Schlagzeuger (* 1910)
- 29. März: Walter Kirchhoff, deutscher Opernsänger (Tenor) und Kammersänger (* 1879)

### April
- 02. April: Simon Barere, russischer Pianist (* 1896)
- 06. April: Halfdan Cleve, norwegischer Komponist (* 1879)
- 07. April: Georg Kinsky, deutscher Musikwissenschaftler (* 1882)
- 08. April: Adolph Koldofsky, kanadischer Geiger (* 1905)
- 10. April: Paul Daubitz, deutscher Komponist, Organist und Musiklehrer (* 1881)
- 15. April: Mme. Charles Cahier, US-amerikanisch-schwedische Opernsängerin (* 1870)

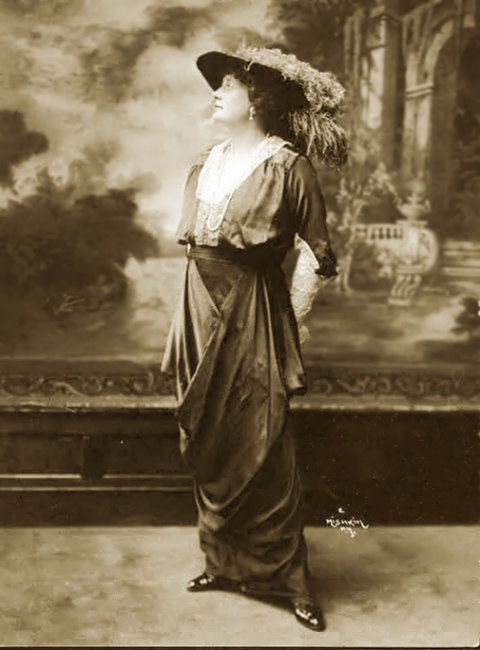
Olive Fremstad; † 21. April

- 21. April: Olive Fremstad, schwedisch-US-amerikanische Opernsängerin (hochdramatischer Sopran und Mezzosopran) (* 1871)
- 21. April: Alexander Abramowitsch Krein, russischer Komponist (* 1883)
- 25. April: Jerzy Fitelberg, polnischer Komponist (* 1903)
- 26. April: John Alden Carpenter, US-amerikanischer Komponist (* 1876)
- 28. April: Osmar Maderna, argentinischer Tangopianist, Bandleader, Komponist und Arrangeur (* 1918)
- 28. April: Maurice Vieux, französischer Bratschist, Komponist und Hochschullehrer (* 1884)
- 000April: Robert Reitz, Schweizer Geiger und Musikpädagoge (* 1884)

### Mai
- 01. Mai: José Cavaquinho, brasilianischer Cavaquinhospieler, Gitarrist, Flötist, Dirigent und Komponist (* 1884)
- 03. Mai: Barnet Licht, deutscher Dirigent und Chorleiter (* 1874)
- 03. Mai: Homero Manzi, argentinischer Komponist und Drehbuchautor (* 1907)
- 03. Mai: Elsa Reger, Frau und Nachlassbetreuerin von Max Reger (* 1870)
- 04. Mai: Harold West, US-amerikanischer Jazz-Schlagzeuger (* 1915)
- 06. Mai: Felix Günther, österreichischer Kapellmeister und Komponist (* 1886)
- 07. Mai: Ludwig Leschetitzky, österreichischer Komponist und Dirigent (* 1886)
- 07. Mai: Harry Stoddard, österreichisch-ungarischer Songwriter, Komponist und Bandleader (* 1892)
- 08. Mai: Hans Oser, Schweizer Dirigent, Chorleiter und Komponist (* 1895)
- 17. Mai: Karl Heinrich David, Schweizer Komponist und Musikkritiker (* 1884)
- 18. Mai: Gaspar Agüero y Barreras, kubanischer Komponist und Pianist (* 1873)
- 18. Mai: Edith Weiss-Mann, deutsche Cembalistin, Klavierpädagogin und Musikkritikerin (* 1885)
- 25. Mai: René Gagnier, kanadischer Violinist, Dirigent, Komponist und Euphoniumspieler (* 1892)
- 26. Mai: Kurt Pfister, deutscher Schriftsteller, Ministerialbeamter, Kunsthistoriker und Musikwissenschaftler (* 1895)
- 27. Mai: Max Wallner, deutscher Librettist, Liedtexter, Komponist und Drehbuchautor (* 1891)

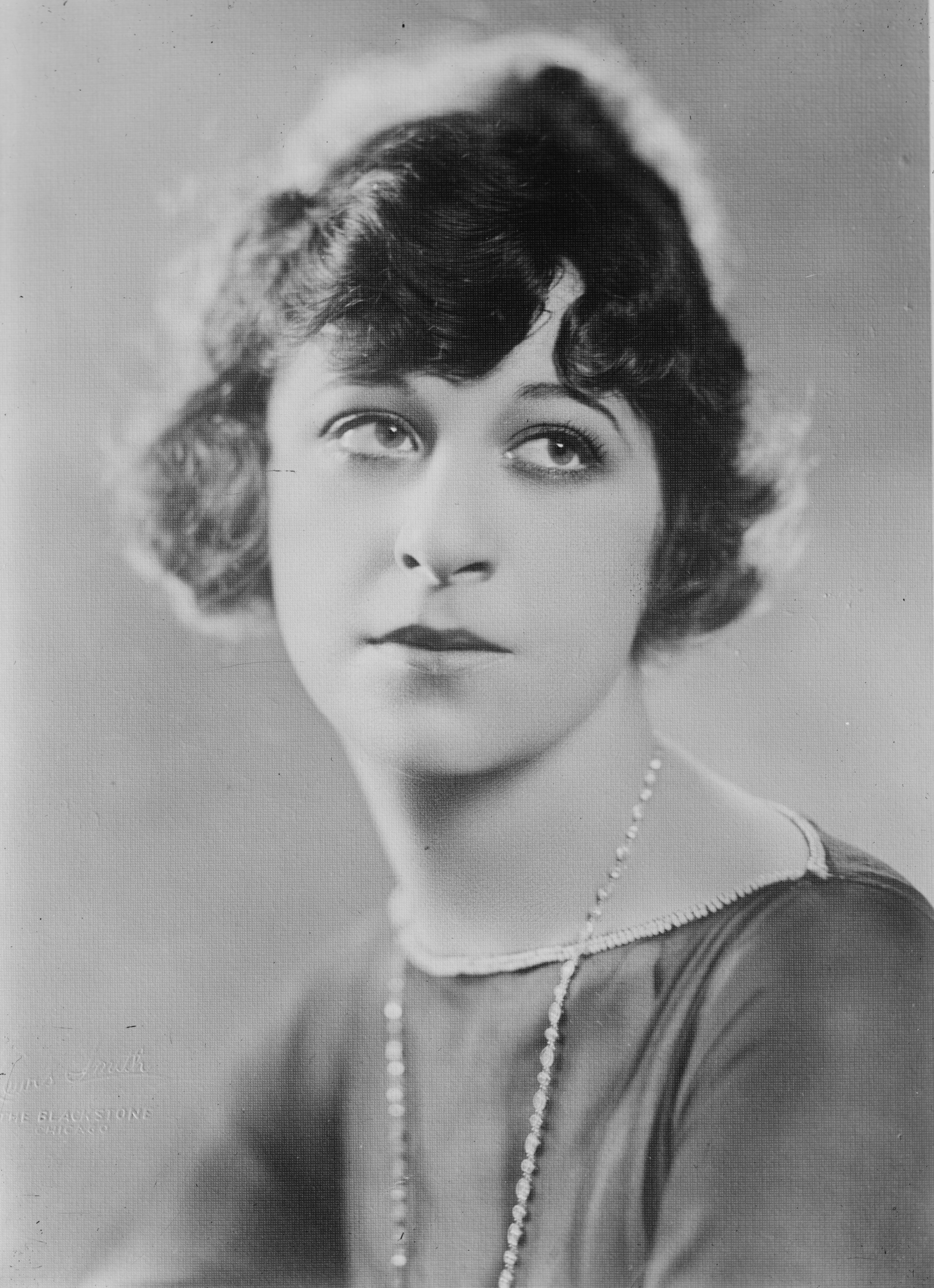
Fanny Brice; † 29. Mai

- 29. Mai: Fanny Brice, US-amerikanische Komikerin, Entertainerin, Sängerin, Theater- und Filmschauspielerin (* 1891)

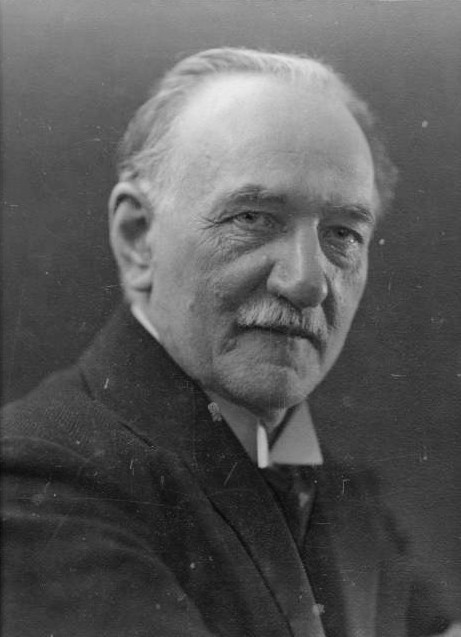
Josef Bohuslav Foerster; † 29. Mai

- 29. Mai: Josef Bohuslav Foerster, tschechischer Komponist (* 1859)

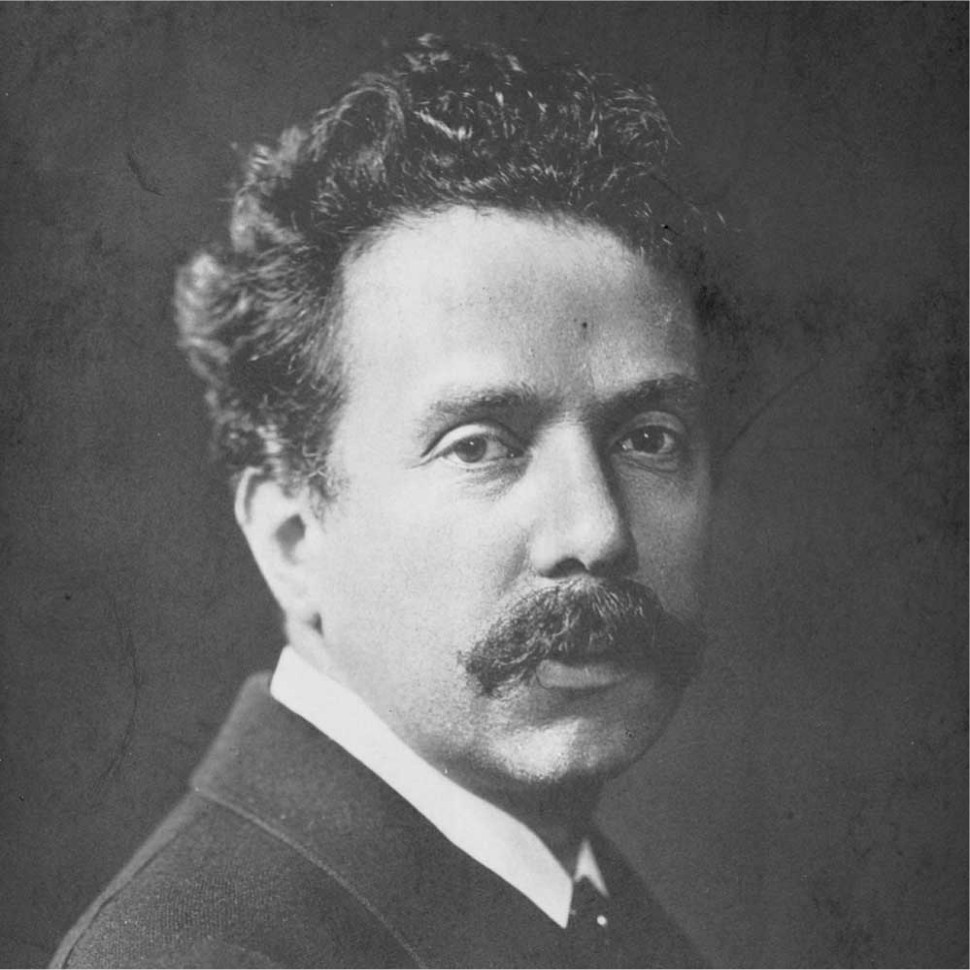
Robert Kahn; † 29. Mai

- 29. Mai: Robert Kahn, deutscher Komponist und Musikpädagoge (* 1865)
- 30. Mai: Dimitrios Levidis, griechischer Komponist (* 1886)
- 30. Mai: Stepan Njaga, moldawischer Komponist (* 1900)

### Juni
- 01. Juni: John Erskine, US-amerikanischer Schriftsteller und Pianist (* 1879)
- 02. Juni: Wally Schauseil, deutsche Konzertsängerin (* 1860)
- 04. Juni: Sergei Kussewizki, russisch-US-amerikanischer Dirigent und Kontrabassist (* 1874)
- 08. Juni: Herman Hupfeld, US-amerikanischer Songwriter (* 1894)
- 09. Juni: Carl Fuchs, britischer Cellist (* 1865)
- 12. Juni: Marcel Tournier, französischer Harfenist und Komponist (* 1879)
- 15. Juni: Remigio Acevedo Raposo, chilenischer Komponist (* 1896)
- 15. Juni: Roger Dumas, französischer Komponist (* 1897)
- 15. Juni: Peter Lafite, Gründer der „Österreichischen Musikzeitschrift“ (* 1908)
- 15. Juni: Adrienne Osborne, US-amerikanisch-österreichische Opernsängerin (* 1873)
- 17. Juni: Carl Vogler, Schweizer Musiker und Kulturfunktionär (* 1874)
- 19. Juni: Albert Bertelin, französischer Komponist (* 1872)
- 23. Juni: Armin Knab, deutscher Komponist (* 1881)
- 23. Juni: Nikolai Grigorjewitsch Sergejew, russischer Balletttänzer (* 1876)
- 23. Juni: Antonio Sureda, argentinischer Bandoneonist und Tangokomponist (* 1904)
- 26. Juni: Frank Ferera, hawaiischer Musiker (* 1885)
- 28. Juni: Grace Hall Hemingway, US-amerikanische Opernsängerin und Malerin (* 1872)

### Juli
- 02. Juli: Paul Preil, deutscher Humorist, Komponist und Musikverleger (* 1879)
- 05. Juli: Albert Hetényi Heidelberg, ungarischer Komponist für Operette, Kabarett und Chanson (* 1875)
- 08. Juli: Joseph-Jean Goulet, kanadischer Violinist, Dirigent und Musikpädagoge (* 1870)
- 08. Juli: Eva Klemperer, deutsche Konzertpianistin, Organistin, Malerin und literarische Übersetzerin (* 1882)
- 09. Juli: Giannina Arangi-Lombardi, italienische Opernsängerin (Sopran) (* 1891)
- 09. Juli: Jørgen Bentzon, dänischer Komponist (* 1897)
- 09. Juli: Egbert Van Alstyne, US-amerikanischer Songwriter und Pianist (* 1878)
- 13. Juli: Arnold Schönberg, österreichischer Komponist, Musiktheoretiker, Kompositionslehrer, Maler, Dichter und Erfinder (* 1874)
- 19. Juli: Max Ettinger, österreichisch-deutsch-schweizerischer Komponist und Dirigent (* 1874)

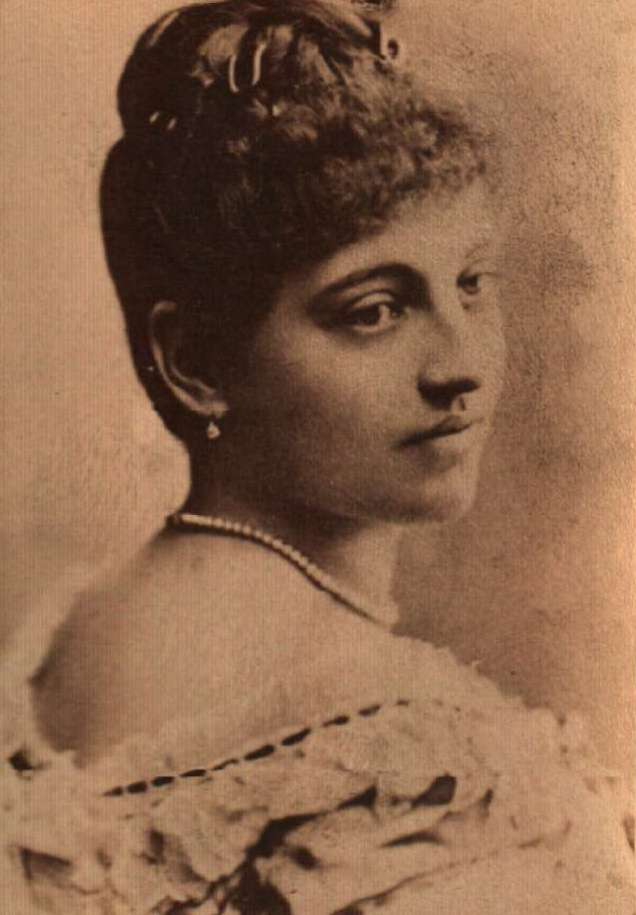
Johanna Loisinger; † 20. Juli

- 20. Juli: Johanna Loisinger, österreichische Opernsängerin (Sopran) und Klaviervirtuosin (* 1865)

### August
- 02. August: Max Terr, US-amerikanischer Filmkomponist (* 1890)
- 05. August: Camillo de Nardis, italienischer Komponist, Dirigent und Musikpädagoge (* 1857)

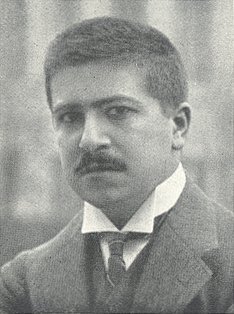
Artur Schnabel; † 15. August

- 15. August: Artur Schnabel, österreichischer Pianist und Komponist (* 1882)
- 17. August: Ray Wetzel, US-amerikanischer Jazzmusiker (* 1924)
- 18. August: Otto Menet, Schweizer Organist, Gesangspädagoge und Komponist (* 1874)
- 21. August: Constant Lambert, britischer Komponist (* 1905)
- 22. August: Georg Maikl, österreichischer Opernsänger (* 1872)
- 24. August: Louis Waizman, kanadischer Komponist, Bratschist, Posaunist, Pianist und Musikpädagoge (* 1863)
- 00. August: Georgette Bréjean-Silver, französische Opernsängerin (* 1870)
- 00. August: Ebbe Hamerik, dänischer Komponist und Dirigent (* 1898)

### September
- 02. September: Fred Gaisberg, US-amerikanischer Schallplattenproduzent (* 1873)
- 02. September: Pietro Frosini, US-amerikanischer Akkordeonist mit italienischen Wurzeln (* 1885)
- 03. September: Leo Sheffield, britischer Sänger und Schauspieler (* 1873)
- 06. September: Gustav Gnauck, deutscher Komponist und Verleger (* 1866)
- 08. September: Leo Leux, deutscher Komponist (* 1893)
- 10. September: Giuseppe Mulè, italienischer Dirigent, Komponist und Musikpädagoge (* 1885)

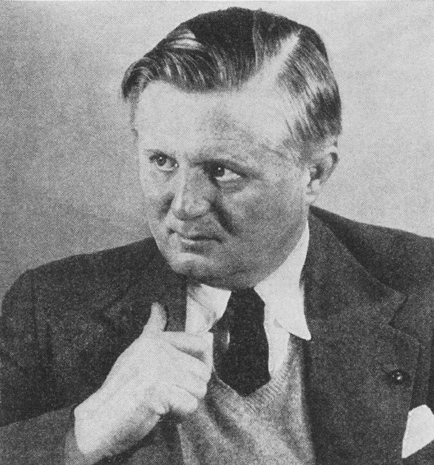
Fritz Busch; † 14. September

- 14. September: Fritz Busch, deutscher Dirigent (* 1890)
- 15. September: Jacinto Guerrero, spanischer Komponist (* 1895)
- 17. September: Jimmy Yancey, US-amerikanischer Blues- und Boogie Woogie-Pianist (* 1898)
- 20. September: Lluís Gonzaga Jordà i Rossell, katalanischer Pianist, Komponist (* 1869)
- 21. September: Engelbert Milde, deutscher Sänger (* 1885)
- 22. September: Allen Sisson, US-amerikanischer Old-Time-Musiker (* 1873)
- 24. September: Nan Blakstone, US-amerikanische Jazzsängerin (* 1905)

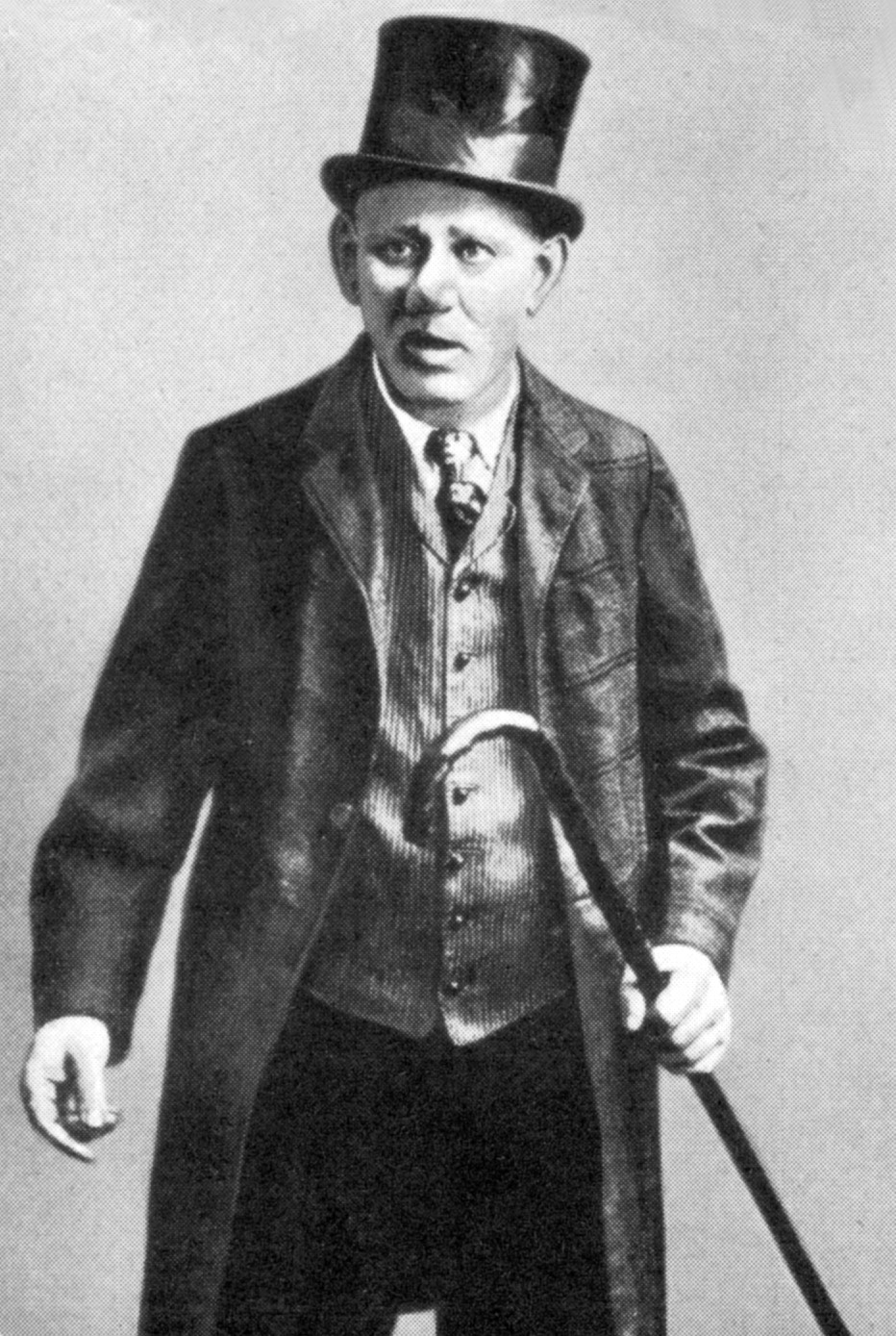
Conny Stanzl; † 24. September

- 24. September: Conny Stanzl, deutscher Volkssänger und Humorist (* 1870)
- 25. September: Harry Grattan, britischer Schauspieler, Sänger und Tänzer (* um 1867)

### Oktober
- 23. Oktober: Charlie Creath, US-amerikanischer Trompeter, Saxophonist, Akkordeon-Spieler und Bandleader (* 1890)
- 27. Oktober: Paco Pérez, guatemaltekischer Sänger, Gitarrist und Komponist (* 1917)

### November
- 04. November: Oscar Natzka, neuseeländischer Opernsänger (* 1912)
- 05. November: Adalbert Lieban, österreichisch-deutscher Opernsänger (Bariton) (* 1877)
- 05. November: Agrippina Jakowlewna Waganowa, russische Balletttänzerin und Ballettpädagogin (* 1879)
- 05. November: Bedřich Antonín Wiedermann, tschechischer Organist und Komponist (* 1883)
- 09. November: Juliette Graves Adams, US-amerikanische Pianistin und Musikpädagogin (* 1858)
- 09. November: Resurrección María de Azkue, baskischer Philologe, Musikwissenschaftler, Komponist und römisch-katholischer Priester (* 1864)

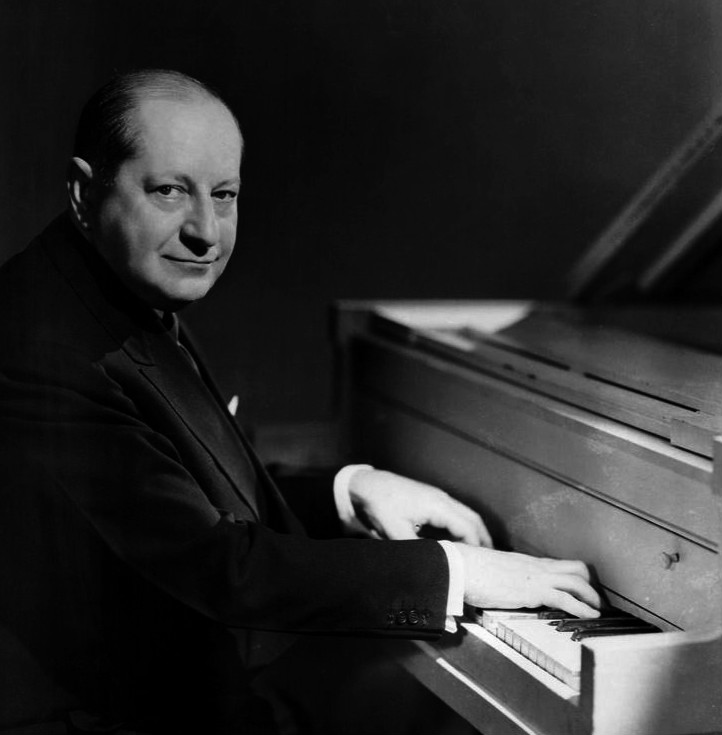
Sigmund Romberg; † 9. November

- 09. November: Sigmund Romberg, ungarischer Komponist (* 1887)
- 09. November: Berthe Roy, kanadische Pianistin und Musikpädagogin (* 1889)
- 11. November: Walter Hyde, britischer Opernsänger und Gesangspädagoge (* 1875)
- 11. November: César Vezzani, französischer Tenor (* 1888)
- 13. November: Hugo Leichtentritt, deutscher Musikwissenschaftler (* 1874)

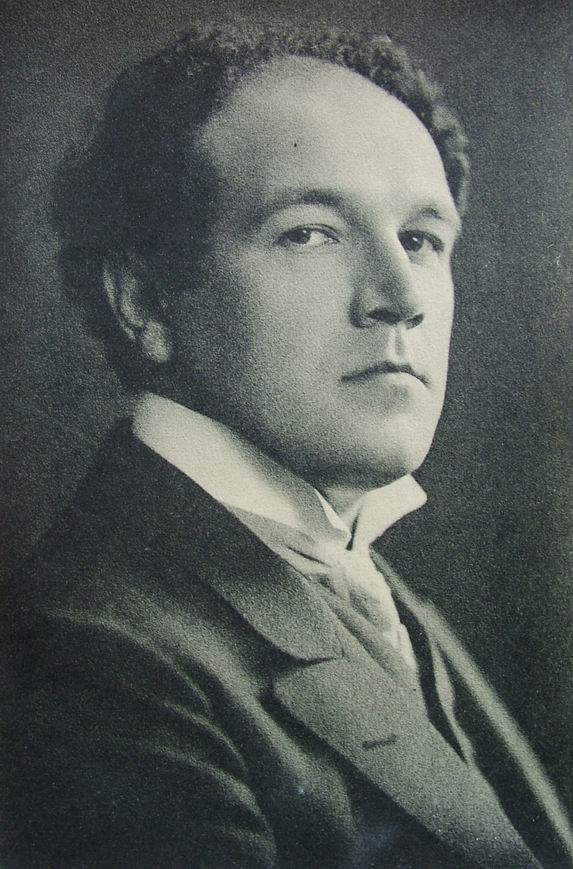
Nikolai Medtner; † 13. November

- 13. November: Nikolai Medtner, russischer Komponist und Pianist (* 1880)
- 14. November: Richard Henry Walthew, britische Pianist und Komponist (* 1872)
- 16. November: Dora Bright, britische Pianistin und Komponistin (* 1862)
- 20. November: Catherine Littlefield, US-amerikanische Ballerina, Choreografin und Ballettlehrerin (* 1905)
- 22. November: William Moore, US-amerikanischer Bluesmusiker (* 1893)
- 23. November: Josef Prantl, österreichischer Komponist und Musikdirektor (* 1895)
- 25. November: Paul Hirsch, Industrieller, bibliophiler Musiksammler (* 1881)
- 25. November: Alfons Singer, deutscher Kirchenmusiker und Musikpädagoge (* 1884)
- 29. November: Max Schipper, österreichischer Sänger, Film- und Theaterschauspieler und Spielleiter (* 1900)
- 30. November: Jelena Alexandrowna Beckmann-Schtscherbina, russische Pianistin (* 1882)

### Dezember
- 01. Dezember: Edward Joseph Collins, US-amerikanischer Pianist, Dirigent und Komponist (* 1886)
- 01. Dezember: Felix Petyrek, österreichischer Komponist (* 1892)
- 02. Dezember: José de Jesús Ravelo, dominikanischer Komponist und Musikpädagoge (* 1876)
- 03. Dezember: Cyril Blake, britisch-westindischer Jazzmusiker (* 1900)
- 06. Dezember: Léon Rothier, französischer Sänger (Bass) (* 1874)
- 06. Dezember: Lisa Weise, deutsche Schauspielerin und Sängerin (* 1880)
- 11. Dezember: Hermann Schramm, deutscher Opernsänger (Tenor und Tenorbuffo) (* 1871)

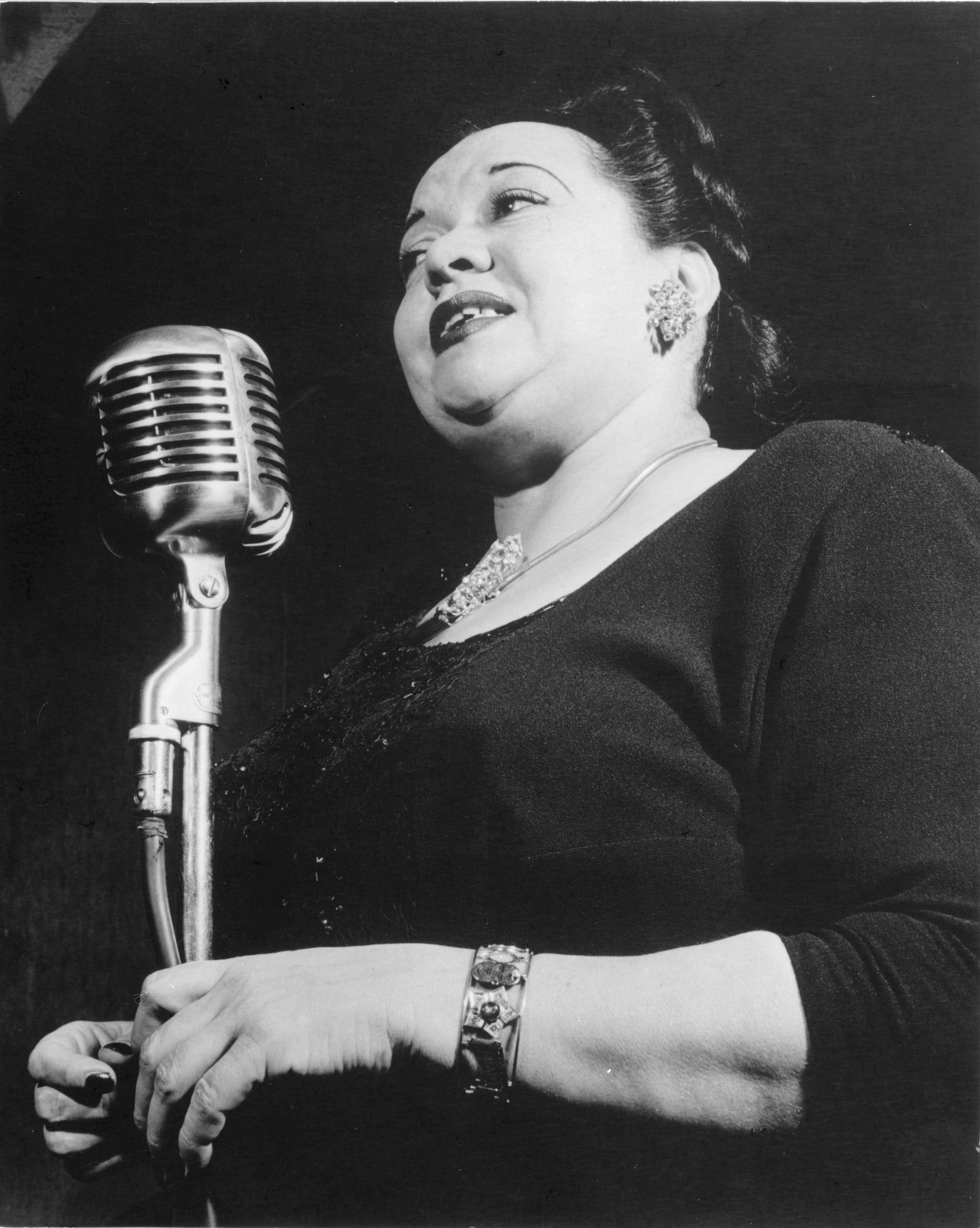
Mildred Bailey; † 12. Dezember

- 12. Dezember: Mildred Bailey, US-amerikanische Sängerin (* 1907)
- 13. Dezember: Miguel Ángel Hurtado Delgado, peruanischer Lehrer, Journalist, Musiker und Komponist (* 1922)

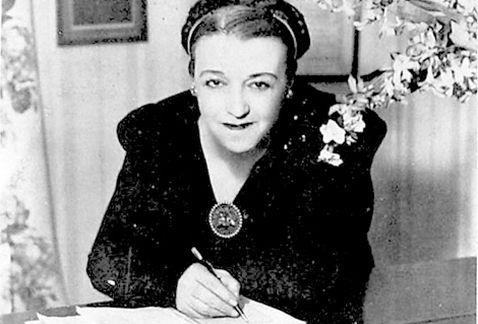
María Grever; † 15. Dezember

- 15. Dezember: María Grever, mexikanische Komponistin (* 1885)
- 15. Dezember: Anna Hirzel-Langenhan, Schweizer Pianistin und Klavierpädagogin (* 1874)
- 16. Dezember: Selim Palmgren, finnischer Komponist (* 1878)
- 18. Dezember: André Durieux, kanadischer Geiger, Dirigent und Musikpädagoge (* 1899)
- 21. Dezember: José María Aguilar, uruguayischer Sänger, Gitarrist und Komponist (* 1891)
- 23. Dezember: Enrique Santos Discépolo, argentinischer Komponist (* 1901)
- 23. Dezember: Alfrēds Kalniņš, lettischer Komponist (* 1879)
- 26. Dezember: Vic Berton, US-amerikanischer Jazz-Schlagzeuger (* 1896)
- 28. Dezember: Paul Ottenheimer, deutscher Kapellmeister, Komponist und Überlebender des Holocaust (* 1873)
- 31. Dezember: Rafael Gálvez Bellido, spanischer Violinist, Pianist, Musikpädagoge und Komponist (* 1895)

### Genaues Todesdatum unbekannt
- Ester Adaberto, spanisch-italienische Opernsängerin in der Stimmlage Sopran (* 1872)
- Leopoldine Augustin, österreichische Theaterschauspielerin und Sängerin (* 1863)
- Vince Courtney, australischer Sänger, Songwriter und Entertainer (* 1887)
- Giuseppina Huguet, spanische Sopranistin (* 1871)
- Géza Komor, ungarischer Violinist und Orchesterleiter (* 1900)
- Valentin Parnakh, sowjetischer Musiker und Choreograf (* 1891)
- Margot Ruddock, britische Schauspielerin und Sängerin (* 1907)[61]